# 2019年香港區議會選舉
2019年區議會選舉（英語：2019 Hong Kong District Council Election）是香港主權移交後的第6屆香港區議會的選舉，於2019年11月24日舉行。
是次選舉選出香港十八區區議會共452個民選議席，當選的區議員任期為四年，由2020年1月1日至2023年12月31日；連同27個當然議員，合共479個議席。
本次選舉人數創下香港史上新高，共有2,943,842名登記選民投票，投票率71.23%。民主派阵营在高投票率下，首次在多個選區大獲全勝，取得全港86%的直選議席（389席）；而建制派（59席）則遭遇滑鐵盧。按票數劃分，民主派和建制派獲得的票數約為57.31%比41.16%，民主派大致比建制派多出44萬張選票。
在港區國安法實施后，本次選舉被北京當局定性為「反中乱港势力借助舞弊、暴力、胁迫、恐吓等手段影响选情，将区议会变成宣扬『港独』思想、进行颠覆活动的平台」，並因而決定對香港選舉制度進行改革，大削直選議席，重新設立已廢除的政府委任制，並引入資格審查制度篩查參選人。

## 背景
2014年的雨傘革命促使香港人更關心政治，繼民主派和建制派兩陣營後，更有新勢力本土派參與2015年香港區議會選舉及隨後的2016年香港立法會選舉。最終2016年立法會選舉投票率迫近六成創歷屆新高，非建制派陣營在70席中奪得30席。可是不足一年內出現六名非建制派議員相繼被褫奪立法會議員資格，導致後續兩次補選，而由2016年立法會選舉起，本土派及自決派多人被取消參選資格。而且，就连梁国雄这种不是本土派和自决派的议员，也同样被褫夺立法会议员资格。
2018年3月立法會補選，在民主派和本土派不断有议员被无理褫夺议员资格后，包括民主派和本土派在内的整个民主阵营被严重打压。在本土派被全部禁止参选下，整个民主阵营被打压得几乎七零八落，民主派候選人區諾軒及范國威於香港島及新界東僅以些微票數壓倒建制派代表贏得補選，但在九龍西，建制派代表民建聯鄭泳舜壓倒民主派代表前立法會議員姚松炎，為建制派第一次在「單對單」的立法會地區補選中勝出。從票站數字分析，民主派不但未能取得2016年立法會選舉中大部分本土派支持者的選票，同時在九龍西不少公屋區票數暴跌，有指與民主派選前的初選有關，當時初選結果是姚松炎排首位，時為民協重量級人物馮檢基排次席，後來姚氏傳出或被特区政府取消資格，部份泛民拒絕支持由初選取得次席的馮替補姚參選，甚至傳出另外派人參選。雖然姚松炎參選資格最後未有被取消，但當中所引起的爭議使馮檢基和其他泛民人士，尤其與姚所屬的自決派不和表面化，或使馮檢基支持者沒有投票，最後使姚敗選。
其後建制派在後來的2018年11月立法會九龍西補選，和油尖旺區議會大南選區補選相繼勝出，建制派保持票數優勢的同時，民主派未能動員支持者投票，投票率较以往低很多。於是建制派本欲將大好形勢帶進本次選舉，期望奪取更多議席。
然而逃犯條例修訂的爭議及市民對政府的不滿開始發酵，最終形成2019年6月以來相繼不絕的大遊行及警民衝突。事件促使更多新選民登記，外界關注新增選民能為選情添多少變數。與此同時黃大仙民主派區議員譚香文倡議的「反自動當選運動」，打算派出一些未曾參選的政治素人參選某些未有民主派參選的「白區」，與戴耀廷發起的風雲計劃相輔相成，針對上屆自動當選的選區，務求以素人身份打擊建制派樁腳勢力，雖然民主動力無力協調所有選區，但民主派候選人「撞區」未算十分嚴重。另一方面數十名「連登仔」政治素人也組成宣傳平台「自由系」，積極在各區進行地區工作，務求阻止建制派自動當選。結果在提名期結束後，每個選區皆有至少一名民主派候選人，沒有候選人自動當選，是自區議會成立以來的首次。
反對逃犯條例修訂草案運動到2019年10月正如火如荼进行，面對回歸以來最嚴重的政治抗议运动，特区政府更在提名期開始後的10月4日動用《緊急情況規例條例》於10月5日零時起推行《禁止蒙面規例》，禁止參與遊行、集會及非法集結的人士以任何形式蒙面，此舉被認為是對局勢火上加油。香港特别行政區行政長官林鄭月娥亦曾表示，不排除以其他方案應對，包括押後選舉、取消該區選舉，甚至是取消所屬區議會所有選舉。
由於反對逃犯條例修訂草案運動持續，建制派普遍從蛇斋饼粽，轉為打「政治牌」帶動輿論，把本次選舉定性為一場「民意取向」投票，呼籲市民用選票「向暴力說不」。同樣地，民主派亦呼籲曾上街支持反修例的港人積極投票，讓本次選舉成為「變相的全民公投」，藉助選票來爭取「五大訴求」。

### 選民數目變化
本屆區議會選舉共有4,132,977名正式選民，較2015年香港區議會選舉增加43.9萬名選民。

## 議席數目及選區分界
政府於2017年7月10日向各區區議會正副主席及立法會簡介民選議席數目檢討結果，建議本屆選舉增加21個民選議席至452個。隨後政府於2017年10月11日向立法會提交《2017年區議會條例（修訂附表3）令》法案，以法例形式落實在十個區議會增設合共21個民選議席。
選舉管理委員會（選管會）其後依照法例規定，在2018年7月至8月期間，就選區分界及命名進行公眾諮詢，並依法於同年11月向行政長官呈交建議報告。選管會在報告中除新增選區外，更修訂128個選區的分界。

### 議席數目
根據《2017年區議會條例（修訂附表3）令》法案，2019年選舉中以下各區將會增加議席，有關法案經立法會通過。
- 九龍城、油尖旺、荃灣：增加1席
- 深水埗、葵青、屯門、西貢：增加2席
- 觀塘、沙田：增加3席
- 元朗：增加4席

其他各區維持不變。
| 地區     | 民選 議席數目 | 地區     | 議席數目 | 議席數目 | 議席數目 |
| 地區     | 民選 議席數目 | 地區     | 民選     | 當然     | 總數     |
| -------- | ------------- | -------- | -------- | -------- | -------- |
| 中西區   | 15            | 荃灣區   | 19       | 2        | 21       |
| 灣仔區   | 13            | 屯門區   | 31       | 1        | 32       |
| 東區     | 35            | 元朗區   | 39       | 6        | 45       |
| 南區     | 17            | 北區     | 18       | 4        | 22       |
| 油尖旺區 | 20            | 大埔區   | 19       | 2        | 21       |
| 深水埗區 | 25            | 西貢區   | 29       | 2        | 31       |
| 九龍城區 | 25            | 沙田區   | 41       | 1        | 42       |
| 黃大仙區 | 25            | 葵青區   | 31       | 1        | 32       |
| 觀塘區   | 40            | 離島區   | 10       | 8        | 18       |
| 港九合計 | 215           | 新界合計 | 237      | 27       | 264      |
| 全港總數 | 全港總數      | 全港總數 | 452      | 27       | 479      |

- 只限新界各區區議會設有由鄉事委員會主席擔任的當然議員，而港九及新界合計用作顯示選舉委員會內港九區議會及新界區議會界別分組的理論選民上限。
- 身兼鄉議局議員的區議員須依法登記為鄉議局功能界別及界別分組選民，另外區議員亦可以放棄登記為區議會（第一）功能界別及選舉委員會兩個界別分組的選民，並選擇在其他功能界別及界別分組登記。

## 选举前后議席

### 全港陣營

以民主派陣營、建制派陣營二元分立的選舉地圖，每個選區以大小均等的六角形表示。
（位於西貢區議會的中間派政黨專業動力及荃灣區議會的伍顯龍以深灰色標示）

選舉前：
| 124    | 7 | 327    |
| 民主派 |   | 建制派 |

選舉後：
| 388    | 5 | 86     |
| 民主派 |   | 建制派 |

### 分區陣營

選舉後分區陣營地圖

^此列表計算多重黨籍
| 區議會   | 選前最大陣營     | 選前最大黨派    | 选后最大陣營 | 選後最大黨派          |
| -------- | ---------------- | --------------- | ------------ | --------------------- |
| 中西區   | 建制派           | 民主黨 · 民建聯 | 民主派       | 民主黨 (7)            |
| 灣仔區   | 建制派           | 民建聯          | 民主派       | 灣仔起步 (6)          |
| 東區     | 建制派           | 民建聯          | 民主派       | 柴灣起動 (12)         |
| 南區     | 建制派           | 民主黨          | 民主派       | 民主黨 (7)            |
| 油尖旺區 | 建制派           | 民建聯          | 民主派       | 社區前進 (5)          |
| 深水埗區 | 沒有陣營全面控制 | 民協            | 民主派       | 民協 (11)             |
| 九龍城區 | 建制派           | 民建聯          | 民主派       | 民主黨 (10)           |
| 黃大仙區 | 建制派           | 民建聯          | 民主派       | 民主黨 (6)            |
| 觀塘區   | 建制派           | 民建聯          | 民主派       | 民主黨 (9)            |
| 荃灣區   | 建制派           | 民建聯          | 民主派       | 民主黨 (3) 公民黨 (3) |
| 屯門區   | 建制派           | 民建聯          | 民主派       | 民主黨 (8)            |
| 元朗區   | 建制派           | 民建聯          | 民主派       | 民主黨 (7)            |
| 北區     | 建制派           | 民建聯          | 民主派       | 北區連線 (6)          |
| 大埔區   | 建制派           | 民建聯          | 民主派       | 大埔民主聯盟 (16)     |
| 西貢區   | 建制派           | 民建聯          | 民主派       | 新民主同盟 (9)        |
| 沙田區   | 建制派           | 沙田區政        | 民主派       | 沙田區政 (16)         |
| 葵青區   | 建制派           | 民建聯          | 民主派       | 民主黨 (12)           |
| 離島區   | 建制派           | 民建聯          | 建制派       | 公民黨 (2)            |

### 選前各區陣營分佈
| 政黨             | 政黨             | 政黨             | 中西區 | 灣仔區 | 東區 | 南區 | 油尖旺區 | 深水埗區 | 九龍城區 | 黃大仙區 | 觀塘區 | 荃灣區 | 屯門區 | 元朗區 | 北區 | 大埔區 | 西貢區 | 沙田區 | 葵青區 | 離島區 | 總計 |
| ---------------- | ---------------- | ---------------- | ------ | ------ | ---- | ---- | -------- | -------- | -------- | -------- | ------ | ------ | ------ | ------ | ---- | ------ | ------ | ------ | ------ | ------ | ---- |
|                  |                  | 政黨             |        |        |      |      |          |          |          |          |        |        |        |        |      |        |        |        |        |        |      |
| 建制派總計       | 建制派總計       | 建制派總計       | 10     | 11     | 25   | 12   | 16       | 11       | 20       | 16       | 28     | 15     | 22     | 36     | 18   | 15     | 16     | 20     | 20     | 16     | 327  |
|                  |                  | 政黨             |        |        |      |      |          |          |          |          |        |        |        |        |      |        |        |        |        |        |      |
| 民主派總計       | 民主派總計       | 民主派總計       | 5      | 2      | 10   | 5    | 3        | 11       | 4        | 9        | 9      | 4      | 8      | 5      | 4    | 6      | 9      | 19     | 9      | 2      | 124  |
|                  |                  | 政黨             |        |        |      |      |          |          |          |          |        |        |        |        |      |        |        |        |        |        |      |
| 中間派或其他總計 | 中間派或其他總計 | 中間派或其他總計 |        |        |      |      |          | 1        |          |          |        | 1      |        |        |      |        | 4      |        | 1      |        | 7    |
| 總計             | 總計             | 總計             | 15     | 13     | 35   | 17   | 19       | 23       | 24       | 25       | 37     | 20     | 30     | 41     | 22   | 21     | 29     | 39     | 30     | 18     | 458  |

### 選後各區陣營分佈
包括 452 席直選議席及 27 席當然議席，當然議席全部計入建制派。
| 陣營             | 陣營             | 陣營             | 中西區 | 灣仔區 | 東區 | 南區 | 油尖旺區 | 深水埗區 | 九龍城區 | 黃大仙區 | 觀塘區 | 荃灣區 | 屯門區 | 元朗區 | 北區 | 大埔區 | 西貢區 | 沙田區 | 葵青區 | 離島區 | 總計 |
| ---------------- | ---------------- | ---------------- | ------ | ------ | ---- | ---- | -------- | -------- | -------- | -------- | ------ | ------ | ------ | ------ | ---- | ------ | ------ | ------ | ------ | ------ | ---- |
|                  |                  | 政黨             |        |        |      |      |          |          |          |          |        |        |        |        |      |        |        |        |        |        |      |
| 民主派總計       | 民主派總計       | 民主派總計       | 14     | 9      | 32   | 15   | 17       | 22       | 15       | 25       | 28     | 16     | 28     | 33     | 15   | 19     | 26     | 40     | 27     | 7      | 388  |
|                  |                  | 政黨             |        |        |      |      |          |          |          |          |        |        |        |        |      |        |        |        |        |        |      |
| 建制派總計       | 建制派總計       | 建制派總計       | 1      | 4      | 3    | 2    | 3        | 2        | 10       | 0        | 12     | 4      | 4      | 12     | 7    | 2      | 2      | 2      | 5      | 11     | 86   |
|                  |                  | 政黨             |        |        |      |      |          |          |          |          |        |        |        |        |      |        |        |        |        |        |      |
| 中間派或其他總計 | 中間派或其他總計 | 中間派或其他總計 |        |        |      |      |          | 1        |          |          |        | 1      |        |        |      |        | 3      |        |        |        | 5    |
| 總計             | 總計             | 總計             | 15     | 13     | 35   | 17   | 20       | 25       | 25       | 25       | 40     | 21     | 32     | 45     | 22   | 21     | 31     | 42     | 32     | 18     | 479  |

## 參選形勢

### 建制派

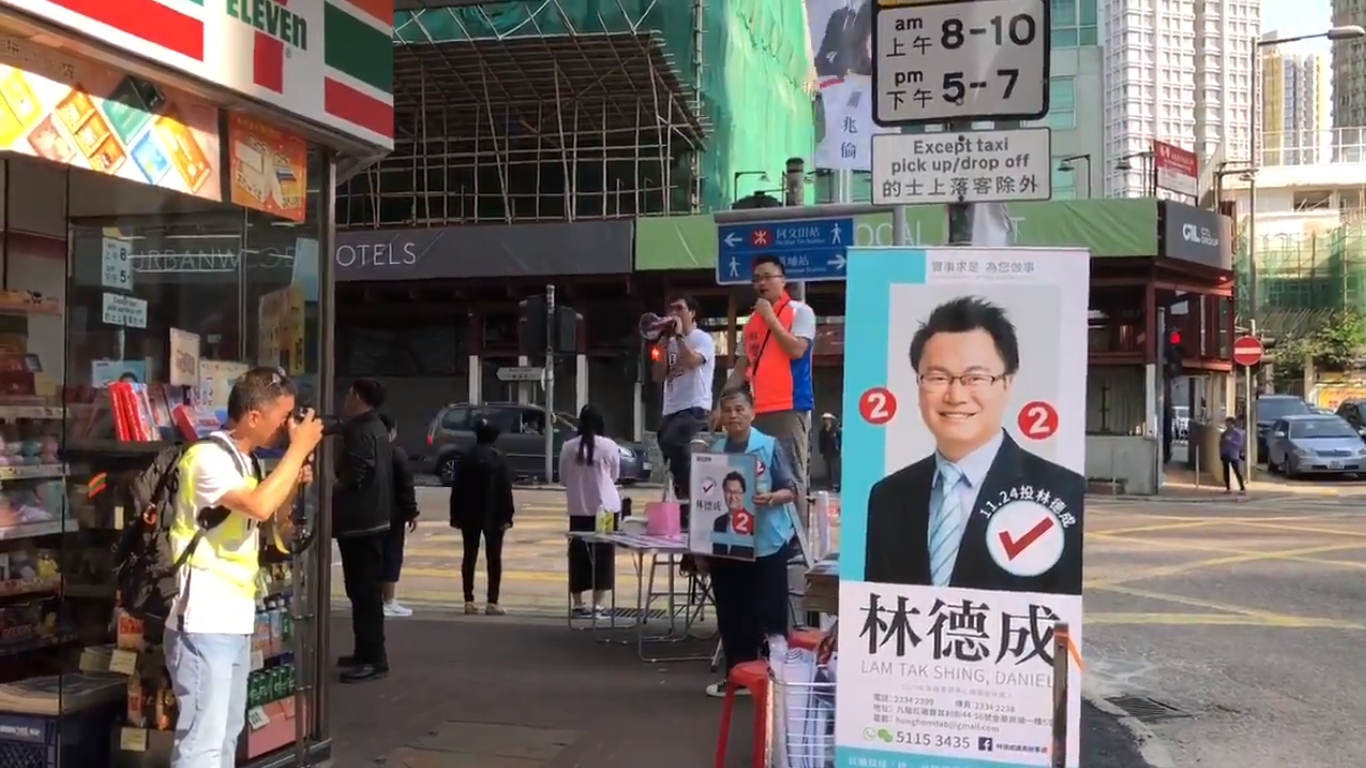
紅磡選區民建聯成員林德成爭取連任

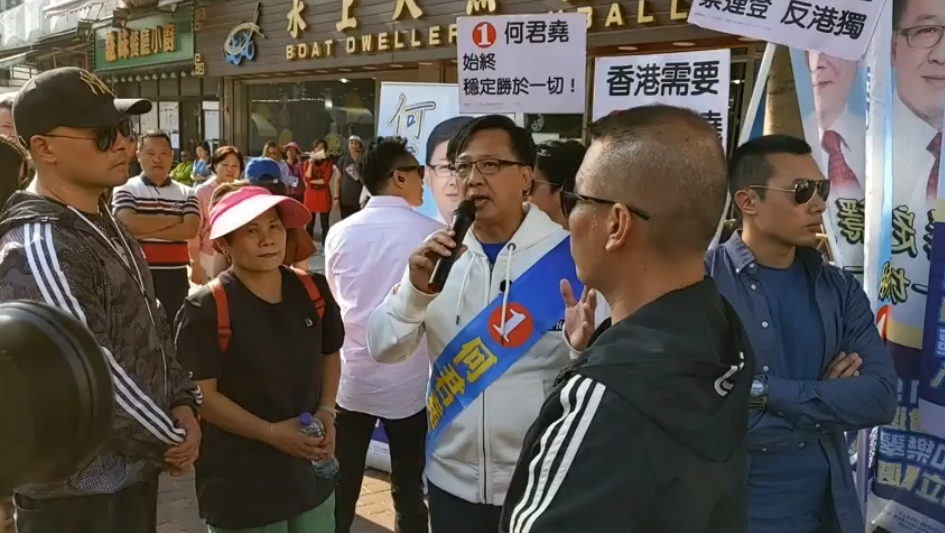
屯門樂翠選區，何君堯爭取連任

上屆選舉，建制派雖仍取得超過七成議席，主導十八區區議會，但議席較之前略少。其中在深水埗、沙田及西貢更險些失去控制權。本來經過2018年的311及1125立法會補選勝利，建制派有信心在今屆收復失地。但經過反對逃犯條例修訂運動以後，使選情變得難以預測。建制派變得謹慎，紛紛陣前易將，部分本欲交棒予新人的資深議員，亦再次披甲上陣，以圖力保議席。

#### 傳統建制派
- 民主建港協進聯盟：上屆派出171人，今屆會派出181人參選。
- 香港工會聯合會：將會派出62人參選[45]。

#### 中間建制派
- 自由黨：將會派大約15人出選[46]。
- 實政圓桌：派出12人參選區議會選舉。

#### 溫和建制派
- 經民聯：共派出25位候選人參加。
- 新民黨：派出28人參選，主席葉劉淑儀原定接替參選此黨高齡黨員蘇炤成之三聖選區，但最後決定不參選。
- 公民力量：共派出20人參選。

#### 激進建制派
- 香港政研會：將會派2人出選荃灣2選區。

#### 其余建制派團體
- 保障民生建設聯盟：曾宣稱會派4人出選[47]，最後派出3人。惟其建制派身份有爭議。[48]

### 民主派

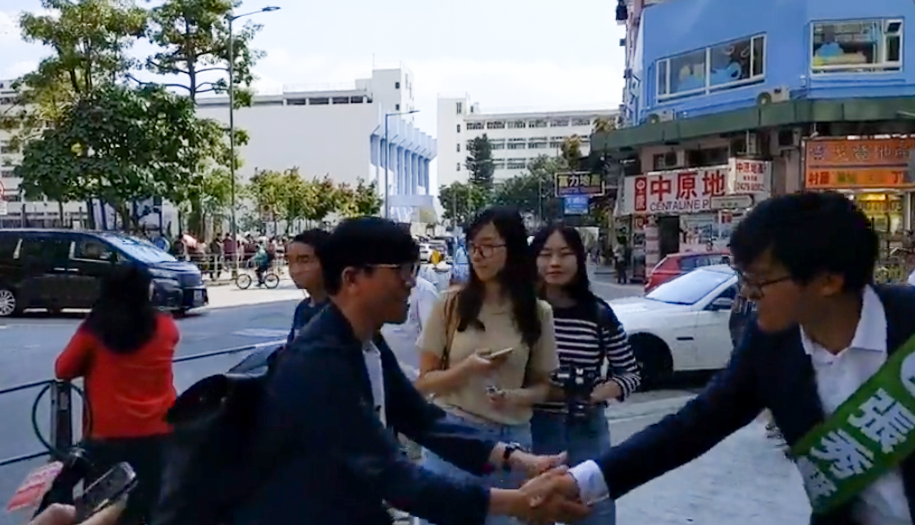
元朗區議會元龍選區，候選人張秀賢與支持者握手（2019年11月）

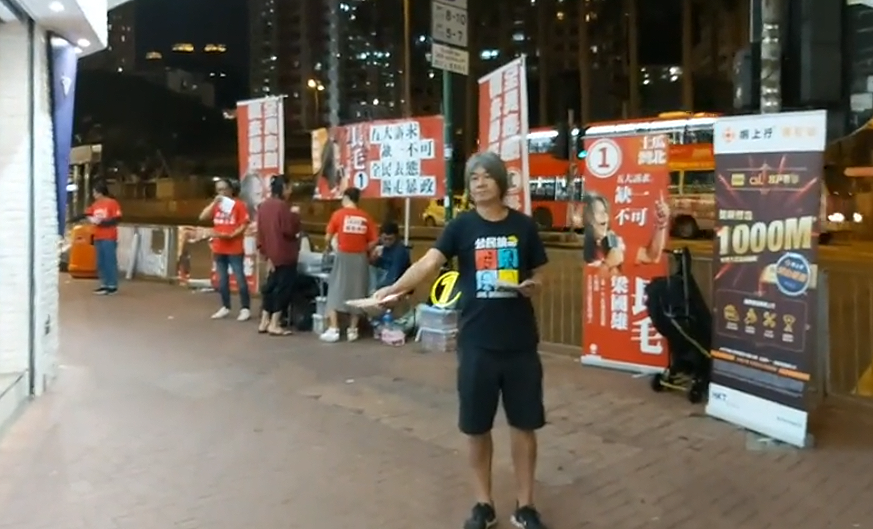
九龍城區議會土瓜灣北選區，社民連前立法會議員梁國雄與民建聯主席李慧琼爭奪議席（2019年11月）

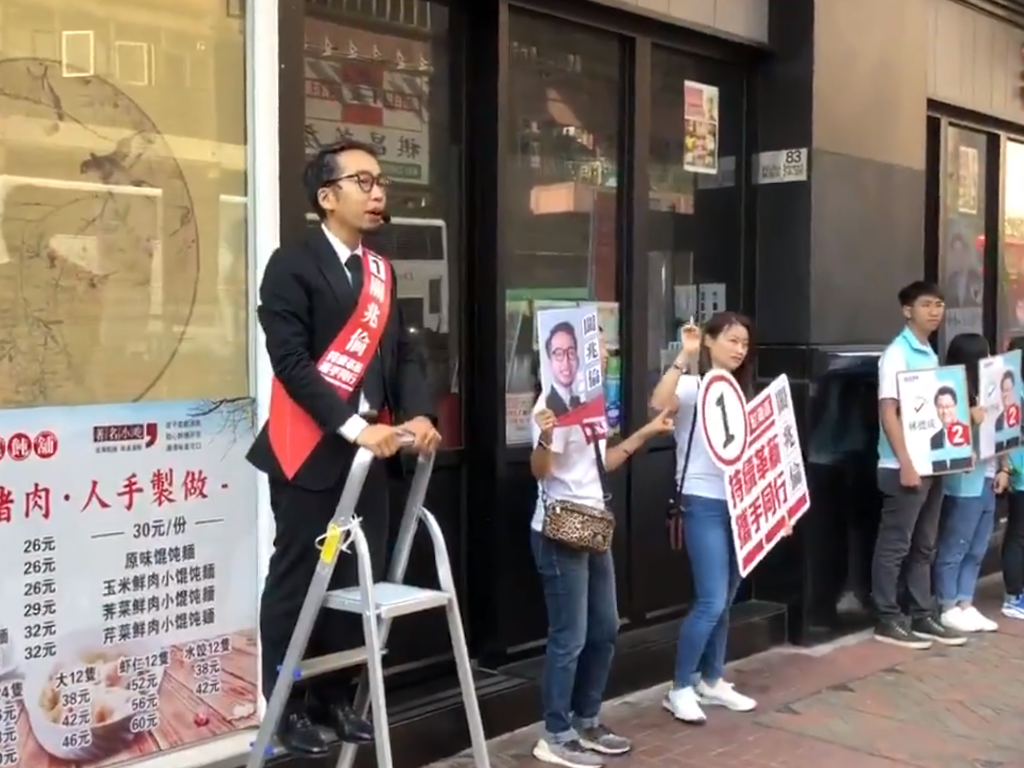
建築師關兆倫在紅磡以獨立候選人身份參選，另一候選人為民建聯林德成（2019年11月）

上屆選舉雖然為雨傘革命後首場大型選舉，但民主派並未因而得利。其中本欲「翻盤」的葵青區，因被建制派重點部署，首次失去過半數民選議席。然而民主派在東區、觀塘、北區、大埔表現理想，而且在深水埗及沙田，更險些取得過半議席，另有9名「傘兵」成功當選。整體而言，民主派的議席比2011年時為多，可算小勝一場。為爭取搶佔特首選舉選舉委員會區議員所屬組別的117個席位，同時為培訓新人參政，和平佔中發起人戴耀廷提倡風雲計劃，原先寄望以老帶新，由泛民主派元老級人士與新人於不同選區參選，分散建制派選舉資源，奈何反應不佳。在經歷311補選及1125補選失利後，外界本預期民主派在今屆區選選情嚴峻。不過自6月的反對逃犯條例修訂草案運動爆發後，選情也開始變得難以預測，民主派為抗衡建制派，更與本土派聯手發動多場抗爭行動。今屆選舉，民主派全面出擊，所有選區皆派人參選，為區議會成立來首次。雖仍有部份選區同時參選，但比上屆有所改善。部份選區更有選民自發舉行初選，以望集中票源抗衡建制派。

#### 傳統民主派
- 民主黨：派出99人[49][50]。但在灣仔、大埔區未有派人參選，是自回歸以來首次未有在全港18區皆派人參選。
- 公民黨：原計劃派出35人[51]最終36人報名。
- 沙田區政：派出17人，出戰沙田區（其中二人作為「Plan B」，競選期間棄選）。
- 香港民主民生協進會：將會派出21人，出戰深水埗、黃大仙和屯門等地[52]。
- 新民主同盟：將會派出20人[53]。
- 區政聯盟：派出16人出選大埔及西貢區，但只有大埔的4位候選人以打正區政聯盟名義參選，西貢的12位候選人均以將軍澳民生關注組名義參選。
- 工黨：將會派出7人參選。

#### 激進民主派
- 社會民主連線：將會派出3人參選。
- 人民力量：將會派出3人參選[54]。

#### 民主自決派
- 香港眾志：派出時任秘書長黃之鋒在南區區議會海怡西選區參選。
- 朱凱廸新西團隊：將會派9人參選。

#### 本土派
- 東九龍社區關注組：只派出現任觀塘區議會區議員黃子健在樂華北選區角逐連任。
- 慈雲山建設力量：將會派2人參選。
- 屯門社區網絡：派出5名代表參選；其後與屯結新墟創辦人張可森、曾為公民黨黨員的獨立民主派人士巫堃泰[55]等6位屯門區議會初次參選的候選人組成屯門十一素人團隊，參選屯門11個選區。
- 九龍角落：派出其主席李軒朗參選。

#### 其余民主派團體（多為民間自發地區關注團體）
- 荃民議政：將會派出3人參選。
- 葵青傳承：將會派出4人參選。

更有其餘初次參選的候選人組成不同的地區團體，並獲民主派區選聯盟承認而互不撞區。
- 熱血公民：派出5人參選。

### 中間派
- 專業動力：將會派8人出選，當中4人爭取連任。
- 民主思路：將會派4人出選。

## 候選人提名
本屆區議會選舉提名期由2019年10月4日開始，至10月17日結束。本屆區議會選舉共收到1104份提名表格（包括6份已退選），提名是否有效與候選人編號抽籤，於10月24日候選人簡介會後公佈。在1098份提名當中，包括黃之鋒等在內的8份被裁決無效。所有有效提名的候選人資料已於10月31日在憲報刊登。在公佈獲有效提名的候選人中，由於所有選區均有多於一名獲有效提名，故沒有自動當選情況，所有選區於11月24日競逐議席。
- 中西區
- 灣仔區
- 東區
- 南區
- 油尖旺區
- 深水埗區
- 九龍城區
- 黃大仙區
- 觀塘區
- 荃灣區
- 屯門區
- 元朗區
- 北區
- 大埔區
- 西貢區
- 沙田區
- 葵青區
- 離島區

### 參選資格無效

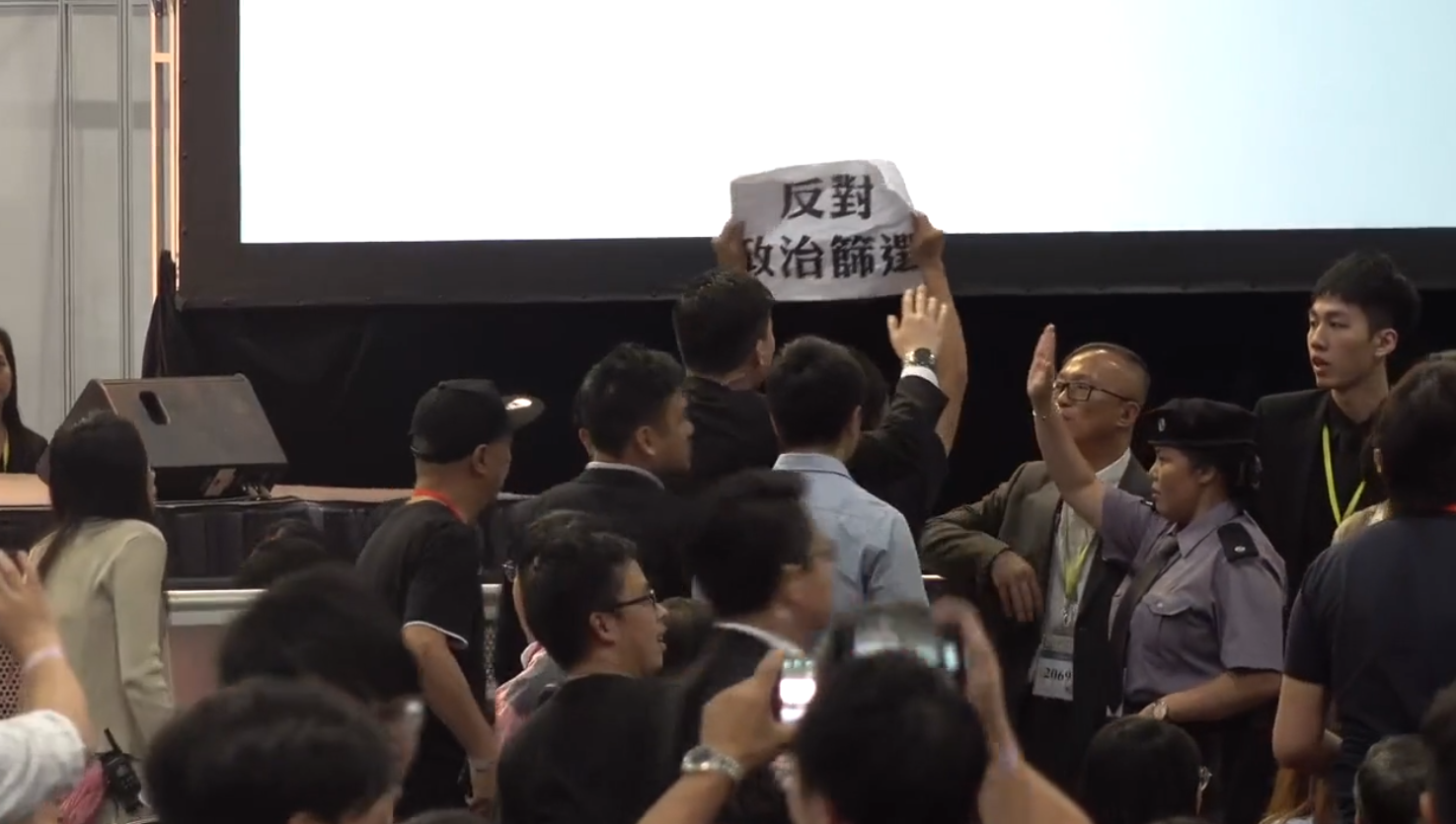
10月24日晚上區議會選舉候選人簡介會，梁國雄「長毛」等人於場內高叫口號

參選資格無效共8人，即南區海怡西的黃之鋒、油尖旺大角咀南的張鎔貽、深水埗幸福的趙善萍、黃大仙鳳凰的廖家民、北區盛福的梁建坤、沙田第一城的錢偉健（公民黨提名）、沙田水泉澳的趙佩玉、離島長洲的梁翰偉。有關未能通過選舉主任的審查原因，黃之鋒是被選舉主任蔡亮認為支持香港獨立，與區議會選舉條例要求參選人擁護基本法不符，其餘皆為提名人數不足。
10月24日晚上，選舉管理委員會在亞洲國際博覽館舉行區議會選舉候選人簡介會，警方在博覽館一帶加強佈防。所有巴士及港鐵皆不停亞博館。同時規定記者不可以攜帶進場的物品，包括螺絲批、打火機、航拍機、頭盔、眼罩、雨傘、自拍棍、食物或飲品等。但簡介會一開始就有人高舉標語和叫口號，反對政治篩選。以選舉代理人身份到場的黃之鋒，以及梁國雄和曾健成等人在場示威，最後簡介會舉行不足半小時，因情況混亂而被腰斬。

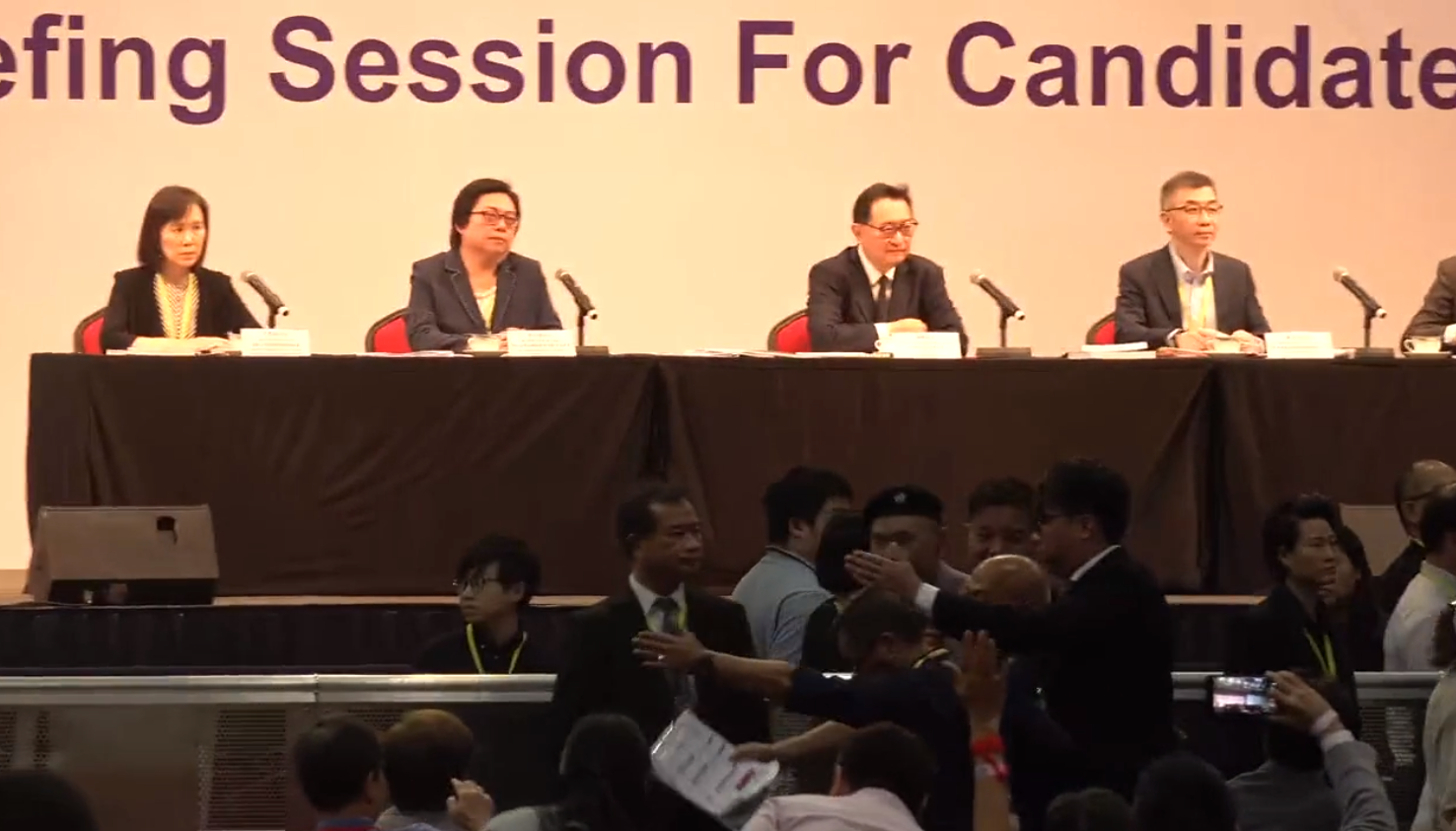
曾健成被逐離場
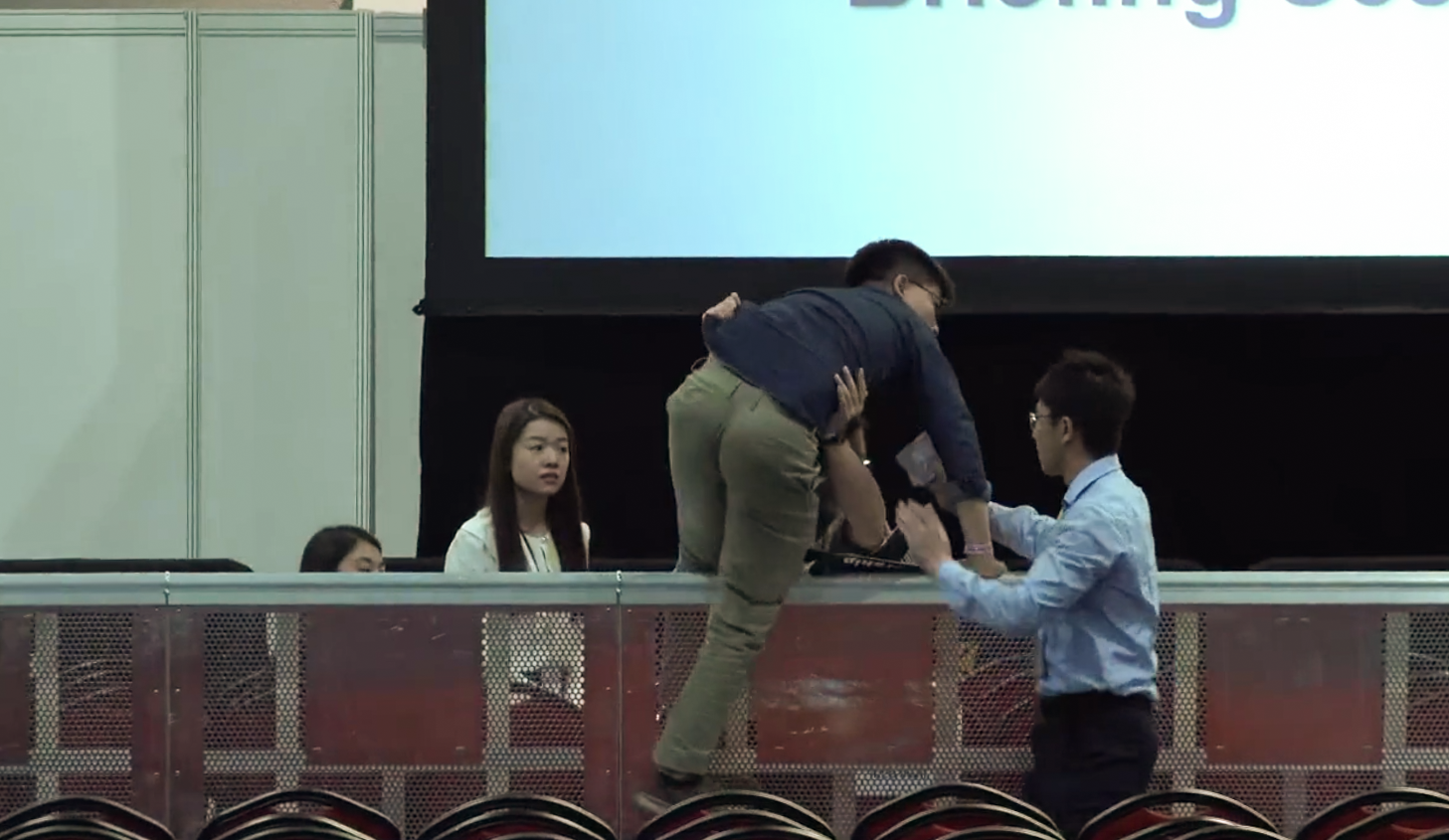
黃之鋒以選舉代理人身份，一度衝入禁區遭驅趕
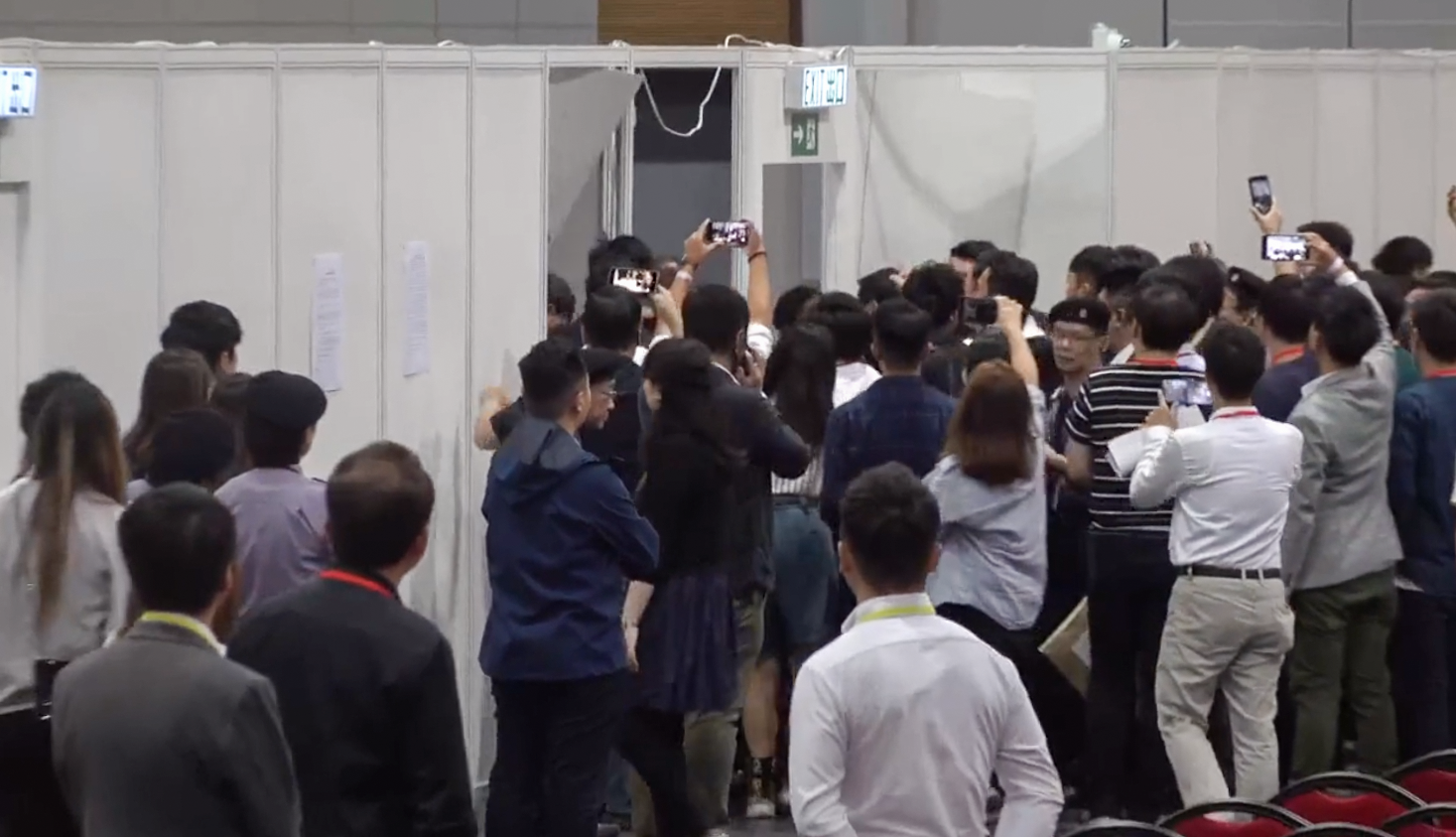
多人包圍圍板，之後部分倒下
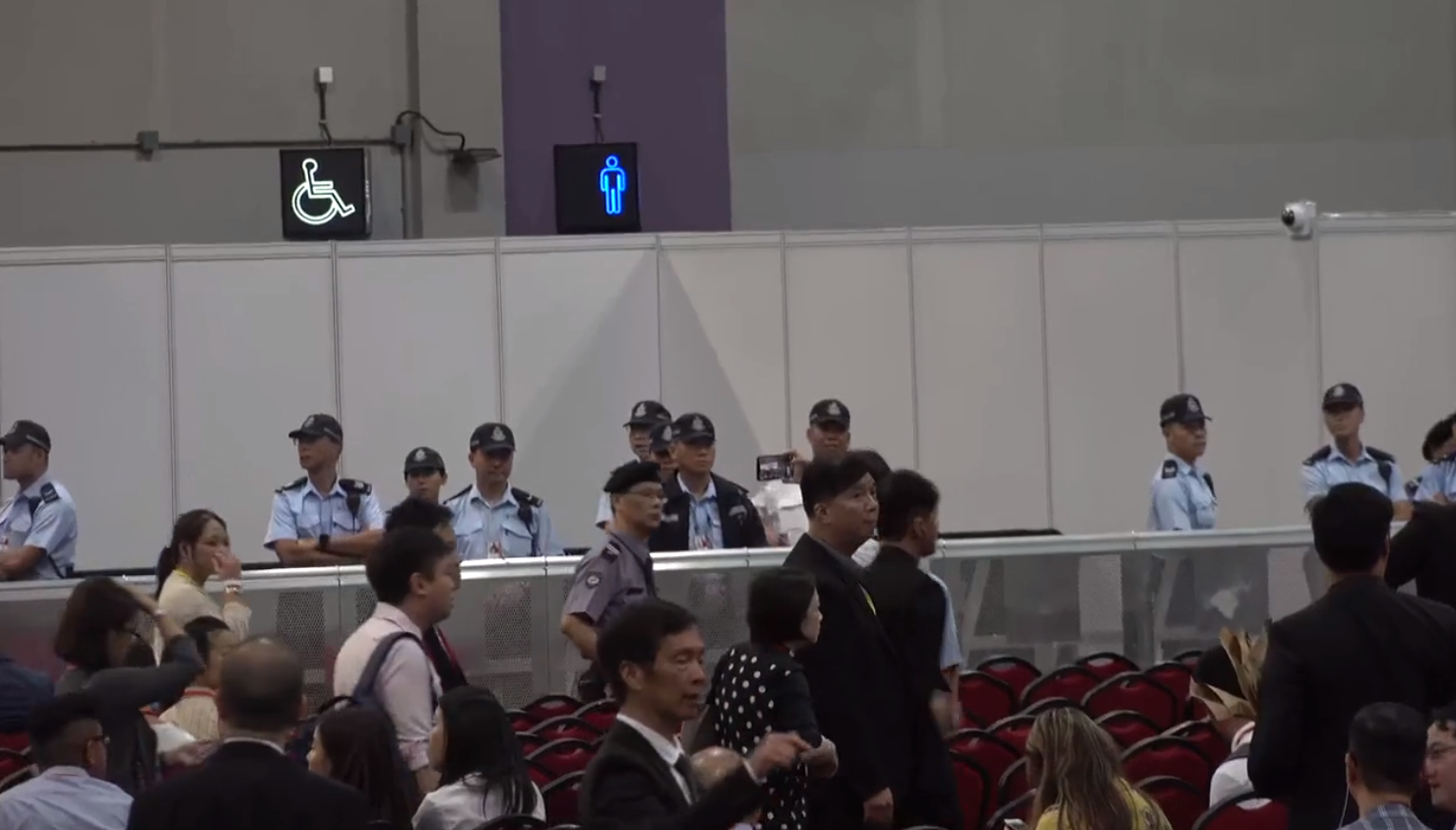
10多名軍裝警察進入簡介會現場
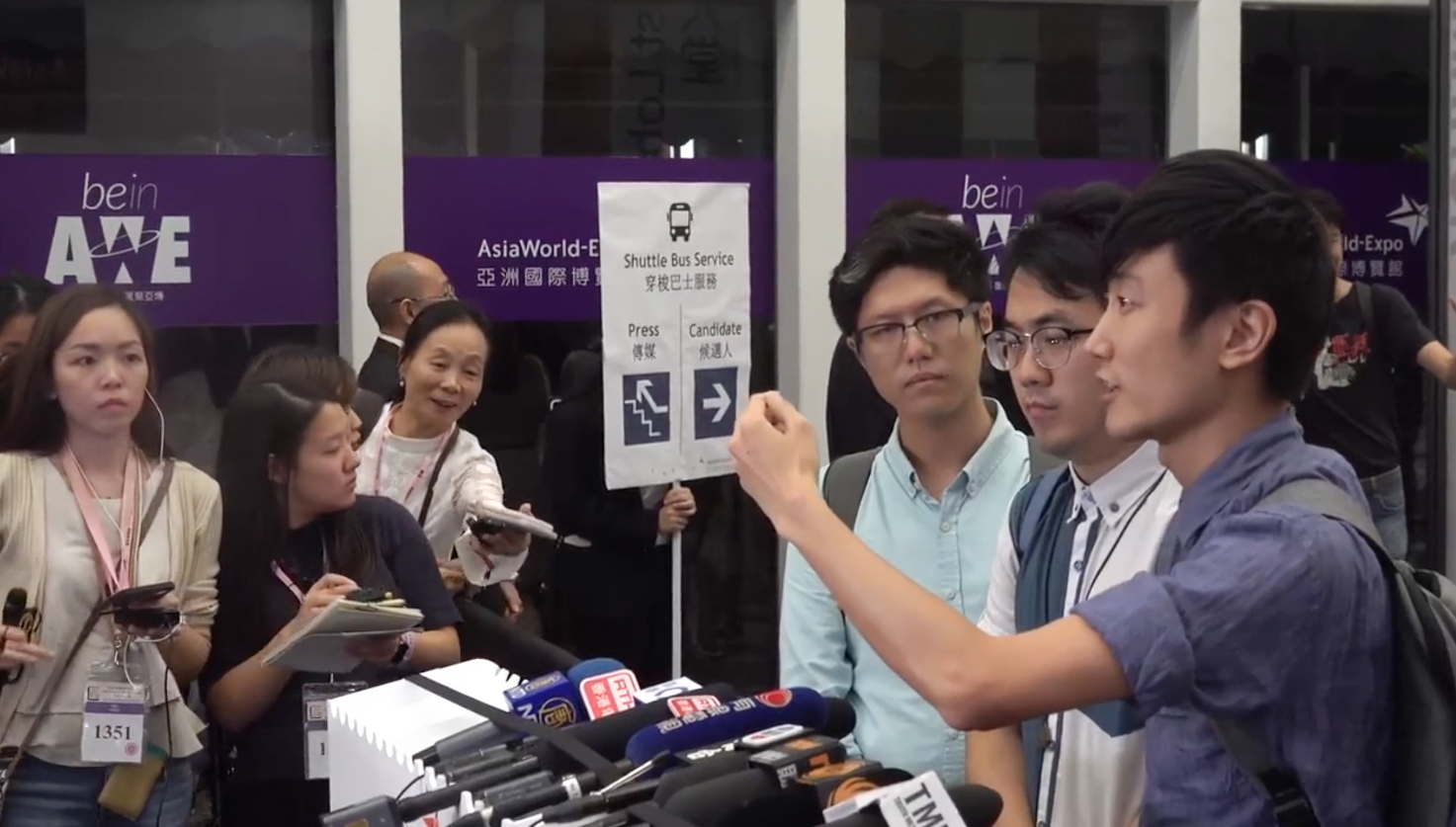
出選長安的民主動力參選人張文龍向記者展示傷勢

## 選舉論壇
所有論壇除了經大氣電波，於電視或電台廣播外，亦會於所屬媒體的官方網站直播及提供重溫。其中中西區大學、東區和富、荃灣荃灣西、屯門富新及沙田瀝源選區、更同時獲兩間傳媒舉辦選舉論壇。

### 商業電台
商業電台區選論壇在雷霆881《在晴朗的一天出發》時段內播出。
| 選區       | 日期     | 時間        | 備註                                                                                 |
| ---------- | -------- | ----------- | ------------------------------------------------------------------------------------ |
| 南區海怡西 | 10月25日 | 08:00-09:00 | 當時黃之鋒的參選資格尚未獲確認 有關當局仍未為該選區舉行候選人編號抽籤儀式 林浩波缺席 |
| 東區和富   | 11月6日  | 09:00-10:00 | 1號郭偉强缺席                                                                        |

### 香港電台
電視
香港電台《2019區議會選舉論壇》在20:30-21:30於港台電視31播出。主持為麥嘉緯及彭德章，手語傳譯為馬芬燕、高梓筠、梁毓霖及梁銘曦。
| 選區               | 日期     | 主持   | 備註                                                      | 網上重溫                       |
| ------------------ | -------- | ------ | --------------------------------------------------------- | ------------------------------ |
| 沙田區瀝源         | 11月11日 | 麥嘉緯 |                                                           | 網上重溫（页面存档备份，存于） |
| 中西區寶翠         | 11月11日 | 麥嘉緯 | 3號葉永成缺席                                             | 網上重溫（页面存档备份，存于） |
| 東區和富           | 11月11日 | 麥嘉緯 | 1號郭偉强缺席                                             | 網上重溫（页面存档备份，存于） |
| 西貢區海晉         | 11月12日 | 彭德章 | 1號劉偉卓及4號何金榮缺席                                  | 網上重溫（页面存档备份，存于） |
| 沙田區顯嘉         | 11月12日 | 彭德章 | 1號林松茵及2號謝玉梅缺席                                  | 網上重溫（页面存档备份，存于） |
| 西貢區運亨         | 11月12日 | 彭德章 | 4號楊聰缺席                                               | 網上重溫（页面存档备份，存于） |
| 沙田區錦濤         | 11月13日 | 麥嘉緯 | 3號吳啟泰缺席                                             | 網上重溫（页面存档备份，存于） |
| 沙田區馬鞍山市中心 | 11月13日 | 麥嘉緯 | 2號吳惠靈及4號李子榮缺席                                  | 網上重溫（页面存档备份，存于） |
| 中西區大學         | 11月13日 | 麥嘉緯 | 1號歐頌賢缺席                                             | 網上重溫（页面存档备份，存于） |
| 葵青區華麗         | 11月14日 | 彭德章 | 1號黃耀聰及4號譚荏之缺席                                  | 網上重溫（页面存档备份，存于） |
| 荃灣區荃灣西       | 11月14日 | 彭德章 |                                                           | 網上重溫（页面存档备份，存于） |
| 西貢區環保北       | 11月14日 | 彭德章 | 1號方國珊缺席                                             | 網上重溫（页面存档备份，存于） |
| 離島區東涌南       | 11月15日 | 麥嘉緯 | 1號周浩鼎缺席                                             | 網上重溫（页面存档备份，存于） |
| 沙田區大圍         | 11月15日 | 麥嘉緯 | 1號吳定霖及4號董健莉缺席                                  | 網上重溫（页面存档备份，存于） |
| 北區盛福           | 11月15日 | 麥嘉緯 | 1號溫和達缺席                                             | 網上重溫（页面存档备份，存于） |
| 西貢區都善         | 11月18日 | 彭德章 |                                                           | 網上重溫（页面存档备份，存于） |
| 大埔區富亨         | 11月18日 | 彭德章 |                                                           | 網上重溫（页面存档备份，存于） |
| 屯門區田景         | 11月18日 | 彭德章 | 4號李洪森缺席                                             | 網上重溫（页面存档备份，存于） |
| 油尖旺區尖沙咀西   | 11月19日 | 麥嘉緯 | 3號潘景和缺席                                             | 網上重溫（页面存档备份，存于） |
| 元朗區屏山南       | 11月19日 | 麥嘉緯 | 1號黃頌銘及4號張偉琛缺席                                  | 網上重溫（页面存档备份，存于） |
| 元朗區十八鄉中     | 11月20日 | 彭德章 | 3號梁明堅缺席                                             | 網上重溫（页面存档备份，存于） |
| 深水埗區碧匯       | 11月20日 | 彭德章 | 2號黃永威缺席                                             | 網上重溫（页面存档备份，存于） |
| 北區粉嶺南         | 11月20日 | 彭德章 | 2號何樹光缺席                                             | 網上重溫（页面存档备份，存于） |
| 西貢區環保南       | 11月21日 | 麥嘉緯 |                                                           | 網上重溫（页面存档备份，存于） |
| 觀塘區九龍灣       | 11月21日 | 麥嘉緯 | 2號黎裕興缺席                                             | 網上重溫（页面存档备份，存于） |
| 沙田區帝怡         | 11月21日 | 麥嘉緯 | 2號林港坤缺席                                             | 網上重溫（页面存档备份，存于） |
| 元朗區錦綉花園     | 11月22日 | 彭德章 | 2號張弓發缺席                                             | 網上重溫（页面存档备份，存于） |
| 灣仔區跑馬地       | 11月22日 | 彭德章 | 3號吳澤森缺席                                             | 網上重溫（页面存档备份，存于） |
| 沙田區利安         | 11月22日 | 彭德章 | 2號李林昌及3號關宇峰缺席， 換言之該論壇只有麥潤培一人出席 | 網上重溫（页面存档备份，存于） |

此外港台電視部曾擬舉辦以下選區的選舉論壇，但因只有一位候選人答應出席，故此最終未能舉辦：
| 選區       | 原定播映日期 | 答應出席的候選人 | 拒絕出席、未有表明意向或未能聯絡的候選人 |
| ---------- | ------------ | ---------------- | ---------------------------------------- |
| 北區石湖墟 |              | 1號梁金成        | 2號孔永業、3號林卓廷                     |
| 觀塘區栢雅 |              | 2號陳宇明        | 1號何啟明、3號陳汶堅                     |
| 觀塘區曉麗 | 11月14日     | 1號張敏峯        | 2號蘇麗珍                                |
| 南區田灣   | 11月15日     | 1號袁嘉蔚        | 2號陳富明                                |
| 荃灣區海濱 | 11月18日     | 2號岑敖暉        | 1號莫遠君、3號陳宇希、4號鄒秉恬          |
| 南區置富   | 11月18日     | 2號林德和        | 1號羅霄                                  |
| 北區皇后山 | 11月22日     | 3號羅庭德        | 1號鄧振健、2號鄧根年                     |
| 荃灣區福來 | 11月22日     | 1號伍嘉儀        | 2號葛兆源、3號黃湛聯                     |
| 元朗區元龍 | 11月22日     | 1號張秀賢        | 2號周樂寧、3號王威信                     |
| 沙田區王屋 | 11月22日     | 1號黎梓恩        | 2號梁志偉                                |

電台
電台版的《區議會選舉論壇2019》在19:00-20:00於香港電台第一台播出，並於分別於港台公共事務組的Facebook及YouTube帳戶提供視像直播及視像重溫。主持為區家麟。
| 選區             | 日期     | 時間        | 備註                     | 視像重溫                       |
| ---------------- | -------- | ----------- | ------------------------ | ------------------------------ |
| 屯門區富新       | 11月7日  | 19:30-20:00 |                          | 視像重溫（页面存档备份，存于） |
| 沙田區錦英       | 11月8日  | 19:00-19:30 | 2號蔡惠誠及3號羅兆沖缺席 | 視像重溫（页面存档备份，存于） |
| 東區漁灣         | 11月8日  | 19:30-20:00 | 2號蔡翠雲及4號劉堅缺席   | 視像重溫（页面存档备份，存于） |
| 荃灣區荃灣西     | 11月11日 | 19:30-20:00 |                          | 視像重溫（页面存档备份，存于） |
| 油尖旺區尖沙咀西 | 11月12日 | 18:40-19:30 | 3號潘景和缺席            | 視像重溫（页面存档备份，存于） |
| 中西區大學       | 11月12日 | 19:30-20:00 |                          | 視像重溫（页面存档备份，存于） |
| 西貢區彩健       | 11月13日 | 18:40-19:30 | 5號戴家柱缺席            | 視像重溫（页面存档备份，存于） |
| 元朗區屏山南     | 11月13日 | 19:30-20:00 | 1號黃頌銘及4號張偉琛缺席 | 視像重溫（页面存档备份，存于） |
| 西貢區運亨       | 11月14日 | 19:00-19:30 | 4號楊聰缺席              | 視像重溫（页面存档备份，存于） |
| 觀塘區九龍灣     | 11月14日 | 19:30-20:00 | 2號黎裕興缺席            | 視像重溫（页面存档备份，存于） |

此外港台曾擬舉辦以下選區的電台版選舉論壇，但因只有一位候選人答應出席，故此最終未能舉辦：
| 選區               | 原定播出日期 | 答應出席的候選人 | 拒絕出席、未有表明意向或未能聯絡的候選人 |
| ------------------ | ------------ | ---------------- | ---------------------------------------- |
| 九龍城區啟德中及南 |              | 2號梁詠欣        | 1號張景勛                                |

### Now TV
Now TV《區選論壇》在Now新聞台《時事全方位》時段內播出，當日22:00於Now直播台及翌日00:00於ViuTV重播。
| 選區         | 日期     | 時間        | 主持         | 備註          | 網上重溫                       |
| ------------ | -------- | ----------- | ------------ | ------------- | ------------------------------ |
| 中西區大學   | 11月13日 | 10:30-11:00 | 羅永聰、彭晴 | 1號歐頌賢缺席 | 網上重溫（页面存档备份，存于） |
| 荃灣區荃灣西 | 11月14日 | 10:30-11:00 | 王慧麟、彭晴 |               | 網上重溫（页面存档备份，存于） |
| 沙田區瀝源   | 11月15日 | 10:30-11:00 | 許楨、彭晴   |               | 網上重溫（页面存档备份，存于） |
| 屯門區富新   | 11月18日 | 10:30-11:00 | 馮智政、彭晴 |               | 網上重溫（页面存档备份，存于） |
| 南區香港仔   | 11月19日 | 10:30-11:00 | 羅永聰、彭晴 | 3號李建成缺席 | 網上重溫（页面存档备份，存于） |

## 投票與點票安排

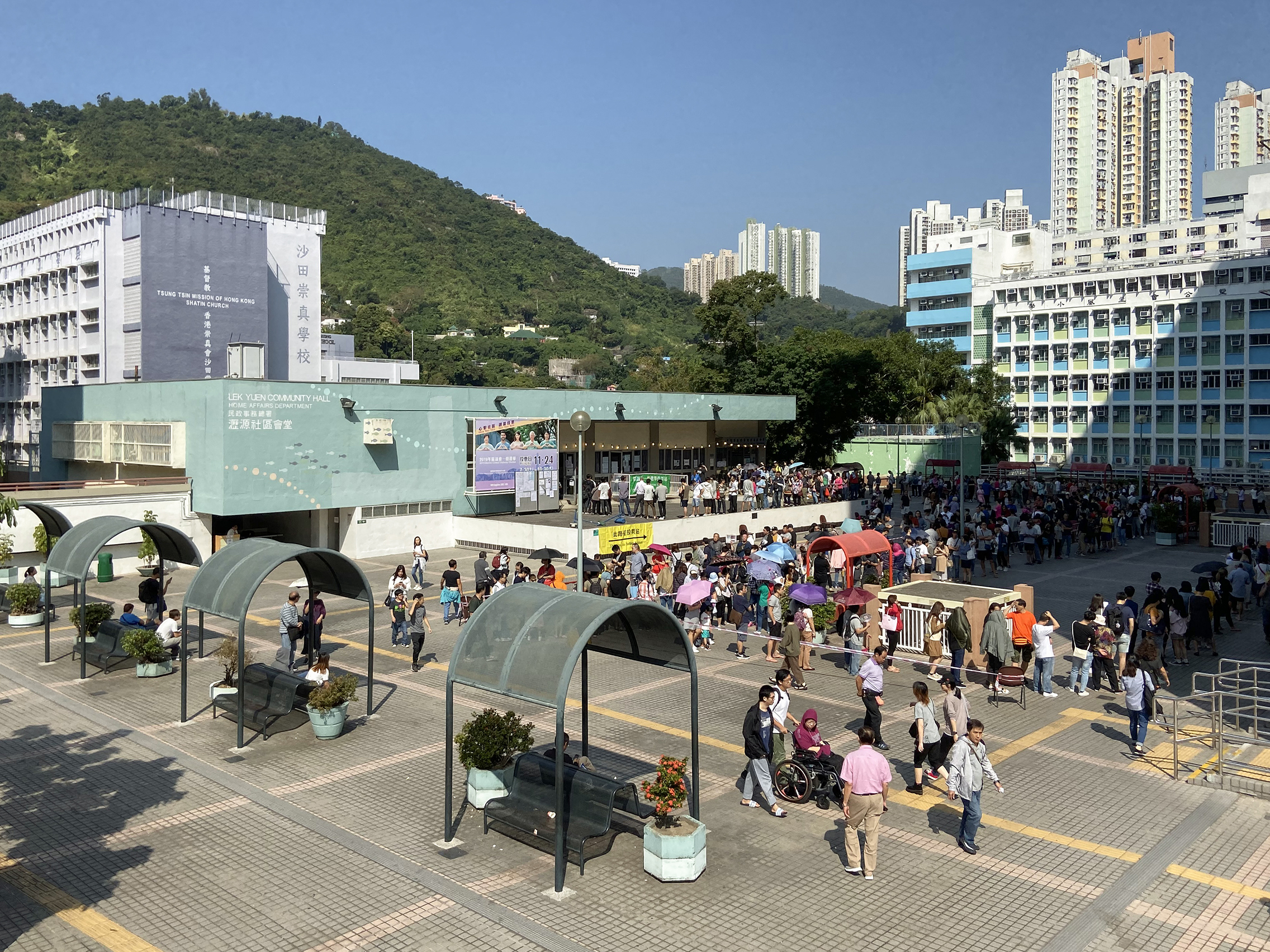
區議會選舉當日，大量選民在投票站外排隊等待投票，圖為瀝源選區瀝源社區會堂投票站

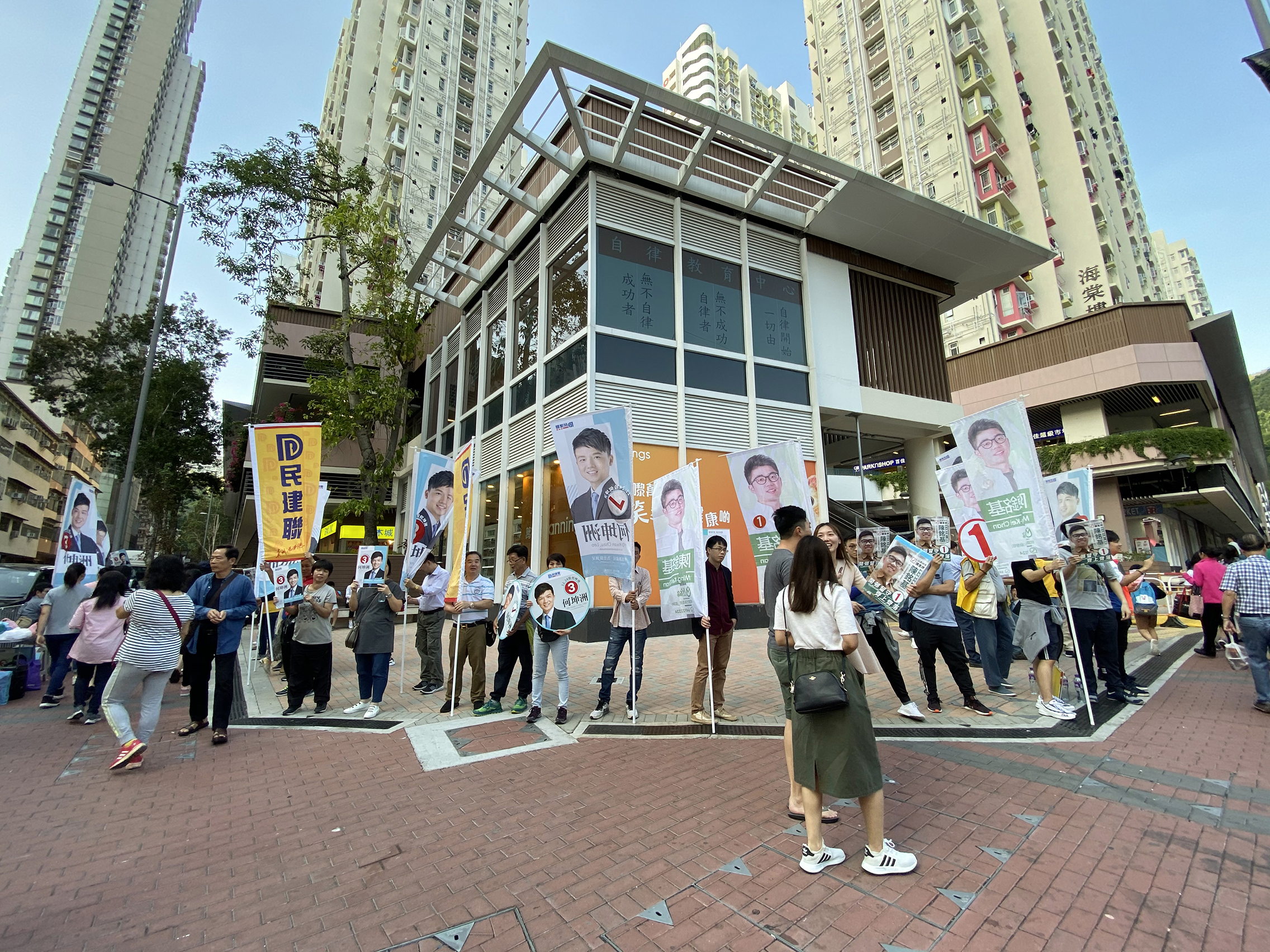
區議會選舉當日，蘇屋選區的拉票情況

本屆區議會選舉投票日於11月24日舉行，全香港452個選區共610個一般投票站及23個專用投票站，於投票日開放予約413萬名列於2019年正式選民登記冊上的選民投票。一般投票站及設於警署的3個專用投票站，投票時間由早上7時30分至晚上10時30分。基於保安理由，設於懲教院所內的20個專用投票站，投票時間為早上9時至下午4時。
行政長官林鄭月娥在9月27日與建制派立法會議員見面時提到，如果區議會投票因反對逃犯條例修訂草案運動而遇到阻礙，不排除押後甚至取消本屆區議會選舉。

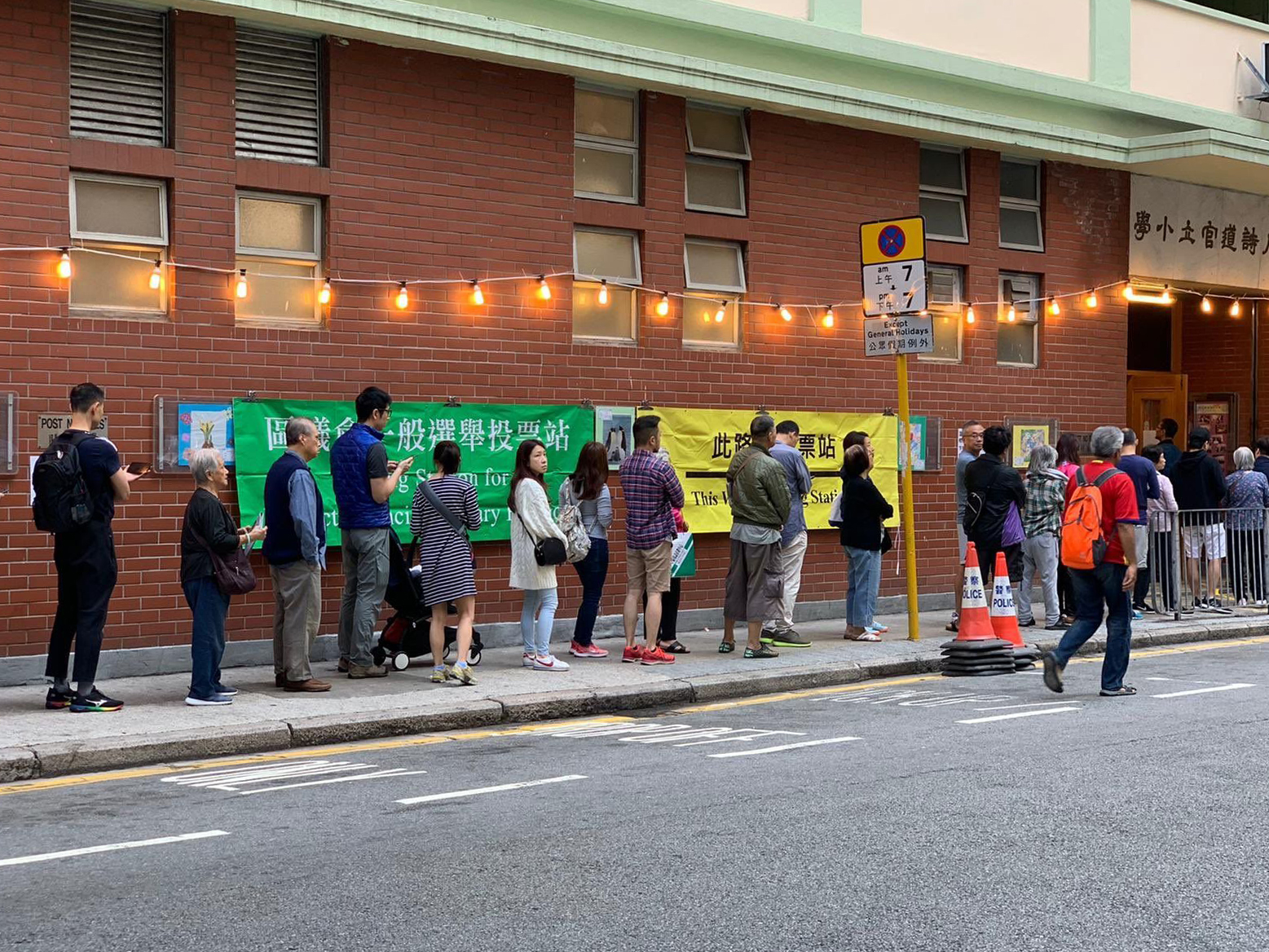
湾仔轩尼诗道官立小学投票站一早已经排起长龙，民众等待投票。
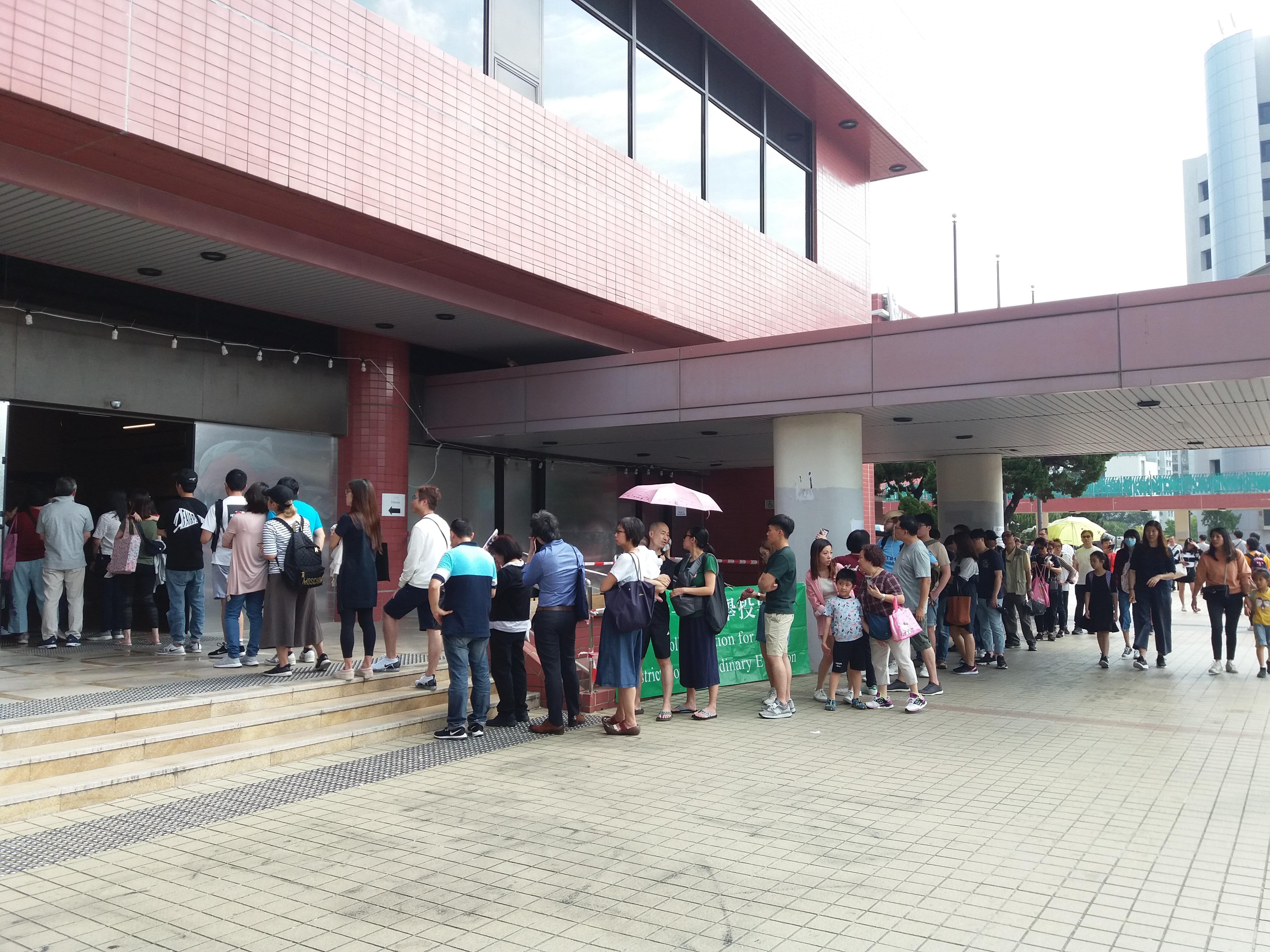
屯門市中心選區投票站屯門大會堂外，有大量選民在站外排隊等待投票
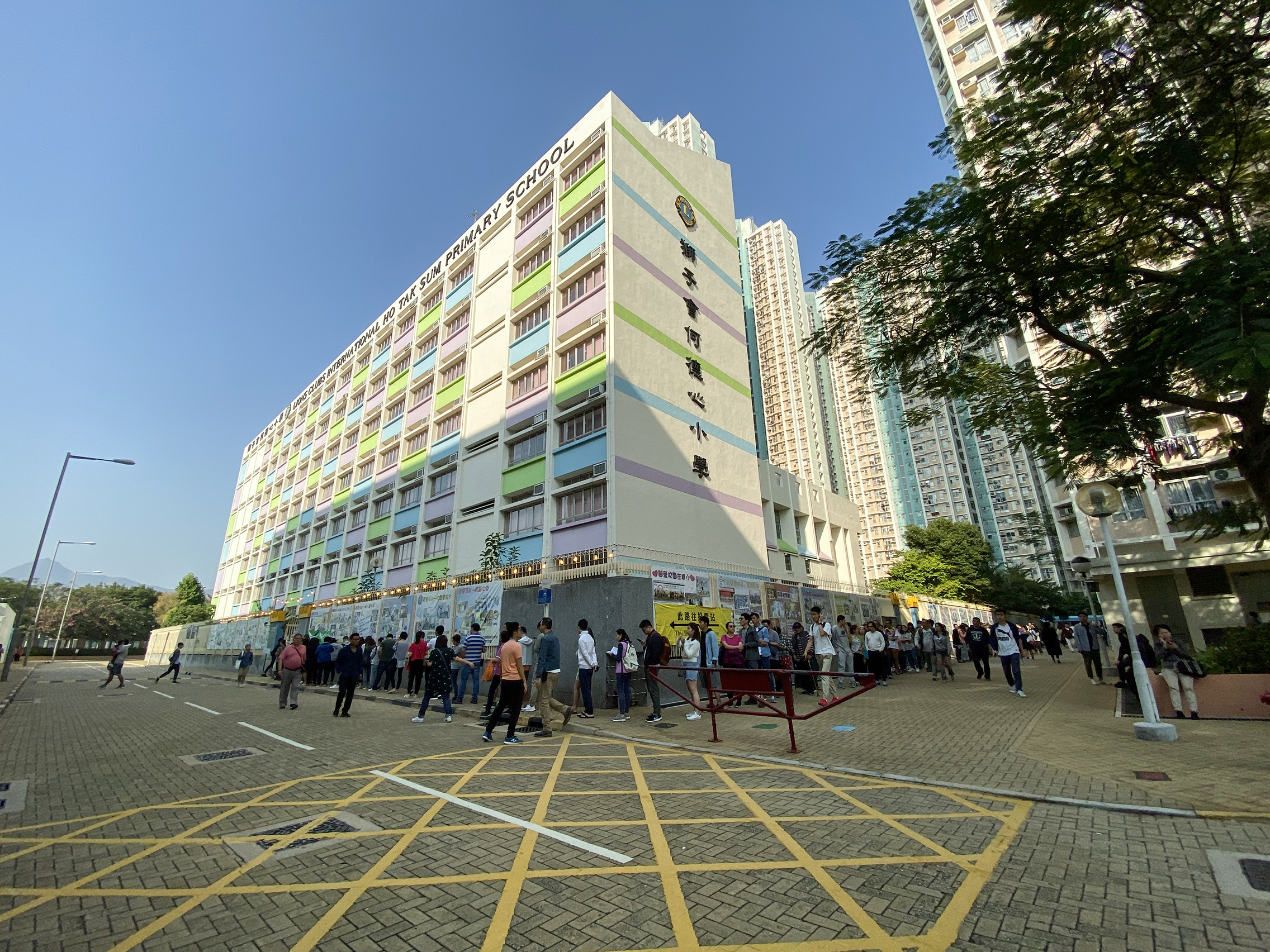
天盛選區投票站外有大量選民在投票站外排隊
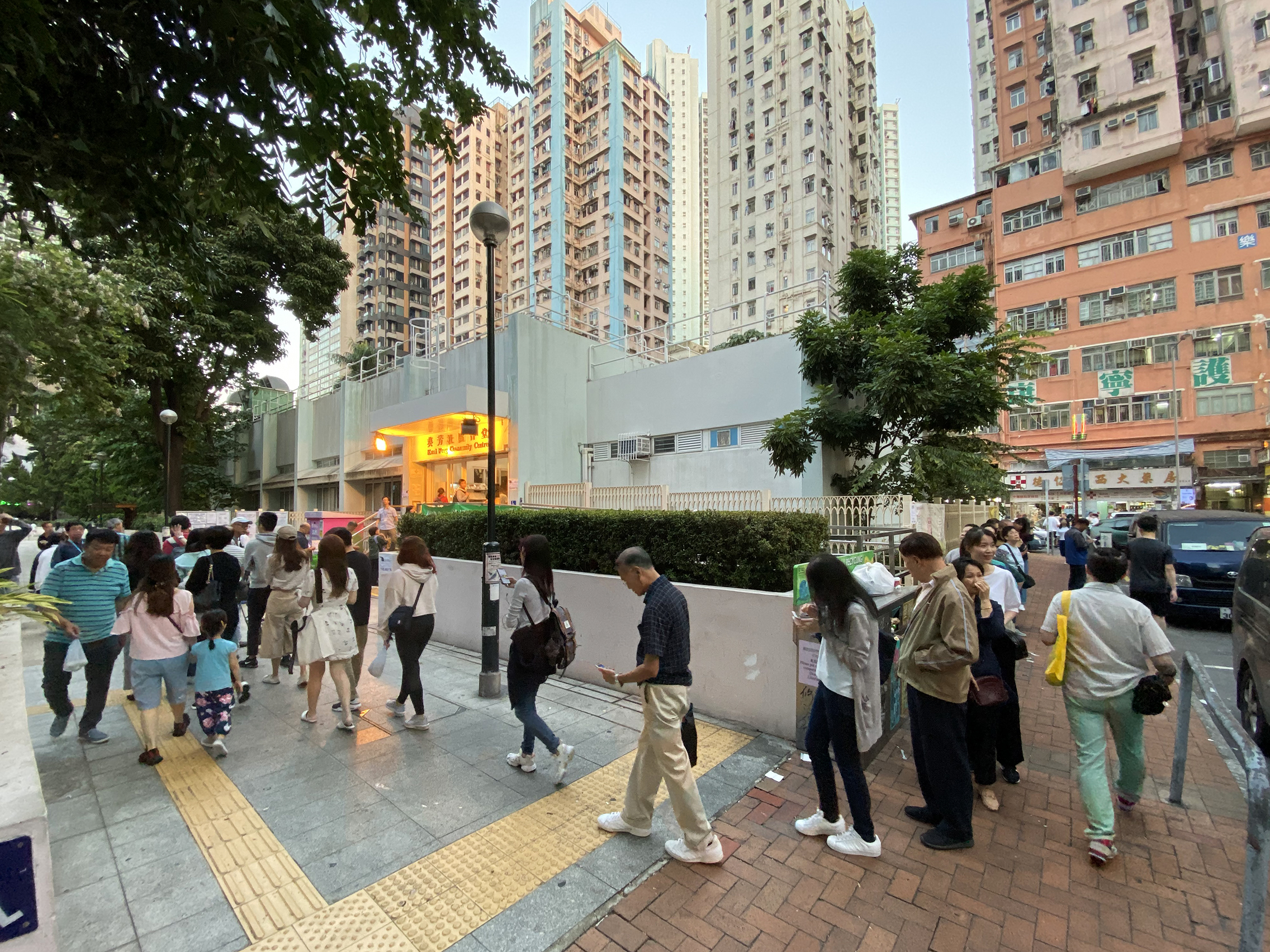
傍晚，興芳選區葵芳社區會堂投票站外排隊的情況

### 更改部份票站地點
選舉管理委員會主席馮驊於11月22日表示，基於風險評估考慮，本屆區議會選舉有五個票站需要更改地點；而所涉及的票站全都位於各大專院校校園範圍內，估計是次票站更改是與投票日前一至兩個星期所發生的香港中文大學衝突以及香港理工大學衝突有關。
| 選區               | 票站編號 | 原有票站地點             | 更改後的票站地點                                                            |
| ------------------ | -------- | ------------------------ | --------------------------------------------------------------------------- |
| 南區薄扶林         | D1101    | 薄扶林沙宣道會堂         | 香港仔漁光道體育館                                                          |
| 油尖旺尖東及京士柏 | E1702    | 紅磡香港專上學院         | 併入同選區位處油麻地的另一票站E1701（油麻地街坊會學校）                     |
| 屯門富泰           | L3001    | 屯門嶺南大學郭少明伉儷樓 | 興德學校(有蓋操場)                                                          |
| 大埔船灣           | P1803    | 香港教育大學賽馬會小學   | 大埔廣福邨聖公會阮鄭夢芹小學                                                |
| 沙田駿馬           | R2401    | 香港中文大學富爾敦樓     | 併入同選區位處火炭駿景園內的另一票站R2402（仁愛堂香港台山商會長者活動中心） |

## 投票率

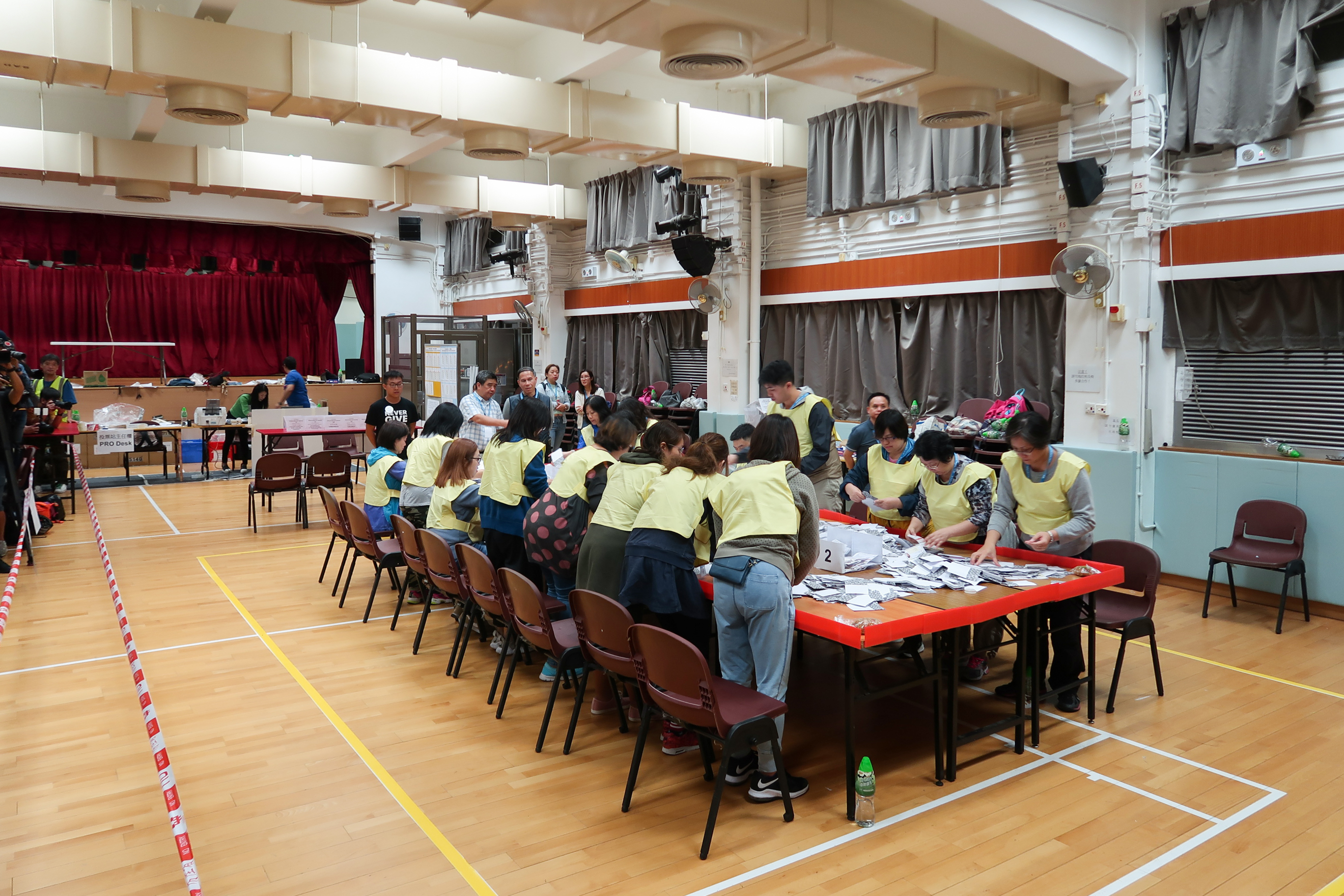
瀝源選區瀝源社區會堂投票站點票情況

本次總選舉，投票率高達71.23%，投票人數高達294萬人。兩者皆為香港選舉史上最高紀錄。以下是1994年至2019年各屆區議會選舉的時段投票率，以供參考：
| 年份 時間 | 1994  | 1999   | 2003   | 2007   | 2011   | 2015   | 2019   |
| --------- | ----- | ------ | ------ | ------ | ------ | ------ | ------ |
| 08:30     | 0.8%  | 0.85%  | 1.06%  | 1.08%  | 1.19%  | 1.28%  | 3.82%  |
| 09:30     | 2.3%  | 2.72%  | 3.3%   | 3.3%   | 3.59%  | 3.85%  | 10.41% |
| 10:30     | 4.6%  | 5.43%  | 6.59%  | 6.26%  | 6.73%  | 6.79%  | 17.43% |
| 11:30     | 7.1%  | 8.41%  | 10.12% | 9.5%   | 10.1%  | 10.89% | 24.37% |
| 12:30     | 9.4%  | 11.09% | 13.44% | 12.34% | 13.2%  | 14.48% | 30.98% |
| 13:30     | 11.4% | 13.41% | 16.27% | 14.83% | 15.85% | 17.66% | 36.89% |
| 14:30     | 13.5% | 15.79% | 19.38% | 17.48% | 18.73% | 20.97% | 42.26% |
| 15:30     | 15.5% | 18.01% | 22.27% | 20.05% | 21.48% | 24.18% | 47.26% |
| 16:30     | 17.6% | 20.46% | 25.27% | 22.68% | 24.33% | 27.37% | 52.14% |
| 17:30     | 19.7% | 22.89% | 28.3%  | 25.3%  | 27.08% | 30.59% | 56.42% |
| 18:30     | 21.9% | 25.5%  | 31.35% | 28.07% | 30.2%  | 33.96% | 60.36% |
| 19:30     | 24.1% | 27.9%  | 34.36% | 30.63% | 32.88% | 37.12% | 63.65% |
| 20:30     | 26.5% | 30.3%  | 37.33% | 33.19% | 35.57% | 40.25% | 66.50% |
| 21:30     | 29.5% | 32.98% | 40.68% | 35.97% | 38.54% | 43.62% | 69.04% |
| 22:30     | 33.1% | 35.82% | 44.1%  | 38.83% | 41.49% | 47.01% | 71.23% |

- 投票人數的統計數字是於投票日的每小時十五分至三十分的時段內從各投票站收集，只供參考之用。

## 選舉結果
^若參選人隸屬多於一個政黨或組織，以首個為準；考慮實際黨籍為優先
| 政黨或組織^ | 政黨或組織^          | 政黨或組織^          | 政黨或組織^ | 票數      | %      | % ±      | 參選  | 當選 | ±    |
| ----------- | -------------------- | -------------------- | ----------- | --------- | ------ | -------- | ----- | ---- | ---- |
|             |                      | 民主黨               | 民主黨      | 362,275   | 12.41% | ▼1.15    | 99    | 91   | ▲48  |
|             | 公民黨               | 公民黨               | 141,713     | 4.85%     | ▲1.23  | 36       | 32    | ▲22  |      |
|             | 新民主同盟           | 新民主同盟           | 87,923      | 3.01%     | ▲0.09  | 20       | 19    | ▲4   |      |
|             | 民協                 | 民協                 | 77,099      | 2.64%     | ▼1.18  | 21       | 19    | ▲1   |      |
|             | 沙田區政             | 沙田區政             | 61,487      | 2.11%     | -      | 13       | 10    | ▲6   |      |
|             | 將軍澳民生關注組     | 將軍澳民生關注組     | 36,098      | 1.24%     | -      | 12       | 7     | ▲4   |      |
|             | 柴灣起動             | 柴灣起動             | 37,689      | 1.30%     | -      | 10       | 10    | ▲8   |      |
|             | 朱凱廸新西團隊       | 朱凱廸新西團隊       | 34,845      | 1.19%     | -      | 10       | 8     | ▲8   |      |
|             | 灣仔起步             | 灣仔起步             | 16,906      | 0.58%     | -      | 10       | 6     | ▲5   |      |
|             | 工黨                 | 工黨                 | 28,073      | 0.96%     | ▼0.63  | 7        | 7     | ▲4   |      |
|             | 大埔民主聯盟         | 大埔民主聯盟         | 22,231      | 0.76%     | -      | 7        | 7     | ▲7   |      |
|             | 北區連線             | 北區連線             | 19,177      | 0.66%     | -      | 10       | 7     | ▲7   |      |
|             | 社區前進             | 社區前進             | 12,100      | 0.41%     | -      | 5        | 5     | ▲5   |      |
|             | 屯門社區網絡         | 屯門社區網絡         | 20,086      | 0.69%     | -      | 5        | 4     | ▲4   |      |
|             | 區政聯盟             | 區政聯盟             | 17,635      | 0.60%     | -      | 5        | 4     | ▲3   |      |
|             | 熱血公民             | 熱血公民             | 14,326      | 0.49%     | -      | 5        | 2     | ▲2   |      |
|             | 馬鞍山守護線         | 馬鞍山守護線         | 18,435      | 0.63%     | -      | 4        | 4     | ▲3   |      |
|             | 街工                 | 街工                 | 16,176      | 0.55%     | -      | 4        | 4     | ▼1   |      |
|             | 天水連線             | 天水連線             | 15,998      | 0.55%     | -      | 4        | 4     | ▲4   |      |
|             | 葵青傳承             | 葵青傳承             | 12,793      | 0.44%     | -      | 4        | 4     | ▲4   |      |
|             | 北炮同盟             | 北炮同盟             | 11,837      | 0.41%     | -      | 4        | 3     | ▲3   |      |
|             | 維社協會             | 維社協會             | 9,022       | 0.31%     | -      | 4        | 3     | ▲3   |      |
|             | 離島連線             | 離島連線             | 9,840       | 0.34%     | -      | 4        | 1     | ▲1   |      |
|             | 天民台               | 天民台               | 14,763      | 0.51%     | -      | 3        | 3     | ▲3   |      |
|             | 南區萬事屋           | 南區萬事屋           | 13,356      | 0.45%     | -      | 3        | 3     | ▲3   |      |
|             | 紅土家               | 紅土家               | 10,834      | 0.37%     | -      | 3        | 2     | ▲1   |      |
|             | 荃民議政             | 荃民議政             | 9,516       | 0.33%     | -      | 3        | 2     | ▲2   |      |
|             | 動元十八             | 動元十八             | 9,006       | 0.31%     | -      | 3        | 2     | ▲2   |      |
|             | 社民連               | 社民連               | 8,384       | 0.29%     | -      | 3        | 2     | ▲2   |      |
|             | 民主陣線             | 民主陣線             | 6,469       | 0.22%     | -      | 3        | 2     | ▲1   |      |
|             | 人民力量             | 人民力量             | 8,217       | 0.28%     | -      | 3        | 1     | ▲1   |      |
|             | 2047香港監察         | 2047香港監察         | 1,525       | 0.05%     | -      | 3        | 0     | ━ 0  |      |
|             | 慈雲山建設力量       | 慈雲山建設力量       | 10,160      | 0.35%     | -      | 2        | 2     | ▲2   |      |
|             | 埔向晴天             | 埔向晴天             | 9,753       | 0.33%     | -      | 2        | 2     | ▲1   |      |
|             | 將軍澳青年力量       | 將軍澳青年力量       | 8,989       | 0.31%     | -      | 2        | 2     | ▲2   |      |
|             | 源居民               | 源居民               | 7,315       | 0.25%     | -      | 2        | 2     | ▲2   |      |
|             | 天水圍地區民生促進會 | 天水圍地區民生促進會 | 5,728       | 0.20%     | -      | 2        | 2     | ▲2   |      |
|             | 富新一代             | 富新一代             | 5,486       | 0.19%     | -      | 1        | 1     | ▲1   |      |
|             | 西貢鄉民             | 西貢鄉民             | 4,677       | 0.16%     | -      | 2        | 2     | ▲2   |      |
|             | 深水埗社區關注組     | 深水埗社區關注組     | 4,773       | 0.16%     | -      | 2        | 1     | ▲1   |      |
|             | 龍門關注組           | 龍門關注組           | 4,410       | 0.16%     | -      | 1        | 1     | ▲1   |      |
|             | 東涌人               | 東涌人               | 5,049       | 0.17%     | -      | 1        | 1     | ▲1   |      |
|             | 青衣島民             | 青衣島民             | 4,727       | 0.16%     | -      | 1        | 1     | ▲1   |      |
|             | 灣東願景             | 灣東願景             | 4,204       | 0.14%     | -      | 1        | 1     | ▲1   |      |
|             | 觀塘願景             | 觀塘願景             | 2,969       | 0.09%     | -      | 1        | 1     | ▲1   |      |
|             | 九龍角落             | 九龍角落             | 1,936       | 0.07%     | -      | 1        | 1     | ▲1   |      |
|             | 興東東熹             | 興東東熹             | 5,389       | 0.18%     | -      | 1        | 1     | ▲1   |      |
|             | 長社力               | 長社力               | 3,359       | 0.11%     | -      | 1        | 1     | ▲1   |      |
|             | 長沙灣西社區陣線     | 長沙灣西社區陣線     | 4,281       | 0.15%     | -      | 1        | 1     | ▲1   |      |
|             | 彩虹邨服務聯會       | 彩虹邨服務聯會       | 3,523       | 0.12%     | -      | 1        | 1     | ▲1   |      |
|             | 荃灣社區網絡         | 荃灣社區網絡         | 2,788       | 0.09%     | -      | 1        | 1     | ▲1   |      |
|             | 新蒲崗互助網絡       | 新蒲崗互助網絡       | 4,372       | 0.16%     | -      | 1        | 1     | ▲1   |      |
|             | 屯結新墟             | 屯結新墟             | 3,276       | 0.11%     | -      | 1        | 1     | ▲1   |      |
|             | 東九龍社區關注組     | 東九龍社區關注組     | 3,628       | 0.12%     | -      | 1        | 1     | ━ 0  |      |
|             | 獨立或其他           | 獨立或其他           | -           | -         | -      | 161      | 85    | ▲63  |      |
| 民主派總計  | 民主派總計           | 民主派總計           | 民主派總計  | 1,680,246 | 57.31% | ▲17.24%  | 518   | 389  | ▲265 |
|             |                      | 民建聯               | 民建聯      | 492,042   | 16.85% | ▼4.54    | 181   | 21   | ▼96  |
|             | 工聯會               | 工聯會               | 128,796     | 4.41%     | ▼1.70  | 43       | 5     | ▼23  |      |
|             | 新民黨               | 新民黨               | 79,975      | 2.74%     | ▼2.50  | 28       | 0     | ▼26  |      |
|             | 經民聯               | 經民聯               | 66,504      | 2.28%     | -      | 25       | 3     | ▼7   |      |
|             | 新界社團聯會         | 新界社團聯會         | 55,231      | 1.89%     | -      | 22       | 0     | ▼15  |      |
|             | 西九新動力           | 西九新動力           | 44,965      | 1.54%     | -      | 20       | 2     | ▼8   |      |
|             | 創建力量             | 創建力量             | 50,360      | 1.72%     | -      | 19       | 4     | ▼11  |      |
|             | 港島聯               | 港島聯               | 41,583      | 1.42%     | -      | 17       | 3     | ▼14  |      |
|             | 實政圓桌             | 實政圓桌             | 26,055      | 0.89%     | -      | 12       | 2     | ━ 0  |      |
|             | 自由黨               | 自由黨               | 27,684      | 0.95%     | -      | 11       | 5     | ▼4   |      |
|             | 公屋聯會             | 公屋聯會             | 19,697      | 0.67%     | -      | 7        | 3     | ━ 0  |      |
|             | 新世紀論壇           | 新世紀論壇           | 19,539      | 0.67%     | -      | 7        | 0     | ▼7   |      |
|             | 九龍社團聯會         | 九龍社團聯會         | 10,839      | 0.37%     | -      | 4        | 1     | ▼2   |      |
|             | 公民力量             | 公民力量             | 7,164       | 0.24%     | -      | 3        | 0     | ▼2   |      |
|             | 保民聯               | 保民聯               | 230         | 0.01%     | -      | 3        | 0     | ━ 0  |      |
|             | 香港政研會           | 香港政研會           | 1,370       | 0.05%     | -      | 2        | 0     | ━ 0  |      |
|             | 勞聯                 | 勞聯                 | 1,734       | 0.06%     | -      | 1        | 0     | ▼1   |      |
|             | 獨立或其他           | 獨立或其他           | -           | -         | -      | 96       | 10    | ▼25  |      |
| 建制派總計  | 建制派總計           | 建制派總計           | 建制派總計  | 1,206,645 | 41.16% | ▼13.29%  | 498   | 59   | ▼240 |
|             |                      | 專業動力             | 專業動力    | 16,619    | 0.57%  | -        | 8     | 3    | ▼1   |
|             | 民主思路             | 民主思路             | 794         | 0.03%     | -      | 4        | 0     | ━ 0  |      |
|             | 獨立或其他           | 獨立或其他           | -           | -         | -      | 63       | 1     | ▼1   |      |
| 中間派總計  | 中間派總計           | 中間派總計           | 中間派總計  | 44,854    | 1.53%  | ▼0.61%   | 75    | 4    | ▼2   |
| 總計有效票  | 總計有效票           | 總計有效票           | 總計有效票  | 2,931,745 | 100%   | 總計議席 | 1,090 | 452  | ▲21  |
| 廢票        | 廢票                 | 廢票                 | 廢票        | 12,097    |        |          |       |      |      |
| 總計        | 總計                 | 總計                 | 總計        | 2,943,842 |        |          |       |      |      |
| 登記選民    | 登記選民             | 登記選民             | 登記選民    | 4,132,977 |        |          |       |      |      |

民主派在今次選舉大勝，議席數量大幅上升至388席，更拿下除離島區外其餘17個區議會的控制權，創香港選舉史上首次。惟社民連梁國雄挑戰民建聯的李慧琼不果；人民力量譚得志狙擊民建聯柯創盛僅敗；另朱凱廸雖帶領團隊贏得數席，但本人卻無功而回。
反觀建制派，在今次選舉則遭到空前慘敗，議員席位大減至約59席（如包括當然議員則有約86席），更無一席來自黃大仙區，大埔及西貢區亦只能靠當然議員保住極少數議席。各區多個優勢選區及安全席位遭到民主派候選人所攻破。除了離島區議會能夠以當然議員保住控制權外，建制派喪失其餘17個區議會的控制權。多名重量級人物及時任建制派立法會議員，包括張國鈞、周浩鼎、劉國勳、鄭泳舜、何啟明、麥美娟、陸頌雄、田北辰和何君堯，皆在其選區敗北。而民建聯主席李慧琼、柯創盛、郭偉強及謝偉俊只能險勝，雖然保住其選區議席，但票數優勢大減。政黨方面，民建聯議席由選前116席，暴減至21席。經民聯由選前19席，減至5席。工聯會由選舉前27席，減至5席。而新民黨更喪失選前全數13席議席。
議席分佈
建制派：59席，13%
1. 民建聯及工聯會：226名參選人共得26席，當選率11.5%
  1. 只代表民建聯：162名參選人共得21席，當選率13.04%
  2. 只代表工聯會：43名參選人共得5席，當選率11.62%
  3. 民建聯成員，獲工聯會推薦：9名參選人共得0席，當選率0%
  4. 工聯會成員，獲民建聯推薦：10名參選人共得0席，當選率0%
2. 新民黨及公民力量：31名參選人共得0席，當選率0%，當中
  1. 只代表新民黨：12名參選人共得0席，當選率0%
  2. 只代表公民力量：3名參選人共得0席，當選率0%
  3. 同時代表新民黨及公民力量：16名參選人共得0席，當選率0%
3. 經民聯及西九新動力：27名參選人共得3席，當選率11%
  1. 只代表經民聯：23名參選人共得3席，當選率13%
  2. 只代表西九新動力：2名參選人共得0席，當選率0%
  3. 同時代表經民聯及西九新動力：2名參選人共得0席，當選率0%
4. 自由黨：12名參選人共得5席，當選率41.67%
5. 公屋聯會：8名參選人共得3席，當選率37.5%
6. 勞聯：1名參選人共得0席，當選率0%
7. 新界社團聯會：4名參選人共得0席，當選率0%
8. 實政圓桌 12名參選人共得2席，當選率16.67%
9. 保障民生建設聯盟3名參選人共得0席，當選率0%

民主派：388席，86%
1. 包括：民主派區選聯盟 (2019年)：343席，76%
2. 民主黨：99名參選人共得91席，當選率92%
3. 公民黨：36名參選人共得32席，當選率89%
4. 區政聯盟：33名參選人共得24席，扣除兩名棄選人士，當選率77.4%
5. 民協：21名參選人共得19席，當選率90%
6. 新同盟：20名參選人共得19席，當選率95%
7. 大埔民主聯盟：17名參選人共得16席，當選率94%
8. 朱凱廸新西團隊：10名參選人共得8席，扣除一人Plan B棄選，當選率90%
9. 工黨：7名參選人共得7席，當選率100%
10. 街工：4名參選人共得4席，當選率100%
11. 社民連：3名參選人共得2席，當選率67%
12. 其他：民主動力所推薦的地區組織參選人及48名獨立參選人共得121席

其他民主派：23席，%（不計傘兵）
1. 人民力量：3名參選人共得1席，當選率33.33%
2. 民主陣線：2名參選人共得2席，當選率100%
3. 將軍澳民生關注組：12名參選人共得7席，當選率58.33%（所有人同時為區政聯盟成員）
4. 沙田區政（未獲民主派區選聯盟支持參選、主要為區政聯盟成員）：20名參選人，其中2人同時代表公民黨，1人代表工黨。共得16席，扣除兩名棄選人士，當選率88.9%
5. 其他：15席

傘後團體（2014年）及本土派：17席，%
1. 埔向晴天（以「獨立民主派」名義參選）：2名參選人共得2席，當選率100%
2. 灣仔起步（以「獨立候選人」名義參選）：10名參選人共得6席，當選率60%
3. 基督徒社關團契（以「獨立候選人」名義參選）：2名參選人共得2席，當選率100%
4. 屯門社區網絡：5名參選人共得4席，當選率80%
5. 慈雲山建設力量：2名參選人共得2席，當選率100%
6. 西環飛躍動力（沒申報政治聯繫）：1名參選人共得1席，當選率100%
7. 其他：席（本土派）

修憲派：2席，0.5%
1. 熱血公民：5名參選人共得2席，當選率40%
2. 其他修憲派：2名參選人共得0席，當選率0%

中間派：5席，1%
1. 專業動力（以「獨立候選人」名義參選）：8名參選人共得3席，當選率37.5%
2. 民主思路（沒申報政治聯繫或以「獨立」名義參選）：4名參選人共得0席，當選率0%
3. 其他：2席

## 選後統計
- 投票人數：2,943,842
- 投票率：71.23%
- 自動當選人數：0人

選區
- 預計人口最多選區：離島逸東邨北（24,772人）
- 預計人口最少選區：離島南丫及蒲台（6,501人）
- 最多已登記選民選區：沙田恆安（15,819人）
- 最少已登記選民選區：離島南丫及蒲台（2,687人）
- 最多投票站選區：離島大嶼山（10個）
- 最高投票率地區：荃灣（71.46%）
- 最低投票率地區：離島（64.94%）
- 最高投票率選區[註 4]：西貢海晉（84.19%）
- 最低投票率選區[註 4]：油尖旺尖沙咀中（56.39%）
- 最多人投票選區[註 4]：沙田恆安（10,794張有效票）
- 最少人投票選區[註 4]：離島南丫及蒲台 （1,975張有效票）
- 競爭最激烈選區：油尖旺尖沙咀西、元朗盛欣、西貢海晉、西貢彩健、沙田顯嘉、沙田馬鞍山市中心、葵青華麗及葵青青發（均有5名候選人）
- 最多直選議席地區：沙田（41席）
- 最少直選議席地區：離島（10席）
- 最多直選議席更替地區：東區（25席更替）
- 最少直選議席更替地區：離島（僅3席更替）

候選人
- 得票最多的男性當選者（票王）：鄭則文（民主黨）（沙田恆安，6,824票）
- 得票最多的女性當選者（票后）：譚香文（獨立民主派）（黃大仙龍星，6,098票）
- 得票最多的落選者：劉國勳（北區欣盛，4,329票）
- 得票最低的當選者：陳嘉朗（油尖旺尖沙咀西）、劉舜婷（離島南丫及蒲台）（兩人均獲得1,003票）
- 得票最低的落選者：周樂寧（元朗元龍，7票）
- 得票率最高的當選者：林頌鎧（民主黨）（屯門兆置，78.13%）
- 得票率最高的落選者：羅庭輝（元朗屏山北，49.98%）
- 得票率最低的當選者：鄧鎔耀（元朗八鄉北，34.19%）
- 得票率最低的落選者：周樂寧（元朗元龍，0.13%）
- 得票率佔當區登記選民人數最高的當選者︰劉勇威（大埔舊墟及太湖，53.9%）[99]
- 得票差距最小的當選者：楊家安（元朗屏山北，與對手羅庭輝相差只有2票）
- 得票差距最大的當選者：林頌鎧（屯門兆置，與對手王加良相差4,175票）
- 候選人平均年齡[註 5]：40.27 歲
- 當選者平均年齡[註 5]：37.97 歲
- 最年長的當選者[註 5]：鄭則文（沙田恆安）（77歲）
- 最年輕的當選者[註 5]：彭家浩、洪駿軒、潘朗聰、黃兆健、譚爾培、李嘉睿、陸梓峂（均為21歲）
- 最年長的落選者[註 5]：蘇炤成（屯門三聖）（79歲）
- 最年輕的落選者[註 5]：林浩楠、黃頌銘、張婉盈、劉衍銘（均為21歲）
- 連續落選最多屆的落選者：符偉樂（深水埗寶麗）（由1999年選舉競逐連任失敗起，每次選舉均有參選並且落選，直至現在共連續5屆落選）
- 連任最多屆的當選者：潘任惠珍（觀塘九龍灣）、陳琬琛（荃灣梨木樹東）、程張迎（沙田新田圍）、梁耀忠（葵青葵芳）（4人均由1985年起成為區議員，直至現在共連任9屆區議員）
- 成功連任人數：160人（佔上屆431個民選議席之37.12%）
- 競逐連任失敗人數：214人
- 首次參選成功當選人數：232人
- 成功重返區議會人數：16人（楊浩然、曾健成、黃國桐、任國棟、莫嘉嫻、廖成利、陳利成、黃啟明、馬旗、陳樹英、柯耀林、尹兆堅、梁永權、梁國華、單仲偕、徐生雄）
- 重返區議會失敗人數：20人（謝永齡、馮檢基、符偉樂、龐朝輝、李祺逢、陳鏡秋、陳麗君、郭必錚、官東榮、林添福、黃柏仁、徐君紹、葉曜丞、李立航、黃良喜、黃成智、柯倩儀、張國慧、陳權軍）
- 21位擁有立法會議員身份的候選人：
  - 11人當選：涂謹申、鄺俊宇、林卓廷、尹兆堅、許智峯（民主黨）；李慧琼、柯創盛（民建聯）；謝偉俊（創建力量）；郭偉强（工聯會）；梁耀忠（街工）；范國威（新同盟）。
  - 10人落敗：張國鈞、劉國勳、周浩鼎、鄭泳舜（民建聯）；何啟明、陸頌雄、麥美娟（工聯會）；田北辰（實政圓桌）；何君堯（新世紀論壇）；朱凱廸（朱凱廸新西團隊）。[100]
- 當然議員轉戰民選議席[註 6]：0人

政黨
- 最大政黨：民主黨（91席）
- 有勝無敗政黨：街工、工黨、社區前進、柴灣起動、馬鞍山守護線、葵青傳承、天水連線、天水圍民生關注平台、南區萬事屋、慈雲山建設力量、埔向晴天、將軍澳青年力量、將向天晴、源居民、天水圍地區民生促進會、西貢鄉民（均0人落敗）
- 有敗無勝政黨：新民黨、新論壇、勞聯、香港政研會、2047香港監察、民主思路（0席）
- 當選率最高政黨（若有多於一個政黨當選率同樣最高，則取當選人士較多之政黨）：工黨（7名候選人中有7人當選，當選率100%）
- 當選率最高議政團體（5席或以上）：柴灣起動（10人參選全部當選，當選率100%）
- 民主派得票率：57.34%（具體票數有爭議）
- 建制派得票率：41.82%（具體票數有爭議）
- 其他得票率：0.84%（具體票數有爭議）

## 選區焦點

### 中西區
上屆選舉，民主派只有民主黨保住四席，當中重奪半山東，但失去了水街選區。建制派方面，民建聯奪下水街後得6席，聯同自由黨等其他建制派人士控制中西區區議會，不過至少有七個由民主派與建制派直接對撼的選區，差距不超過三百票。至2017年尾的中西區兩區補選，民主黨伍凱欣由民建聯手上重奪東華選區，兩黨議席於是平起平坐。
今屆選舉，中西區十五個選區範圍變化極少，各區情況和上屆相若。建制派方面，民建聯擴大戰線，派出七人參選，其中四人爭取連任，一人接棒，兩人挑戰民主黨現任議員；自由黨欲保住山頂外，亦在衛城再接再厲。工聯會自回歸後打正旗號涉足中西區，派出上屆於上環落敗，後加入工聯會的呂鴻賓於同區再戰。區議會主席葉永成等建制派議員亦爭取連任。民主派方面，民主黨只派出七人，五人爭取連任，兩人挑戰港島聯現任議員。素人組織西飛力、維協、守護堅城亦派出成員挑戰建制派，加上數名獨立素人，代表民主派出選。
投票結果顯示，民主派於中西區奪得42,256票，建制派取得34,588票。民建聯「三料議員」張國鈞、區議會主席葉永成、副主席陳學鋒（民建聯）等重量級建制派議員逐一墮馬，其他建制派候選人亦紛紛敗予民主派候選人，只得自由黨在山頂選區保住一席，由10比5變成1比14的極懸殊差距。在新一屆的區議會，民主黨佔十五席中的七席，佔據着近半議席；民主派眾素人合共得七席；自由黨保住一席；至於民建聯、港島聯、新論壇等則慘遭「清枱」。
- 中環（A01） 、半山東（A02）選區

上屆爭取連任的民主黨許智峯以百五票差距小勝報稱獨立，實為建制派香港島各界聯合會的劉尉欣。而半山東選區則由另一民主黨成員吳兆康險勝競逐連任的獨立建制派人士張翼雄當選。許、吳二人更被傳媒稱為民主黨「中環孖寶」，許智峯更於2016年香港立法會選舉當選，成為「雙料議員」。今屆二人爭取連任，分別遇上獨立建制派黃鐘蔚及民建聯莫淦森的挑戰，最後許及吳分別以1,618票及2,672票成功連任。
- 山頂（A04）選區

上屆自由黨陳浩濂以大比數擊敗2047香港監察成員陳樹滿成功連任，陳亦於翌年的立法會選舉中參選商界（第一）功能界別，唯不敵經民聯林健鋒。其後陳被委任為財經事務及庫務局副局長，因而辭去區議員一職，引發補選。當時由上屆敗選南區薄扶林選區的自由黨前教育局政治助理、前藝人張新悅丈夫楊哲安擊敗另一「2047香港監察」成員錢志健當選。今屆楊競逐連任，受到另一監察組成員、具日本血統的賣間囯信挑戰。最後楊哲安成功連任，但由於其餘建制派於中西區其他選區全數落敗，楊成為中西區唯一建制派區議員。
- 大學（A05）選區

自該選區於1991年成立以來，一直由建制派新世紀論壇陳捷貴擔任區議員。2019年中，前香港大學學生會內務副會長任嘉兒開始落區工作，隨後譚香文的「反自動當選運動」卻同時派出歐頌賢落區，兩人嘗試協調但失敗告終。雖然「反自動當選運動」其後與歐頌賢割蓆，並表示支持任嘉兒參選，但歐頌賢仍繼續以獨立身份準備參選，形成三人混戰。其後任嘉兒得到李柱銘，梁家傑等溫和民主派成員支持，又於投票日得到藝人王喜的站台。結果任以3135票擊敗獲2843票的陳捷貴，終結其28年的區議員生涯，歐則只有127票。
- 觀龍（A06）選區

上屆民建聯楊開永擊敗青年新政召集人梁頌恆當選，成功接替原議員葉國謙的議席。今屆楊爭取連任，受到港大學生梁晃維的挑戰。至提名期結束前，梁因未獲確認參選資格，前青年新政成員周世傑亦報名參選作為「Plan B」，其後梁被獲確認成為參選人，周隨即宣布「棄選」（停止選舉工程）。最後梁晃維以3,195票當選，為民主派自2003年何秀蘭擊敗葉國謙後，再次取得觀龍的議席。
- 西環（A08）選區

民建聯副主席張國鈞於2011年區選擊敗民主黨莊榮輝，由時任議員陳特楚手上接棒，上屆區選二度擊敗莊榮輝而連任，隨後於2016年立法會選舉當選成為民建聯港島區立法會議員，更於2017年被行政長官林鄭月娥委任為行政會議非官守議員，短短兩年成為近年罕有的「三料議員」。今屆區選，二度敗於張的民主黨莊榮輝改為轉戰將軍澳都善選區，在「反自動當選運動」之下，香港大學學生、前香港大學學生會外務副會長、維多利亞社區協會西環區社區主任彭家浩決定出選該區，挑戰尋求連任的張國鈞。結果彭以800票之差距擊敗張而當選，令張成為今屆區選唯一落馬的「三料議員」。同時也意味着本屆區議會並沒有民選「三料議員」(因為另外一個同時身兼立法會以及行政會議成員的劉業強在屯門區議會不是民選議員，而是代表屯門鄉事委員會的當然議員)
- 寶翠（A09）選區

民主黨楊浩然自2003年起已擔任該區議員。惟在2011年因被人民力量分票下連任失敗，上屆亦以69票之差敗於由委任議員轉戰直選，中西區區議會主席葉永成。今屆楊再度挑戰葉，有自稱支持「反送中」的馮敬彥加入戰團，但被揭發曾出席中聯辦活動，被質疑是「鎅票」。最後楊浩然以4,002票當選，事隔八年再次重返議會。
- 西營盤（A11）選區

該區已連任兩屆的民建聯區議員盧懿杏不再角逐連任，改派同黨新人劉天正出選，與獨立民主派、前社民連成員及立法會議員劉小麗的助理黃永志角逐。結果黃永志以2734票、超過500票的差距擊敗劉天正，該選區繼2008年後再次由泛民主派人士取得議席。
- 東華（A13）選區

民建聯蕭嘉怡自2011年擊敗民主黨前主席何俊仁胞弟何俊麒當選東華區議員至2017年。該年蕭被行政長官林鄭月娥委任為政務司司長政治助理而辭職，引發補選。補選由民主黨伍凱欣當選，為民主黨重奪該區議席。今屆民建聯改派張嘉恩挑戰伍，圖收復失地，最後伍凱欣以2,403票成功連任。

### 灣仔區
上屆選舉，楊雪盈於大坑擊敗新民黨王政芝勝出，成為該區唯一勝出的「傘兵」；然而獨立泛民黎大偉在渣甸山選區敗予自由黨林偉文，民主派只剩一席。反對逃犯條例修訂草案運動爆發後，楊雪盈組織灣仔起步，組織大量素人挑戰建制派勢力。
今屆選舉，選區範圍只在銅鑼灣大坑附近有改動，格局和上屆差不多。建制派方面，民建聯與上屆一樣派出四人參選，三人爭取連任，一人接棒；自由黨只得林偉文爭取連任；立法會議員謝偉俊、港島聯數名現任議員均爭取連任。民主派方面，灣仔起步成為「龍頭」，派十人出戰（本為十一人，後來張嘉莉退出，變成十人），但全皆以「獨立候選人」名義出戰，除楊雪盈爭取連任外，另外九位大多挑戰建制派現任議員。此外維協、灣仔廣義、2047香港監察亦各派一人出戰。
投票結果顯示，民主派候選人於灣仔合共奪得26,964票，親中派候選人則取得23,738票。灣仔起步十中六，連同其餘三名獨立民主派人士，民主派於灣仔區取得9席；民建聯全軍覆沒，自由黨及部分港島聯成員則力保不失，建制派取得4席，灣仔區議會由選前的2:11轉為9:4，控制權落入民主派手中。其後灣仔起步楊雪盈（唯一有區議會經驗的民主派人士）及黨友麥景星當選正副主席。
- 維園（B05）選區

上屆維園選區由東區改劃入灣仔區，議席由曾加入自由黨、經濟動力，後加入民建聯的周潔冰自動當選，周其後更成為灣仔區議會副主席。周氏因在區內紮根多年，且多次以大比數擊敗對手，已連續三次自動當選，但今屆維多利亞社區協會派出李永財挑戰周潔冰，此區自2003年來再度迎來競爭。最終結果由李永財以54%得票率(2,502票)贏得勝選，周潔冰爭取連任失敗，結束其長達28年的區議員生涯。
- 樂活（B09）選區

時任親中派立法會議員謝偉俊上屆從「白姐姐」白韻琹手中接棒，當選本區區議員。今屆選舉，前本區議員社民連麥國風不再參選，改由灣仔起步的楊子雋以獨立候選人名義出戰，迎戰同樣報稱獨立的謝。選舉結果，謝偉俊取得2,121票，二百餘票之差擊敗對手成功連任，成為少數力保不失的親中派立法會議員。
- 大佛口（B13）選區

民建聯李均頤自2007年當選後便連任至今。上屆選舉，她以近三分二得票（約千五票）勝於對手灣仔廣義梁柏堅，今屆梁捲土重來。然而投票日及投票日前逾一星期梁均未有在選區現身拉票，反而是留守理工大學，採訪示威者。李在選前亦認為高投票率不一定對她不利，對選情頗樂觀。然而她最終獲1625票，以近一百票之差敗陣。選後李均頤認為她所屬政黨民建聯支持修例的立場為其選情帶來負面影響；梁柏堅則堅持留守理大比拉票重要，他希望自己可用未來四年時間，讓支持他的人認識自己，成為自己的同伴。

### 東區
上屆選舉，民主派議席「翻一番」，除了力保原有五席，更有另外五人擊敗建制派，其中傘兵徐子見更於漁灣選區拉倒任該區區議員超過廿年，時任立法會議員民建聯鍾樹根，成為該屆選舉一大焦點。建制派方面，因自動當選而在提名期後先取十席之下，選後共得廿五席，維持對東區區議會的控制。由於北角至鰂魚涌一帶自1950年代以來為福建籍人士集中地，聚集多個福建宗親會、同鄉會組織，建制派自1980年代開始參與區議會選舉（如工聯會陳婉嫻1988年曾於本區擔任一屆區議員，1991年則交棒予王國興），自1990年代起更吸收街坊派，長期操控區議會，使泛民主派在區議會層面上不能立足，建制派更在過去選舉中先行協調，該區一帶選區常由建制派自動當選（今屆C15至C23範圍及於上屆劃入灣仔區的維園選區），使福建籍組織可調動北角居民往其他區為建制派助選。自從反對逃犯條例修訂草案運動的爆發以來，北角一帶更加多次爆發嚴重衝突，結果促使大量素人自發參選，建制派的「選舉機器」面臨嚴峻的考驗。
今屆選舉，35個選區範圍變化不大，格局和上屆卻有很大分別，如上文所指，包括「紅區（較為支持建制派的地區）」柴灣及北角，東區各選區首次出現兩大陣營全面對壘。北角炮台山一帶，公民黨與五位素人組成「北炮同盟」搶攻建制派老巢。柴灣、小西灣方面，三名爭取連任的區議員與八位素人及前區議員社民連曾健成組成「柴灣起動」，力爭議席，同時該三名爭取連任的民主派議員同時遭到三名以民建聯工聯會「雙牌頭」候選人挑戰。政黨方面，民主派三黨（民主黨、公民黨、工黨）除公民黨梁穎敏外均競逐連任，亦共派出四人挑戰建制勢力，其他選區則多由素人代表民主派出選；建制派方面，民建聯工聯會聯盟共派出廿人參選，五人為「雙牌頭」、五人僅以工聯會名義出選、另外十人則為民建聯；新民黨、經民聯分別派出四人和兩人，均挑戰太古城一帶民主派勢力；自由黨三人參選（一人分取連任、一人接棒、一人同區捲土重來）。建設派保民聯派兩人挑戰建制派勢力，其中一區為時任立法會議員，工聯會郭偉强所屬和富選區。
選舉結果，民主派於東區取得129,227票，建制派取得99,979票，建制派在東區幾近全軍覆沒；在太古城以東廿五個選區包括太古、西灣河、筲箕灣、「柴小杏」（即柴灣、小西灣、杏花邨），民主派全數勝出；泛民政黨十二名候選人全數勝出。而且在多個選區首次由民主派奪得議席。而建制派則只能在過往陣地北角和鰂魚涌保住三席，其中工聯會只得立法會議員郭偉强於和富區險勝，由25比10大逆轉形成3比32（建制派佔不足一成）。在新一屆的區議會，民主黨、公民黨、工黨、社民連分別佔了四席、五席、兩席和一席；民建聯、工聯會、自由黨各得一席；其他議席均為獨立民主派人士。
- 太古城西（C01）選區

時為民主派協調組織民主動力召集人，民主黨成員趙家賢自2007年起三度當選，上屆他以逾七成得票大勝親中派對手吳志隆。今屆他遇上曾在2016年香港立法會選舉中跟隨經民聯梁美芬參選的同黨丁煌挑戰。丁煌於七月中時曾於太古城東隅外向途人不斷大叫「太古西不要連儂牆」，成為一時網上熱話；而趙家賢則於11月3日中的太古城襲擊事件被咬斷耳殼，成為一時焦點，也使此選區選情變得更受關注。最終趙家賢得4,390票，近千八票之差勝出，連同鄰區（太古城東選區）成功連任的王振星，為民主派守住太古城兩選區。
- 城市花園（C18）選區

該區自2000年起一直由香港島各界聯合會成員許清安擔任，該區聯同鄰近的和富及堡壘選區均居有大量上一輩福建移民（福建幫）、傳統建制選民人數甚多，許清安本人亦是福建社團聯會常務會董。反修例運動爆發後，許清安遭到任職銀行客戶經理的高人氣素人仇栩欣挑戰，在競選期間仇栩欣曾遇襲受傷和恐嚇。結果仇栩欣以249票之差擊敗許清安，結束他19年的區議會生涯。
- 和富（C19）及堡壘（C20）選區

上屆選舉，工聯會立法會議員郭偉强第二次於和富選區自動當選，而民建聯的洪連杉第三次於堡壘選區自動當選。本屆選舉前一大段時間，兩區並沒有任何挑戰者。在反對逃犯條例修訂草案運動爆發下，上述的選區更加多次爆發嚴重衝突。有見及此，居於堡壘選區的福建女士傅佳琳以素人身份落區挑戰洪連杉，而居於和富選區的素人陳嘉陽則挑戰郭偉强。同時有保障民生建設聯盟林斯嵐亦在和富選區區參選，兩個選區相隔十多年再度迎來差額選舉。結果郭偉强以48票之差險勝陳嘉陽，保住工聯會在北角的橋頭堡，更成為唯一一個連任成功的工聯會「雙料議員」，其餘工聯會「雙料議員」（麥美娟、何啟明、陸頌雄）均在區選中連任失敗；傅佳琳則以59票之差險勝洪連杉，阻止他四度連任區議會。
- 錦屏（C21）選區

由2000年起出任當區議員的民建聯蔡素玉宣佈於2019年區議會任期完結時退休，交棒予同屬民建聯、2015年曾參選東區區議會阿公岩選區的社區主任洪志傑，由於該區已經連續2屆自動當選，有「公民黨余文樂」之稱的港島區地區發展主任李予信，決定落區角逐。最後洪氏最後以些微差距（86票）落敗，未能接替蔡氏的議席，公民黨繼2015年區選首奪丹拿選區後再進一步於北角區拓展勢力。洪志傑於選舉日後一個月（2019年12月24日）入稟高等法院，指點票過程期間出現重大不當，目測投票人數亦與官方數字不符，要求法庭裁定該次選舉勝出的李予信非妥為當選。
- 丹拿（C22）選區

公民黨成員鄭達鴻於上屆選舉以300票之差擊敗曾卓兒，成功為泛民主派重新進佔北角地區。於一年後的2016年香港立法會選舉，更獲公民黨安排在陳淑莊為首的香港島名單中排名第二，惟在陳淑莊以最後一席當選下，未能透過餘票當選為立法會議員。2019年，陳淑莊因為佔中九子案被判入獄而失去2020年香港立法會選舉的參選資格。鄭達鴻被視為接替其代表公民黨出戰香港島的大熱人選，因此本屆選舉也被視為鄭氏出選立法會的熱身戰。在同年反對逃犯條例修訂草案運動爆發以來，為了阻止其他北角選區出現自動當選的局面，鄭達鴻聯同黨友李予信以及其他北角炮台山參選人組成北炮同盟，阻止建制派自動當選。本屆選舉的格局不變，對手同樣為曾卓兒，在反修例運動所帶來的效應下，鄭達鴻以3,947票再次打敗得到2,899票的曾卓兒，成功連任。聯同其餘六名北炮同盟參選人，民主派成功在北角區的七席中奪下六席。一改過去北角區由建制派控制的局面。
- 健康村（C23）選區

上屆選舉，民建聯的鄭志成第二次自動當選。本屆選舉前一大段時間，選區內只有他欲爭取連任，並沒有任何挑戰者。隨着反對逃犯條例修訂草案運動爆發，不少素人打算參選，其中裴自立以「健康村社區發展主任」的名義落區，欲挑戰鄭氏。但同年九月，裴在其Facebook專頁宣布將讓路予工黨的李文峰。但不到一個月，裴便收到李的通知，李由於身體抱恙未能繼續地區工作，裴於是「復出」，此選區相隔十二年再度迎來差額選舉。結果裴以近三千票，約四百票之差壓倒鄭志成而當選，成功阻止他第三度連任。
- 興民（C31）選區

自從選區於1994年成立以來，該區一直由民建聯成員擔任區議員，時任區議員劉慶揚於上屆選舉以2,470票擊敗1,391票的柴灣社區關注組成員張駿邦。而張駿邦隨後也未有繼續服務該選區。2016年末，領展以兩億港元將區內興民商場出售予中資佛山順聯集團旗下的傑豐香港有限公司，與此同時，區內大部份民生小店也被迫離場，由於興民邨的地勢較為偏僻，因此對興民邨居民而言，等如失去所有的社區配套。更需要前往柴灣才能補給民生用品，而且興民邨的居民大多數為長者，對他們而言十分不便。然而，時任區議員劉慶揚並沒有因此跟進，更被批評在有關議題上毫無作為。有見及此，居於興民邨的謝妙儀連同多名居民組成山民主義，向更多居民宣傳商場消息。更在鄰近選區翡翠選區區議員黎志強以及漁灣選區區議員徐子見的幫助下，經過東區區議會上向政府部門提出過商場變賣帶來的問題，亦曾入信到立法會。
本屆選舉，山民主義召集人謝妙儀代表民主派出戰本選區，至於民建聯劉慶揚則爭取連任。結果謝妙儀在區內兩個票站同時勝出，以3,297票險勝3,113票的劉慶揚，為民主派首次在此區取得議席，同時以23歲成為東區區議會最年輕的女性區議員。
- 漁灣（C34）選區

上屆選舉，於提名期最後階段報名參選的傘兵徐子見以163票之差擊敗時任立法會議員兼在任該區區議員達24年的民建聯的鍾樹根，成為一時佳話。在任期內，徐子見積極的區內服務一直受到肯定，更於2019年成立柴灣起動協調柴灣地區的所有民主派參選人，力求爭取議席。是屆選舉，徐子見競逐連任，而民建聯的人選則一波三折，最初派出吳進德來區服務，但未幾吸納本來在區內獨立服務的蔡翠雲入黨，蔡開始以民建聯名義活動，不過蔡翠雲後來離開民建聯後重新以獨立身份服務，民建聯則再改派居於本區的劉堅出選，而蔡有參選，加上從前曾經在佳曉參選的胡健南，出現四人混戰的情況。由於徐子見四年來積極在區內服務，最終他以3,814票成功連任，同時為全柴灣得票率最高的當選人。
- 佳曉（C35）選區

自從選區成立以來一直擔任該區區議員的前自由黨成員林翠蓮於2017年12月17日病逝，觸發2018年6月10日佳曉選區的補選。該屆補選出現三人混戰，上屆落選的區內居民民建聯及工聯會成員植潔鈴以966票擊敗兩名對手當選為東區區議員。於2019年，植潔鈴開設私人Telegram戶口的時候盜用了游蕙禎的相片以作己用。游得知後，致電植與其理論。其後，植在臉書上載短片向游道歉，指不知道相中人是誰，純粹覺得漂亮所以使用。即使道歉，相關行為仍然被網民批評其失去職業操守。是屆選舉，於2018年補選落敗的民主派代表李鳳琼轉往欣藍選區參選，並由柴灣起動成員黎梓欣代表民主派出戰，至於在植潔鈴及同樣在補選落敗的陳真真同時出戰，結果兩位建制派候選人互搶選票的情況下。黎梓欣以488票之差險勝，也是首次由泛民主派人士奪取該選區議席。至於落敗的植潔鈴成為東區區議會史上任期最短的區議員。

### 南區
上屆選舉南區可謂形勢不變，除香港仔由任葆琳接替黃靈新當選外，其餘各區皆由原議員當選連任。此外時任利東一區議員區諾軒於2017年退出民主黨，再於半年後的311補選勝出。
今屆選舉，南區劃界變化極微，建制派方面，民建聯工聯會共派出八人，二人爭取連任，一人從港島聯手上接棒，其餘五人挑戰現有民主派勢力；新民黨、自由黨、民主思路各派一人，其餘則由港島聯等獨立建制派議員負責；民主派方面，民主黨再度成為泛民「龍頭」，派出八人參選，兩人爭取連任，兩人接棒，四人挑戰建制；公民黨派一人，至於香港眾志，因應2016年香港立法會選舉黨主席羅冠聰於南區得票比率為港島四區中最多，因此該黨在南區駐兵，派人挑戰建制區議員選區，惟成員於2017年被取消立法會議員席位及2018年311補選被取消參選資格，使得欲參選的三名成員只好退黨以保參選機會，挑戰建制派，報名時更在政治聯繫欄位上，只填上「民主派」三字；其餘選區除爭取連任的薄扶林司馬文外均由素人負責。投票結果顯示，民主派在南區取得61,864票，建制派則取得45,310票。民主派在南區取得15席，建制派則保住2席。其中民建聯及新民黨慘遭清檯，而主席朱慶虹及副主席陳富明亦慘敗於林德和及袁嘉蔚手上，只得自由黨及港島聯各保一席。
- 利東一（D04）、利東二（D05）選區

人稱「利東孖寶」的區諾軒及羅健熙自2011年起已當選利東兩區區議員，上屆二人亦以大比數擊敗民建聯及熱血公民候選人連任，自此利東邨成為民主黨的根據地。雖然區諾軒於在2017年退出民主黨，但仍與民主黨保持合作關係。在2018年的補選，區諾軒成功接替被取消資格的香港眾志周庭，當選立法會議員。今屆選舉，羅健熙將在利東二競逐連任，而區諾軒將不會參選，並交棒予其助理，仍屬民主黨成員的陳欣兒參選，最後陳、羅二人均以高票擊敗民建聯候選人而勝出。
- 海怡東（D06）、海怡西（D07）選區

上屆民主派因在海怡東選區協調失敗，公民黨時任立法會議員陳家洛及與人民力量友好的區元發同時參選下，令當區議員林啟暉以不足一半票數成功連任。海怡西方面，人民力量前主席袁彌明雖已吸收2014年補選時民主黨的得票，但在選民暴升下，仍敗給新民黨的陳家珮，兩區繼續由建制派控制。公民黨副主席陳淑莊自2016年重返立法會後，便立即於海怡商場設立辦事處，並由陳家洛擔任地區發展主任，圖再次挑戰林啟暉，以取得2020年立法會選舉區議會（第二）功能界別入場券。本身是海怡西居民的香港眾志秘書長黃之鋒，亦聯同公民黨，一同在海怡兩區服務。唯黃之鋒隨後因佔中被判入獄，陳家洛亦放棄參選。公民黨於是改派立法會議員陳淑莊的助理俞竣晞出戰海怡東，而獨立民主派人士林浩波亦於2017年起在海怡西服務，準備作黃之鋒的「Plan B」。在提名期開始，黃之鋒率先報名參選海怡西，但其提名在簡介會前尚未確認，所以本區是唯一一個選區是需要押後抽號碼的程序。林浩波於是亦在提名期內報名參選。10月29日，選舉主任裁定黃之鋒提名無效。林浩波正式接替黃之鋒參選，其後投票日得到藝人葉德嫻現身支持，葉德嫻直言建制陣營「財雄勢大」，擔心他們「搗亂」。結果林浩波以4164票對3236票，擊敗現任議員陳家珮而當選；公民黨俞竣晞則以3750票擊敗2960票的林啟暉，令海怡東西兩個選區首次同時落入泛民主派手中。
- 華富南（D09）、華富北（D10）選區

兩區自1994年起至2003年一直由民主黨控制，分別為黃瓊芳及回歸前擔任立法局議員的黃震遐。在2003年選舉中，二人放棄連任，但只有民主黨的柴文瀚成功接棒華富北議席，華富南由香港島各界聯合會的歐立成當選。自此兩區由不同政治立場的區議員執政，二人均連續三屆成功連任。上屆二人分別擊敗民主黨的黎熙琳及民建聯的黃才立成功連任，其中黎僅以3票之差敗陣。二人於今屆選舉均不再角逐連任，上屆落敗於柴文瀚的民建聯黃才立，今屆轉戰華富南，民主黨的黎熙琳亦捲土重來與黃對決；柴文瀚則交棒予同黨嚴駿豪，對手為民建聯張偉楠，為2003年以來兩區議員再次同時放棄連任。最後黎熙琳、嚴駿豪分別以600多票及1300多票的差距擊敗民建聯對手當選，令民主黨繼2003年後再次統一華富。
- 田灣（D13）選區

時任南區區議會副主席陳富明自從2004年區議會補選當選以來，一直擔任該區區議員。過去三屆尋求連任的選舉當中，陳氏都是在無人競爭的情況下自動當選。與此同時，在2016年香港立法會選舉，香港眾志於南區得票比率為港島四區中最多，而本區的票站更是得票最高的參選名單，因此成員袁嘉蔚也開展在田灣的地區工作。惟成員於2017年被取消立法會議員席位及2018年311補選被取消參選資格，因此袁氏也於2018年退出，並以南區萬事屋成員的身份繼續服務。今屆選舉，本區相隔15年後再次出現差額選舉，而且陳富明更是首次需要在有競爭的情況下爭取連任，在反送中運動的浪潮下，票站投票率高達69.7％。最終袁氏獲得4,191票，即投票人數的62％，大比數擊敗得票只有2,602票（得票率38％）的陳氏，成功打破該區由建制派當選的局面 。陳敗選的消息一出，現場人士舉起「陳已完」、「陳富明退休快樂」等字句。
- 海灣（D16）選區

由2007年起已連任兩屆的現任議員自由黨馮仕耕，今屆宣佈不再尋求連任，交棒予同黨新人梁進，遇上民主派區選聯盟推薦的素人丁偉良挑戰。結果梁以1882票大勝獲807票的丁偉良，成功接棒，此選區更是親中派得票率最高的選區（極接近七成）。由於在南區的大部份親中派候選人均告落敗，梁成為兩名在南區區議會僅有的親中派議員之一（另一名為鴨脷洲邨選區的林玉珍）。
- 赤柱及石澳（D17）選區

此選區自1999年起，由二十世紀六十年代電影女星，後轉為從政的陳李佩英（藝名李紅）（香港島各界聯合會）連任至今，上屆她擊敗兩名對手而連任。是屆爭取第六次連任，遭到曾為黃毓民助理、地區組織「南區民生關注組」的素人彭卓棋及獨立人士陳順意挑戰。出乎意料之外，陳李佩英以88票之差不敵獲2680票的彭，連任失敗，結束長達20年的區議員生涯，彭亦成為該區歷來首位民主派區議員。

### 油尖旺區
在人口未有大增下本區由十九席增至二十席，基於民主派只有三席之下，吸引到民主派新團體社區前進派出五人參選，成為本區內最多人參選的民主派團體。民主派最終於油尖旺區奪得17席，建制派奪得3席。以得票計算，民主派於油尖旺區取得48,627票，建制派獲得39,471票。其中經民聯全軍覆沒，主席葉傲冬及副主席黃舒明亦均告落敗，只保住民建聯一席及九龍社團聯會兩席。
- 尖沙咀西（E01）、九龍站（E02）選區

因高鐵西九龍站落成及九龍站一帶人口增長，選舉管理委員會將此選區的九龍站Union Square劃入新增的九龍站選區，並將佐敦南選區的佐治五世紀念公園一帶和柯士甸道以南的樓宇及尖沙咀中（E20）選區内麼地道以南的樓宇劃入本選區。由2008年起兩度連任的民建聯孔昭華，所居住的漾日居劃入九龍站（E02）選區內，故孔氏改為角逐新設選區之議席，而原選區則吸引多名建制派、非建制派及少數族裔人士參與角逐，包括孔昭華前助理梁幸輝、民建聯潘景和、前立法會議員馮檢基、「尖碼之聲」主席陳嘉朗（獲民主派區選聯盟推薦）及巴基斯坦籍商人簡浩名（Abdull Ghafar KHAN），造成五人混戰。結果陳嘉朗以1003票擊敗其餘四位候選人而當選。九龍站（E02）選區方面，孔氏遇上民主黨李穎妍及獨立人士容熙智，結果孔氏以107票之差擊敗李穎妍成功連任。由於民建聯其餘在油尖旺區的現任議員（包括區議會主席葉傲冬）均告連任失敗，孔氏成為唯一仍然在任的民建聯油尖旺區議員。
- 大南（E12）選區

由2007年起兩度連任（2011年、2015年）的區議員經民聯莊永燦，於2018年11月21日病逝，終年66歲，觸發2019年3月24日舉行補選，由經民聯成員兼前莊永燦議員助理李思敏與社區前進成員李國權對決，結果李以1343票勝出，繼承莊永燦議席空缺。是次選舉，重演2019年3月補選的翻版，除李思敏和李國權再次對決外，另加上一名獨立人士蔡其隆。結果在投票人數大幅增長下，社區前進李國權以2943票擊敗獲2046票的經民聯李思敏，報回上次補選敗選之仇，蔡其隆只獲57票。
- 旺角北（E13）選區

本區時任區議員，經民聯黃舒明自2007年當選後便連任至今，上屆她以約三分二得票輕取對手青年新政黃家俊。今屆選舉，她迎戰選前約兩個月空降，以獨立民主派名義出選的蕭德健。選舉期間，蕭長期以抗爭者身份進行選舉活動，其政綱更以反送中運動中的激進示威者造型示人。選前，外界均看好黃舒明，因其過往選舉均以穩定差距擊敗對手；此外蕭德健臨時空降及其激進示威者形象，難以討好溫和選民。然而選舉結果出爐後，黃舒明得2076票，意外以不足一百票敗於蕭德健，終結其十二年議員生涯。
- 佐敦南（E19）選區

前立法會議員葉國謙的侄兒民建聯葉傲冬在2008年的補選中勝出後便連任至今，上屆他以七成半得票大勝對手香港關注會成員雷雅儀。今屆選舉，他以油尖旺區議會主席的身份迎戰於選前數個月才落區，以民主動力名義參選的陳梓維。在候選人簡介中，陳的政綱均是手寫而成，而在選舉信息的個人照片，陳則以「波衫」造型亮相；反觀葉的電腦設計政綱和其西裝造型，形成了莫大的對比。結果陳梓維爆大冷以1516票，僅僅65票之差將葉傲冬拉下馬。

### 深水埗區
上屆選舉，民主派以一席之差，未能重奪深水埗區議會的控制權。唯下白田區議員、前民協成員甄啟榮在2017年因為不滿經民聯在對於白田商場清拆的處理態度而退出經民聯後，立場漸漸與民主派親近。甄氏包括支持「取消區議會授權票制度」、通過「『反送中』動議」等，同時也公開向建制派割蓆。被外界視為建制派失守，而民主派也於餘下的區議會會期重奪區議會的控制權，更成為該屆區議會首個由非建制派取得過半民選議席的區議會。今屆選舉，深水埗區將增設分別位於填海區的「碧匯」及由重建完成後蘇屋邨所組成的「蘇屋」兩個選區。與此同時，部份選區的範圍也出現變化。
民主派方面，除了梁有方外，其餘現任民主派議員均爭取連任(其中幸福選區的鄒穎恒轉戰碧匯選區)，而上屆落敗的民主派候選人中，也有5人捲土重來(麥偉明及李炯轉戰區內其他選區，李庭豐則由九龍城區轉戰本區，李文浩及李俊晞則在原區捲土重來)。最終民主派於深水埗區奪得23席，而建制派僅得民建聯保着2席，經民聯全軍覆沒，副主席陳偉明以及立法會議員鄭泳舜亦均告落敗。至於任期內從建制派轉投民主派的甄啟榮也成功連任。以總得票計算，民主派取得84,117票，而建制派則取得60,210票。
- 寶麗（F01）選區

上屆選舉，即使原本只有私人樓宇的寶麗選區加入了元州邨五期，自1994年起便在寶麗選區擔任區議員的民協梁有方仍以1929票、265票之差擊敗謝，第五度成功連任。是屆選舉，因應鄰近的李鄭屋人口不足，將本區喜雅所在的街區劃到該區以平衡人口。同時梁有方退休不再角逐連任，交棒予助理，上屆參選南昌中選區落敗的麥偉明，本來報稱獨立的李頴彰於提名中期（10月11日）報名寶麗選區，其後卻在提名截止前兩日（10月15日）退選，並於翌日（10月16日）再報名美孚北選區，為香港選舉史罕見，當中更有候選人被指盜用他人身份提名。麥偉明最後在選舉中取得六成多選票擊敗立要對手經民聯譚振宇及曾任深水埗區議員的前民協、民主黨、社民連及人民力量成員符偉樂，成功接棒當選，麥的得票更比上屆增加接近八成，再創本區得票紀錄。
- 南昌北（F03）選區

民建聯鄭泳舜自從2007年起當選南昌北區區議員，上屆選舉以665票之差擊敗人民力量陳永輝，更於2018年3月香港立法會補選中當選為立法會議員，成為香港回歸以來首位在立法會地方選區補選中勝出的建制派代表，因應本區人口過多，巴域街、北河街、大埔道、桂林街範圍由本區改劃到石硤尾選區。結果鄭泳舜以446票之差不敵於同年八月空降的公民黨劉家衡，連任失敗，失去「雙料」議員資格，結束鄭12年的區議員生涯。值得一提，劉家衡於當選後被建制派網民以網上假新聞及假圖攻擊，指其為「著名援交女」、「AV天使」。劉家衡回應指自己作為民主派被抹黑是意料之內，但「我沒想過有一天我連自己的性別也需要澄清」。
- 南昌南（F06）選區

該選區自1994年成立以來一直被港九勞工社團聯會（簡稱勞聯）控制，黃鑑權成為該選區首任議員，直至2011年交棒新人李詠民，上屆李擊敗神州青年服務社的社長林偉棠而連任。今屆李角逐連任，遭受上屆於九龍城啟德南選區敗選，後轉到深水埗附近服務的現任民協總幹事李庭豐參選挑戰。另外選區重劃，介乎荔枝角道以南的一個街區改劃到南昌西選區。李庭豐曾斥責李詠民「好懶」，「又唔開會，又唔上文件，又唔發言。」結果李庭豐以六百票之差擊敗勞聯唯一的在任區議員李詠民，導致本屆選舉中勞聯失去所有區議會議席。也是首次由泛民主派人士奪取該選區議席，結束勞聯自1994年以來的統治。
- 幸福（F11）、碧匯（F12）選區

2018年選舉管理委員會因應原有富昌及幸福選區有新屋苑入伙，令到兩區的預計人口均會超出法例許可的上限，需要增加新選區吸納超出的人口。當中以原富昌區內匯璽位置並吸納幸福選區內的碧海藍天組成碧匯選區，使周邊選區人口調整到法例許可幅度之內。上屆於幸福選區當選的民協鄒穎恒，於2018年退出民協轉投民主黨，由於新選區包括原幸福選區的碧海藍天，鄒今屆轉戰新增的碧匯選區，原有幸福選區則「交回」民協新人徐溢軒服務，對上第三次同區參選的民建聯張德偉。鄒穎恒今次遇上經民聯黃永威、曾與黃毓民一同參選2016年立法會選舉的普羅政治學苑馬愉生。因海盈邨及凱樂苑在選民登記期間落成入伙，新增人口令鄒穎恒、黃永威在新屋苑內爭持激烈。結果鄒在海盈邨票站落後數十票，依靠接收私人屋苑居民的西九龍調解中心票站領先，方能以三百多票之差擊敗主要對手黃永威成功連任。而幸福選區方面，除徐溢軒、張德偉二人外，報稱獨立的趙善萍亦參選此區，但因提名人數不足遭判提名無效，維持二人角逐，結果徐以64票之差擊倒張而當選。
- 美孚南（F15）、美孚中（F16）、美孚北（F17）選區

2011年，美孚三席均為建制派所得：美孚南為黃達東（民建聯），美孚中為沈少雄（經民聯），美孚北為張永森（西九新動力）。至2015年區選，美孚中尋求連任的建制派議員沈少雄被公民黨伍月蘭擊敗，令建制派再不能全面控制美孚。今屆區選，南、中兩區現任議員黃達東、伍月蘭均角逐連任，而第一屆區議會成立便已連任至今的張永森，則因身體問題不再尋求連任，結束長達37年的區議員生涯，並派出其助理羅小燕接棒參選。公民黨上屆在美孚北落敗的李俊晞今屆捲土重來，另外派出周琬雯於美孚南挑戰黃達東。另外李頴彰於提名中期（10月11日）報名寶麗選區，其後卻在提名截止前兩日（10月15日）退選，並於翌日（10月16日）再報名美孚北選區。結果公民黨除美孚中伍月蘭成功連任外，周琬雯於美孚南以1000多票差距擊敗尋求連任的黃達東，李俊晞於美孚北以高票的4154票擊敗兩名對手，令公民黨統一美孚三區。
- 元州（F19）、蘇屋（F20）選區

2010年，選舉管理委員會以蘇屋邨清拆及房屋署以元州邨第五期為接收屋邨為由，將原屬元州選區的元州邨跟蘇屋選區的蘇屋邨合併成為元州及蘇屋選區，而幸福邨則與蘇屋選區的私人樓宇劃為幸福選區，時任元州區區議員民協覃德成則改往幸福選區。時任蘇屋區區議員民建聯陳偉明改往元州及蘇屋選區。在上屆選舉，兩人同時連任成功（覃德成轉往荔枝角北選區成功連任），隨着蘇屋邨於2016年至2019年重建完成，帶動元州及蘇屋區內人口持續增加。選舉管理委員會決定將此選區再次分拆為元州及蘇屋。在本屆選舉，民協分別派出利瀚庭以及陳銘基出選元州選區及蘇屋選區。民建聯就派出何坤州參選蘇屋選區，黨友陳偉明就在元州選區尋求連任。而報稱獨立的林佩雯報名參選蘇屋選區。結果，在元州選區，利瀚庭得到3960票，以533票之差擊敗陳偉明，結束其20年的區議員生涯，利也成為了民協最年輕的當選者。在蘇屋選區，何坤洲以128票之差險勝陳銘基，是該屆僅有的兩名建制派深水埗區議員。
- 龍坪及上白田（F22）、下白田（F23）選區

前民協成員甄啟榮自1994年起當選白田選區區議員，而另一前民協成員吳美則自2003年起當選龍坪選區區議員。在2007年，因應選區重劃，原屬白田選區的白田邨第9-11及13座被劃入龍坪選區，選區更名為「龍坪及上白田」，白田選區則改名為「下白田」選區。吳美遂於「龍坪及上白田」連任，而甄啟榮則於「下白田選區」連任。甄亦於2007年退出民協，期間曾於2008年支持梁美芬參選立法會，又在2011年支持人民力量，立場變得反覆。後來在2011年區議會選舉後，甄啟榮正式加入經民聯，上屆選舉亦以此名義參選連任。然而，甄又在2017年退出經民聯，此後立場被指偏向民主派，包括支持取消區議會授權票制度、否決建制派衛星組織向區議會申請撥款等。在今年6月起的「反送中運動」中，甄啟榮更積極動員街坊參與，及後更以自己的「深水埗區議會房屋事務委員會主席」身份，通過「反送中」動議，為18區區議會首次。至於吳美，過去選舉皆以民協名義參選，但在2016年因不滿前主席馮檢基堅持參選立法會補選而退黨，以獨立民主派身份繼續服務。
過去選舉，吳、甄二人均以大比數擊敗對手連任。今屆二人均競逐連任，甄啟榮亦回復以民主派身份參選。建制派方面，經民聯派出羅國豪挑戰吳美，「下白田」則由上屆參選「龍坪及上白田」選區的工聯會林偉文在得到民建聯的提名下挑戰甄啟榮，同場亦有前熱血公民成員方智龍及自稱民主派的陳澤誠加入戰團。最終吳、甄二人分別以70%及56%選票連任成功。令民主派繼2007白田選區分拆後，再次在白田邨全面執政。

### 九龍城區
上屆基於民主黨候選人未能勝出，民主派只餘下來自民協的區議員，然而2016年立法會選舉後，民協再次失去立法會席位，在失去立法會資源下使得九龍城區民協區議員陸續退出，大多轉為民主黨，然而2018年兩次九龍西立法會補選建制派候選人在九龍城區都能取得領先票數，民主黨能否在此環境中擴展版圖，實屬難料。同時屬本土派的鄺葆賢，在2016年退出青年新政後，與區內組織紅土家合作，被視為一方勢力。今屆本區由廿四席增至廿五席，新的一席設於啟德，民主建制亦有派人參選。
選舉結果顯示，民主派於九龍城區取得15席，建制派則保住10席。以總得票計算，民主派取得76,052票，而建制派則獲得65,955票。其中主席潘國華及副主席左匯雄成功連任，但新一屆區議會未能連任正副主席。
- 馬頭圍（G01）選區

前民協成員莫嘉嫻自從2000年起擔任此區區議員，直至2015年被民建聯邵天虹擊敗。在2017年更加因為不滿馮檢基參選2018年3月香港立法會補選而退出民協，同年轉投民主黨並轉戰其所住的黃大仙區議會瓊富選區進行地區工作。今屆選舉，佔中七警案主角曾健超代表民主派參選此區，對手為尋求連任的邵天虹。結果曾健超以552票之差擊敗爭取連任的邵天虹當選。成功為泛民主派收復四年前失落於建制派的議席。至於莫嘉嫻也成功在瓊富選區當選，從民主黨主席胡志偉手中接棒重返議會。
- 啟德北（G12）選區、啟德東（G13）選區、啟德中及南（G14）選區

由於啟德發展區多幢樓宇相繼落成，人口持續上升，選管會將啟德重新分劃選區。啟德北選區的德朗邨德瑜樓和德珮樓與原啟德南（G13）選區範圍內的德朗邨樓宇合併成啟德東選區，並將煥然壹居劃入啟德北選區，原啟德南區界內德朗邨以南的範圍，則組成全新選區啟德中及南（G14）。上屆選舉於啟德兩區當選的梁婉婷及何華漢，於2016年加入經民聯，並於今屆選舉角逐分別於重組後的啟德北、啟德東選區角逐連任，結果均以超過半數的得票擊敗泛民主派對手成功連任。啟德中及南選區方面，議席由前自由黨青年團團長張景勛及公民黨梁咏欣爭奪，結果由張以200多票之差險勝，令啟德三區成為少數被建制派全面控制的地區。
- 土瓜灣北（G16）選區

李慧琼由1999年起就在此選區勝出，一直擔任區議員至今，今屆選舉遇上前立法會議員梁國雄的挑戰。最後李慧琼以1881票擊敗獲1538票的梁國雄，成功連任。
- 黃埔東（G19）選區、黃埔西（G20）選區

上屆選舉，因傳統泛民棄戰該兩區，傘後團體青年新政派出游蕙禎、鄺葆賢分戰黃埔東西兩個選區，分別挑戰同屬西九新動力的立法會議員梁美芬及時任九龍城區議會主席劉偉榮，結果游以2041票不敵梁美芬的2345票，鄺則以不足50票之差擊敗競選連任的西九新動力的劉偉榮，後者成為當時唯一在選舉中「落馬」的區議會主席。後來鄺於2016年退出青年新政，成為獨立議員。今屆選舉，黃埔東的梁美芬決定不再尋求連任，交棒予經民聯李超宇，並派出西九新動力的鄭曉玲，於黃埔西挑戰角逐連任的鄺葆賢。民主派的代表，於紅磡區土生土長的中醫界選委關家倫，則在黃埔東選區截擊李超宇。結果在黃埔東選區，關家倫以4,595票勝出，打敗得到3,374票的李超宇；黃埔西選區方面，鄺葆賢以大約1800票大幅扔離鄭曉玲，成功連任。
- 紅磡灣（G21）選區

上屆爭取連任的西九新動力張仁康僅以不足100票擊敗工黨新星趙仕信。今屆他交棒予同屬西九新動力的黃馳，遇上紅土家葉健榮和上屆於紅磡選區敗選的前民協成員，後轉投民主黨的任國棟挑戰，民主派陣營內出現了分裂。民主動力為使民主派支持者集中票源，於19年9月29日舉辦了初選，務求選出唯一代表民主派的服務人士。初選結果由任國棟勝出，代表民主派出戰此區，最終以3554票高票擊敗黃馳及另一名獨立人士林紫欣，重返議會。

### 黃大仙區
民主派成功全取黃大仙區所有25個議席。由於黃大仙區地處九龍，不設當然議席，這意味過去被視為工聯會橋頭堡的黃大仙區成為全港十八區唯一完全沒有建制派議員的區議會。以總得票計算，民主派取得107,206票，而建制派則獲得76,719票。
- 龍上（H03）選區

上屆選舉，工聯會林文輝擊敗兩名對手重返議會，由第二次退休的工聯會老將陳婉嫻手上接棒。是屆林角逐連任，民主派區選聯盟的陳俊裕以獨立身份出戰龍上，結果陳以55.4%得票率擊敗競逐連任的林文輝，成為該區成立以來首次由泛民主派人士奪取該選區議席，亦令工聯會失去了該區自成立以來的控制權。
- 鳳凰（H04）選區

此選區由2000年起由獨立民主派陳炎光出任區議員，上屆區選擊敗由委任轉戰直選的時任黃大仙區議會副主席黃錦超而連任。但他於2018年11月被判欺詐罪成，監禁2個月3星期，雖然沒有失去區議員資格，但他決定放棄競逐連任。另一方面，「反自動當選運動」發起人、黃大仙區議員譚香文，於2018年5月向民主動力召集人趙家賢推舉其助理鄭詩陶出選，但一直未有回應，後來於2019年1月，民主動力正式推薦陳炎光友好、民主黨新人鄧惠强落區，建制派則派出報稱獨立的楊諾軒迎戰。結果鄧以2882票、1000多票之差擊敗楊，成功保住民主派在該選區的議席。
- 鳳德（H05）選區

此選區由1999年起由民建聯的簡志豪出任區議員，多屆即使由民主派人士及法團主席挑戰也未能勝出。是次選舉交由他的助理毅越強參選，而民主派派出傘後組織慈雲山建設力量張嘉宜挑戰本選區。
選舉當日，立場新聞記者發現在簡志豪議員的辦公室的助選團在引導長者投票，上前訪問時助選團惡劣態度對待記者。而在立場新聞記者另一方面有日本記者訪問，目睹有旅遊巴不斷接送長者到投票站投票，原來是簡志豪也安排了旅遊巴在硃鳳樓及碧鳳樓接送長者。雖然出現這些情況，但張嘉宜仍以約一千票勝出。
- 東頭（H08）選區

由2008年起連任兩屆、上屆更獲選黃大仙區議會主席的民建聯李德康，遭到任職機場地勤的人民力量成員温子衆首次參選挑戰，結果溫以163票之差擊敗爭取連任的李德康，成為該選區自1991年以來，首個成功當選的民主派人士，也是人民力量首次獲得區議會議席。
- 瓊富（H20）選區

此選區由2000年起由民主黨胡志偉（現任民主黨主席）出任區議員，2012年更當選立法會議員（九龍東）至今。上屆他擊敗工聯會立法會議員黃國健之弟黃鎮健而連任。2019年，胡志偉為專注立法會事務，決定放棄連任，並交棒予前民協主席、後轉投民主黨的莫嘉嫻。上屆區選敗選的黃鎮健，今屆捲土重來。黃曾於2015年底被當區居民Benny揭發曾向街坊派發危險旅行萬能插蘇，被指危及長者安全，令選民不滿。結果莫以5559票擊敗獲3903票的黃，重返議會並由胡志偉手中接棒。
- 彩雲東（H21）、彩雲南（H22）及彩雲西（H23）選區

2003年，當時是前綫成員的黃國桐於彩雲東選區擊敗民建聯的盧兆華當選，令民主派統一彩雲邨。其後黃國桐先後轉投社民連、民主黨，而彩雲西選區議員徐百弟於2008年跟隨前綫重返民主黨，令民主黨擁有彩雲邨三區的議席。2011年選舉，徐百弟被工聯會譚美普擊敗，令民主黨不能全面控制彩雲邨。2015年區選，南區的民主黨沈運華及西區的工聯會譚美普成功連任，但東區的黃國桐被民建聯蔡子健拉下馬。今屆區選，除南區的民主黨沈運華角逐連任外，2011年退下火線、闊別區議會8年的民協廖成利宣佈復出，於東區挑戰蔡子健；於2011年區選於南區交棒予沈運華的陳利成，今屆亦宣佈復出，在西區挑戰現任議員譚美普。結果，除沈運華成功連任外，廖成利及陳利成亦成功擊敗現任建制派議員重返議會，令民主派繼2011年後，再次統一彩雲邨三區。

### 觀塘區
上屆選舉本區與東區一樣，有十人自動當選，然而今屆選舉因應人口增加，增加3席至40席，分別散佈在安達臣發展區及油塘。除民主建制雙方派人開發新選區外，多名民主派素人亦在舊有選區參選，務求突圍而出，打擊建制派地區樁腳。
民主派最終在觀塘區取得七成議席共28席，而建制派則獲得12席，其中新論壇及創建力量全軍覆沒，主席陳振彬及副主席洪錦鉉亦均告落敗。以總得票計算，民主派取得149,092票，而建制派則獲得124,155票。
- 佐敦谷（J07）選區
- 雙順（J09）選區

曾任香港警察員佐級協會主席的陳祖光於本年4月退休後選擇於本區參選，當中針對位於區內全港最大紀律部隊宿舍的順利紀律部隊宿舍票源，同時上屆自動當選的創建力量符碧珍亦爭取連任，形成建制派同室操戈局面，民主派由民協派出年青大律師梁漢祺，寄望能集中民主派票源，從組織嚴密的建制派突圍而出，最後符碧珍以5099票擊敗兩名對手成功連任。
- 秀茂坪北（J12）選區
- 寶達（J16）選區

民建聯洪錦鉉於2007年選舉擊敗時任民主派議員蘇家豪而當選，並於2011及2015年選舉成功連任。由於多年來選區人口均超出法定上限，2015年及2019年選舉，部份寶達邨樓宇先後劃到秀茂坪南（2015年有達喜樓、達信樓、達佳樓三座被劃走，2019年則再將達顯樓劃走）。是屆洪爭取第三度連任，對手是獨立馮家龍，結果馮以五成二得票當選，結束建制派壟斷整個秀茂坪的局面，繼2007年選舉後相隔十二年再次由泛民主派取得議席。
- 廣德（J17）選區

民建聯柯創盛自1999年選舉起，一直連任至今，在過去的三屆選舉更加是自動當選，而在2016年香港立法會選舉，更從九龍東地方選區以最高票當選，成功從陳鑑林手中接棒。而他在立法會選舉的對手人民力量譚得志（快必）自從落選以後，一直在九龍東進行地區工作。在反送中運動爆發以來，譚得志為了阻止建制派自動當選，決定空降該區挑戰尋求連任的柯創盛。結果柯創盛僅僅以187票之差險勝譚得志，為民建聯僅有兩位能夠成功連任的立法會議員。
- 栢雅（J21）選區

工聯會何啟明於2011年選舉擊敗獨立民主派鄧志豪而當選，並於上屆選舉成功連任，其後於2016年立法會選舉中獲工聯會提名參選勞工界功能組別而自動當選，成為雙料議員。今屆選舉，時任興田選區區議員民主黨的陳汶堅以及獨立民主派、時任康栢苑業主立案法團成員陳宇明有意挑戰尋求連任的何啟明。兩名民主派人士亦就是次選舉委託啟田連儂放映會以及凝聚觀塘合辦2019區議會選舉栢雅區民主派初選，初選結果由陳汶堅勝出。結果陳汶堅以749票之差勝出是次選舉。成功為泛民主派收復自2012年失落於建制派的議席，而陳汶堅原本於興田選區的議席由其社區助理的葉梓傑亦成功接棒。
- 麗港城（J27）選區

上屆選舉，爭取連任的建制派議員，創建力量鄧咏駿以三千餘票，五成五得票擊敗公民黨的譚文豪成功連任。由於公民黨視譚文豪為2016年接替梁家傑九龍東立法會議席人選，是次參選被當作熱身賽，不過譚亦成為上屆最高得票的落選人，隨後亦在2016年立法會選舉接棒梁家傑成功，成為立法會議員。
但今屆選舉，麗港城居民大多不滿鄧咏駿近年表現，鄧不但多次發表文章攻擊麗港城業主委員會，甚至鮮有看見進行地區工作。原本鄧欲交棒給其社區主任張洛淋，直到選舉倒數近一個月，鄧表示不滿黨友何君堯作風而退出新世紀論壇，同時宣布其本人繼續參選，隨後更被揭其亦曾為四川省政協委员，此舉亦令麗港城居民民心思變。選前最後一星期內，亦繼續抹黑對手，甚至被懷疑教唆其中一座別管理員從各住戶信箱抽起對手宣傳單張。
公民黨則派出社區主任李煒林參選，最終一擊即中，以6450票擊敗鄧咏駿，中止鄧成功連任，鄧亦比上屆少140票。李煒林首度參選，更創下多個紀錄，他成為全港452個選區當選人中第三高票、港九市區最高票選區當選人以及觀塘區最高票選區當選人。
- 曉麗（J30）選區

上屆選舉爭取連任的建制派議員，創建力量蘇麗珍以三千餘票，約六成得票擊敗泛民區選聯盟的馮國強，本選區亦加上連續多屆區議會選舉民主派派人參選均落敗。今屆截至同年6月，此選區一直只有蘇麗珍欲爭取連任。到了七月，反自動當選運動張隆和居民組織曉麗新動力張敏峯兩人展開在此區的服務，出現了「撞區」。為解決衝突，雙方曾多次交涉，最終同意召開居民大會。部分媒體也有報導，舉辦初選讓居民選出在此區服務的民主派人士，惟張隆及「反自」一度被指單方面「反口」。最終居民大會如常於8月25日舉辦，張隆於大會上宣布辭任曉麗社區幹事，衝突終告一段落。最終張敏峯以5470票高票擊敗獲3644票的蘇麗珍，終結其控制該區長達20年的局面，張亦成為該區歷來首位民主派區議員，亦是打破本選區連續多屆區議會選舉民主派多次參選而落敗的魔咒。
- 月華（J32）選區
- 協康（J33）選區

### 荃灣區
民主派於荃灣區取得16席，建制派取得2席，中間派取得1席。其中民主黨與公民黨各取得3席，同時成為最大黨。而民建聯及新社聯慘遭清檯，原區議會主席黃偉傑亦大比數敗給素人劉志雄牧師。民主派於荃灣區的總得票為64,645票，建制派奪得48,053票。
- 德華選區（K01）

上屆選舉，報稱獨立，實為建制派組織社區18的羅少傑自動當選。今屆選舉前約一年時間，素人楊春橋開始落區，被外界視為欲挑戰羅。但同年6月尾，楊被揭發在網上眾籌平台「Go Get Funding」中擅自取用「LIHKG Party」（連登黨）的名義，發起眾籌組政治團體，在今年區議會選舉中針對「白區」參選。此舉引起不少網民不滿，「連登」的管理團隊亦發表聲明，表示未曾發起過任何眾籌活動，亦無意籌組政黨。在壓力下，楊在其Facebook專頁宣佈結束眾籌，並向所有人致歉，指相關捐款已捐予慈善團體會，其後更疑似刪除其Facebook專頁。之後一段時間，素人組織荃民議政的劉肇軒開始落區，但楊亦被網民指出他欲「復出」，最後劉肇軒以200多票差距將羅少傑拉下馬。
- 楊屋道（K02）、荃灣南（K03）選區

2018年選舉管理委員會因應原有德華、楊屋道及荃灣西選區在2019年的預計人口均會超出法例許可的上限，需要增加新選區以吸納超出的人口。當中原楊屋道區界內爵悅庭的位置劃出新增選區，並吸納德華選區的萬景峰及荃灣西選區的御凱及環宇海灣，組成新的荃灣南（K03）選區，使各選區人口調整到法例許可幅度之內。由於新增席位影響到 民建聯立法會議員兼楊屋道區議員陳恒鑌，陳有意轉到該區，但最終陳恒鑌宣佈不再連任，改由徒弟伍俊瑜參選原有楊屋道（K02）選區，對手是傘兵成員荃灣社區網絡的林錫添，後再有獨立人士黃晚就加入戰團。最後林錫添以2788票擊敗獲2614票的伍俊瑜當選，黃晚就只得108票。
至於新增的荃灣南（K03）選區， 民建聯在此區派出出任香港航空國際事務總經理的陳，同樣兼任立法會議員及荃灣區議員的田北辰所創立的實政圓桌，亦派出馬庭熙出選此選區，並試圖增加實政圓桌的議席，出現了建制派互相「撞區」局面。另外民主派的公民黨亦派出報稱任職補習老師的陸靈中出選。最終陸靈中取得逾半票數的3,261票，擊敗兩位建制派候選人而成功當選。
- 海濱（K04）選區

鄒秉恬自從1991年選區成立以來，則一直擔任該區區議員至今，上屆區選以721票之差擊敗第二次在該區參選的對手新界社團聯會鄭柏強。不過鄒在本屆任期內提出沙灘「限奶令」引起公眾熱議。前學聯副秘書長岑敖暉自從朱凱廸在2016香港立法會選舉當選以後，便擔任朱的議員助理，後來更組成朱凱廸新西團隊進行選舉工作。而岑也選擇在本區參選，有鑒於朱凱迪在早前的村代表選舉被指不擁護基本法而被取消資格，再加上岑的身份被視為遭取消資格的高危人選。有見及此盟友陳宇希也被安排同時參選並率先獲得確認參選資格，而遲遲未獲確認參選資格的岑敖暉也在提名期最後階段獲得確認。而建制派亦繼續上屆不支持鄒的方向，由新界社團聯會則派出莫遠君參選，鄒秉恬也報名爭取連任。形成罕有的「二非建制對二建制」局面。結果，岑敖暉得到5113票，以大約五成七的票數大比數擊敗其餘三名對手當選，結束了鄒28年的區議員生涯，自從選區成立以來首次出現議員更替，也是首次由泛民主派人士奪取該選區議席。
- 荃灣中心（K07）、愉景（K08）、荃威（K15）選區

荃景圍三個選區，繼上屆區選後，今屆繼續上演泛民建制兩派對壘的戲碼。
上屆區選，立法會議員田北辰以新民黨身份，於愉景選區（K08）擊敗曾為「無間道」的前助理、工黨的趙恩來而連任。2018年田退出新民黨，與其他新界西區議員組成實政圓桌，並於是屆區選角逐連任，趙則轉到荃威選區參選。2019年，在反對逃犯條例修訂草案運動的風潮下，曾為九巴女車長葉蔚琳的工運做幕後軍師的劉卓裕成為「自由系」的成員和荃民議政愉景區社區主任，並參選是屆區選，挑戰田北辰。結果劉以4498票擊敗獲3084票的田北辰而當選。
在荃灣中心選區，上屆民主黨李洪波以161票之差，二度擊敗民建聯曾大成功連任，今屆選舉二人第三次對壘。結果李洪波第三次擊敗曾大成功連任，因投票人數大幅上升，二人票數差距比起上屆擴大至1408票。
荃威選區自1982年成立以來，一直被建制派所控制，上屆民主黨王銳德以1千多票之差不敵新界社團聯會林婉濱。上屆敗於田北辰的工黨趙恩來，今屆轉戰其居住的荃威選區，挑戰林婉濱。由於荃威花園業主立案法團在2015年底成功變天，而趙恩來亦當選法團秘書，使林婉濱經常以區議員身份與法團就區內問題唇槍舌劍，不過即使趙恩來在川龍的票站以12票之差落後，但是受惠於在荃威花園票站的大幅領先。趙仍以接近一千票差距擊敗林婉濱，令荃景圍三個選區全由民主派控制。

### 屯門區
今屆區選，因應屯門東南的掃管笏有大量私樓入伙與及位於屯門西北的欣田邨落成，分別增設掃管笏以及欣田兩個新選區，民選議席總數增至31席。民主派最終於屯門區取得28席，建制派則保住3席，其中民建聯僅奪得欣田選區一席以及工聯會僅奪得景興一席外，新社聯全軍覆沒，而時任區會主席梁健文及副主席李洪森亦均告落敗。以總得票計算，民主派取得超過六成選票共126,954票，而建制派則合計獲得80,079票。
- 屯門市中心（L01）選區

歐志遠於1994年起連續五屆連任當區區議員，上屆他擊敗獨立人士、屯門市廣埸一期業主立案法團主席趙金滿而連任。今屆歐氏與民主黨立法會議員鄺俊宇團隊成員黎駿穎爭奪本區議席。另外選區重劃，原選區內明藝街以北的樓宇轉編入新墟選區。結果黎駿穎以超過六成得票當選，結束歐志遠25年的區議員生涯。
- 友愛南（L05）、友愛北（L06）選區

上屆兩個選區分別由民建聯曾憲康及工黨譚駿賢，分別擊敗人民力量錢寶芬及民建聯陳雲生而勝出。譚上任後已表明，下屆將不再尋求連任，並邀請當時還是大學生的林明恩和林健翔加入，一同落區從事地區工作，預備接棒。今屆區選，林明恩和林健翔分戰友愛北、南選區，二人分別遇上民建聯新人葉俊遠及尋求連任的曾憲康。最後林明恩和林健翔均以接近1700票之差擊敗民建聯對手而當選，友愛兩個選區繼2011年區選後再次由同一政黨控制，不過是次為民主派。
- 掃管笏（L12）、三聖（L13）、恆福（L14）選區

2018年選舉管理委員會因應三聖及恆福選區在預計2019年人口均會超出法定上限，故增加新選區以吸納超出的人口。當中原恆福區界內掃管笏一帶劃出新增選區，吸納三聖選區小欖青山公路以北依山一帶，組成掃管笏選區。新選區由民主黨派出前深水埗區議員、後改於屯門區落戶的馬旗出選該新選區；建制派方面，新民黨和實政圓桌分別派出陳家正及劉啟文出選，出現「二建制對一泛民」的局面。結果馬旗在兩名建制派對手內鬥下以超過五成的得票率當選，闊別16年後重返議會。
原有的三聖選區，在選前一年，有傳新民黨主席葉劉淑儀會空降該區，接替年齡接近80歲的現任議員蘇炤成（現時唯一由首屆區議會透過直選連任至今）出選，以便爭取區議會議席，以區議會（第二）功能界別出選立法會議員，但最終卻沒有參選，繼續由蘇炤成爭取第十度連任。反對逃犯條例修訂草案運動爆發後，「光復屯門」發起人、「立言香港」委員巫堃泰決定參選該選區，挑戰蘇炤成，選前他指出「我估計蘇炤成有心交棒畀葉劉，疏於其他區事務。除了三聖邨以外，青山公路至轉車站的範圍，真的好像沒有區議員一樣。」。結果巫堃泰以600多票差距，成功阻止蘇炤成第十度連任，亦象徵再沒有由第一屆區議會成立起仍能成功透過直選而連任的議員。
而恆福選區現任議員民主黨朱順雅於今次區選爭取第二度連任，遇上曾出任民建聯社區主任、報稱獨立人士的方淳恩，最後朱以超過66%的得票率成功連任，令屯門東南三區首次全由泛民主派控制。
- 湖景（L17）選區

梁健文於1991年區議會選舉首次當選，後來加入民建聯，每隔一屆便在無其他候選人的情況下自動當選。上屆區選他以405票之差擊敗「傘兵」周啟廉而連任，期後更當選為屯門區議會主席。是屆二人再次爭奪同一議席，此時周啟廉已經加入民協並出任社區主任，與區內另外兩位黨友於屯門南的區議員甄紹南及楊智恆一同落區。結果在投票人數大幅上升情況下，周以3724票、高達68%得票率，終結梁健文長達28年的區議員生涯。連同已成功連任的民協甄紹南及楊智恆、於悅湖選區新當選的民協秘書長黃虹銘，以及在樂翠選區擊敗何君堯的民主黨盧俊宇，令泛民主派全面控制屯門碼頭一帶的選區。
- 樂翠（L20）選區

今屆區選，此選區和上屆一樣，成為重點關注的選區。上屆區選，時任屯門鄉事委員會主席兼當然議員的前香港律師會會長何君堯，失去當然議員身份而轉戰參選此選區，挑戰時任議員民主黨何俊仁，再加上熱血公民鄭松泰及三名其他對手，出現六人大混戰，結果何君堯以2013票擊敗1736票何俊仁，成功轉戰為直選議員，更於2016年憑直選當選立法會議員（新界西）。上屆區選曾為陳樹英出選兆康選區作助選團的盧俊宇，於2018年加入民主黨，並在該區開展地區工作。是屆區選，盧參選挑戰現任議員何君堯。此選區亦因為何君堯的爭議言行，及何君堯捲入7月元朗襲擊事件、被母校安格里亞魯斯金大學褫奪名譽博士學位等爭議，成為不少傳媒關注的重點。其中盧俊宇多次受到死亡恐嚇及跟蹤。盧俊宇及其的義工，於開設街站時，更曾多番被強扯上衣及呼喝，拳打腳踢，逾時至少一分鐘。盧曾報警處理，但警方未有正視。至投票日前夕，盧俊宇再次向傳媒披露，他持續收到不明來歷的電話轟炸，直指有關行為。旨在影響其選舉工程，阻礙他與選民及傳媒接觸。至投票日，英國保守黨人權委員會委員兼上議院議員奧爾頓勛爵（Lord Alton of Liverpool）來港親到屯門區，向何君堯表示有份促成其「DQ」博士學位。最後，民主黨的盧俊宇以3839票勝出，擊敗獲得2626票、競逐連任的何君堯，報稱無政治聯繫的蔣靖雯獲得56票。盧俊宇的勝出，更令民主黨成功收復前一屆被何君堯勝出的選區失地。
- 兆康（L27）選區

上屆區選民建聯巫成鋒以410票之差擊敗連任逾20年的民主黨陳樹英而當選，今屆選舉為上屆翻盤，為二人第三度在區選之中爭奪同一議席。結果陳樹英以3784票、以845票之差擊敗巫成鋒，成功奪回上屆敗選的議席並重返議會，陳其後更獲選為新一屆區議會主席。

### 元朗區
基於人口增加，今屆本區增加四席，當中元朗市一席、天水圍一席、洪福邨一席、十八鄉一席。民主派最終於元朗區獲得33席，包括天水圍區的17席。而親建制的鄉事派人士則在鄉郊地區保住6席。傳統建制派政黨在元朗區全軍覆沒。以總得票計算，民主派取得134,124票，而建制派則獲得104,569票。
- 元龍（M04）選區

上屆區選，兩名由委任轉戰直選的末代委任議員王威信（新民黨）及莊健成（經民聯）對決，結果王威信以88%得票率勝出，由委任轉型直選議席，其後更連任元朗區議會副主席。後來王威信因未獲支持參選立法會，退出新民黨並轉投經民聯，並於今屆區選角逐連任。2019年7月21日元朗襲擊事件發生後，王威信被發現當時出現在元朗站現場，懷疑是襲擊市民的暴徒同伙，而且於區議會大會投棄權票放棄調查事件，令選民對其徹底失望，引致中文大學學生會前會長兼學聯前常委張秀賢空降此區挑戰王威信。除張、王二人外，另一名獨立人士周樂寧亦有角逐。結果張秀賢以3177票擊敗獲2281票的王威信，終結後者長達12年（8年委任、4年直選）的區議員生涯，周樂寧只獲7票，為是屆區選得票最低的參選人。
- 北朗（M08）選區

上屆選舉，民主黨鄺俊宇以877票之差擊敗民建聯黃玉珍成功第二次連任，在2016年香港立法會選舉更加從區議會（第二）功能界別得到超過49萬票首度晉身立法會，成為雙料議員。在反對逃犯條例修訂草案運動爆發以後，鄺多次親自向抗爭第一線慰問示威者送上關懷和慰問，負責調停警方與示威者之間的對立關係。使其知名度急升。在本屆選舉，本區都份範圍改劃為元朗東頭選區，而北朗選區恢復由朗屏邨所組成，有關改動被指務求使鄺連任失敗，失去其參選「超級區議會」的資格。結果鄺俊宇仍然以1798票之差大勝對手譚煒霖，成功第三次連任並保住超級區議會的入場券。
- 屏山南（M13）、洪福（M14）選區

洪水橋新市鎮首個公共屋邨洪福邨於2015年7月落成入伙，但由於選區劃界以區議會選舉當年6月的估計人口制定，因此上屆區議會選舉，洪福邨並沒有獨立成新選區，而保留在屏山南選區內。而時任屏山南區議員新界社團聯會張木林在無人競爭的情況下自動當選，由於洪福邨範圍預料將於下屆選舉劃出選區，在建制派的龐大資源下，民建聯新界社團聯會所提名的徐君紹在得到屏山南時任議員在邨內開設辦事處之下服務洪福邨以作準備。為阻止建制派自動當選，朱凱廸新西團隊派出陳樹暉於2018年起服務洪福邨，同時派出梁德明服務屏山南，力圖挑戰鄉事派勢力。
2018年，選舉管理委員會因應洪福邨落成，以原屬屏山南的洪福邨範圍也一如所料劃出洪福選區。與此同時，屏山南區議員張木林放棄連任。並改為派出其子張偉琛服務屏山南。結果在洪福選區，陳樹暉在三人混戰下以154票險勝主要對手徐君紹。成功當選為該區首任區議員，至於鄰近的屏山南選區，梁德明則大約900票之差擊敗張偉琛，兩人同時為民主派首度攻下屏山一帶的鄉事派重鎮。
- 天恒（M32）選區、宏逸（M33）選區

自從天恒選區於2004年成立以來，一直都是由工聯會陸頌雄出任，上屆選舉以1400票之差擊敗兩名對手成功連任。至於鄰近的宏逸選區，同屬工聯會成員的姚國威則在上屆選舉自動當選。當中陸頌雄更加於一年後獲工聯會提名，於勞工界功能組別出選，成為立法會議員。不過任內在立法會的激進作風也受到爭議。上屆於天恆選區落敗的傘後組織「天水圍民生關注平台」成員王百羽繼續服務天恆邨，與此同時，俊宏軒居民巫啟航也加入組織，並於鄰近的宏逸選區服務。
在反對逃犯條例修訂草案運動爆發以來，有鑒於王百羽及巫啟航本土派的身份被視為取消資格的高風險人士，因此兩人分別派出陳嘉進及關嘉麗作為兩人的後備方案。當中巫啟航更收到來自選舉主任的信件，詢問其政治立場，不過最後王百羽及巫啟航提名最終獲得確認有效。值得一提的是，天恒選區在今屆選舉中18-35歲選民人數大幅增加1033人，為各選區新增該年齡層選民人數第二位。至於兩名現任的工聯會區議員同時競逐連任，連同報稱獨立的陳志成及曹健科分別出戰天恆選區以及宏逸選區。兩個選區同時出現四人混戰。結果王百羽則以6,004票打敗得到3,731票成功擊敗陸頌雄當選。更加成為元朗以及新界西票王，至於巫啟航則以5,100票打敗得到2,849票的姚國威，為本土派成功在天水圍北建立勢力。
- 新田（M36）選區

於本年七月補選得到大比數票當選的文家駒未有競逐連任，引來四名不同背景人士參選，當中現任新田鄉委會副主席文貴旗屬新興鄉事勢力，參與何君堯牽頭新界關注大聯盟的周振勤，代表激進親中勢力，前新田鄉委會主席文富穩屬傳統鄉事勢力，而徐啓龍則代表泛民。然而文周三人於補選中皆支持文家駒，加上鄉村宗族外人難以打入，內部競爭非常激烈，即使徐啓龍代表泛民亦未能佔有優勢。結果文富穩以2257票擊敗其餘三名對手勝出。
- 八鄉南（M39）選區

上屆選舉，朱凱迪以土地正義聯盟名義從八鄉北轉戰八鄉南選區，對上新界社團聯會支持的黎偉雄，結果由黎偉雄以2,872票多於朱凱迪的1,482票當選。即使朱凱廸在上屆選舉落敗，但是在一年後的2016年立法會選舉在新界西選區中獲得84,121票當選為立法會議員，更成為當屆選舉地區直選組別票王，隨後更組成朱凱廸新西團隊於新界西各地進行地區工作。
有鑒於朱凱廸於2018年12月參選2019年元朗八鄉元崗新村居民代表時被裁定提名無效，再加上在選舉工程期間被選舉主任去信質疑其參選資格，因此派出同屬朱凱廸新西團隊的徐卓然為後備，結果朱凱廸未被取消資格。最終選舉由黎永添擊敗朱凱廸，未能報復上屆選舉落敗之仇，不過差距由上屆的1,390票，縮窄至今屆的364票。

### 北區
民主派在北區總共取得74114票， 而建制派取得53951票。民主派在北區取得15席，建制派則取得3席。
- 祥華（N03）選區

上屆選舉，民主黨與傘兵組織「北區動源」於協調選區上出現爭執，民主黨的陳旭明與北區動源的黃嘉浩同時參選，挑戰競逐連任的葉曜丞，結果陳以104票之差擊敗黃，繼2007年後再次由民主黨取得議席。今屆選舉，已退出北區動源的黃，以獨立無黨派的身份，再度與競逐連任的陳對壘。而黃在是次選舉中，亦都加入了另外8位受反對逃犯條例修訂草案運動啟發而決定參選北區區議會其他選區的政治素人所組成的「北區連線」。至於建制派方面，則有民建聯成員林智洋出選此選區。結果黃只得1,381票，得票率更比上屆少近一半；而陳則以4,446票擊敗兩名對手成功連任，得票率比另外兩名對手的總和還要高。
- 欣盛（N06）選區

民建聯劉國勳於2007年選舉中，擊敗時任議員劉德昌而當選區議員，隨後在翌屆選舉（2011年）中以高票連任，成為區議會選舉歷來得票最高的候選人(然而相關紀錄在本屆選舉被打破)，上屆（2015年）在無對手情況下自動當選，翌年（2016年）更循區議會（第一）功能界別當選立法會議員。今屆選舉，劉爭取第三度連任，遇上於2018年開始在此選區服務，居於選區內的昌盛苑、曾任幼稚園教師，後加入新民主同盟陳惠達議員辦事處出任社區主任的該黨成員林淑菁挑戰，被形容為「打大佬」。最終林以5,939票擊敗獲4,329票的劉而當選，劉宣告連任失敗，意味著劉不能在下屆立法會選舉中循區議會（第一）功能界別競逐連任。劉國勳落敗後，並視為2003年香港區議會選舉葉國謙落敗的翻版，不過劉國勳也成為了區議會選舉史上得票最高的落選人。
- 盛福（N08）選區

在上屆選舉自動當選的工聯會溫和達爭取第三度連任；對手分別是自反對逃犯條例修訂草案運動起一直活躍於粉嶺站連儂牆的呂智恆、以及於同年才加入新民主同盟，於2000年代上旬曾任同區華明選區區議員的民主黨及新思維前成員黃良喜。而呂早於同年5月向民主派一方了解過此選區將會成為「白區」（未有任何民主派人士參選），並向新民主同盟范國威表示自己有意參選此選區，惟同年7月新同盟更派出黃到此選區進行社區服務，呂更在選舉期間於Facebook撰文提及自己決定選擇參選此選區的經過，更暗批黃拒絕參加此選區民主派初選，以及基於黃的往績，不應由黃代表民主派出選此選區；而黃亦在Facebook發帖反駁，指呂選擇性引用資料及數據攻擊自己，表示呂因此破壞了初選的互信基礎，令到民主派初選難以進行。最終呂與黃就協調參選是次選舉的事宜談判破裂，雙方決意繼續競選工程的情況下，由溫以約四成二得票率，約500多票之差擊敗呂成功連任；惟呂與黃兩者的合共得票數目，還要比溫多出約1,200多票。同時令新民主同盟未能爭取20人全勝不敗紀錄。
- 彩園選區（N12）、石湖墟選區（N13）

該兩個選區長年受到水貨客走私問題困擾，成為選區重要焦點。上屆選舉，民建聯時任議員蘇西智（彩園）及王潤強（石湖墟），分別遭到北區水貨客關注組的梁金成（金金大師）及民主黨林卓廷挑戰。結果在彩園選區方面，蘇西智擊敗梁金成成功第五度連任；但在石湖墟選區方面，王潤強則遭林卓廷擊敗。翌年立法會選舉，林更成功當選，成功由劉慧卿手上接棒。林當選立法會後，於2018年派出新人經營彩園選區，進一步拓展勢力。在選前數年，外界一直認為蘇西智將交棒予助理劉鎮海，但劉最終未有報名參選，繼續由蘇爭取第六度連任，與民主黨林子琼對決；而在以往多屆選舉中在彩園選區與蘇對壘的黃成智，亦再度參選該選區，並以無黨派身份參選。而林卓廷亦於是次選舉角逐連任，遭到新民黨派出新人孔永業挑戰；而梁金成提名期間曾表示爭取提名報名參選彩園選區，最終他在鄰近的石湖墟選區參選，主要原因是梁不滿林卓廷在任內只傾重其立法會議員的職務，從而忽略了選區內的水貨客走私問題，違譽了上屆選舉的競選承諾，而作出挑戰。結果在彩園選區方面，林子琼取近四千三百票，以近千票差距擊敗蘇當選，結束蘇25年的區議員生涯；而黃在政治影響力自2015年因支持政改方案而遭民主黨開除黨籍後，經已今非昔比的情況下，僅得177票。至於石湖墟選區方面，林卓廷取近四千票，以1,300票差距擊敗孔成功連任，而梁只獲469票。
- 皇后山選區（N18）

民建聯鄧根年於1988年起在此選區出任區議員，在2003年選舉因七一效應敗於王金生，並於翌屆選舉（2007年）成功重返議會，並一直連任至今，上屆更在無對手情況下自動當選。今屆選舉，居於選區內的北區連線成員羅庭德（其兄為元朗屏山北選區候選人羅庭輝）參選挑戰鄧根年，另有獨立人士鄧振健加入戰團。由於政府決定發展皇后山，前皇后山軍營部分土地正興建公屋皇后山邨及居屋山麗苑，預期當區人口將大幅上升，加上選區內鄉郊人口增長，發展及保育成為該區選舉重要議題。最後羅以2,969票擊敗兩名對手當選，令民主派首次取得此選區的議席。

### 大埔區
去屆選舉，民主派於大埔區議會合共只取得6席，議會繼續由建制派把持。民建聯黃碧嬌更接替退休的張學明當選為大埔區議會主席。選舉後六位民主派區議員合組成大埔民主聯盟，於議會內外合作抗衡親政府勢力。
今屆選舉，因應政府重劃選區邊界，水圍及帝欣苑從康樂園選區改劃入寶雅選區，大埔頭亦歸於舊墟及太湖選區內。由於此兩選區均由民主派控制，政府此舉被認為是針對民主派的選情。逃犯條例修訂風波爆發後，大埔民主聯盟組成了一條17人的推薦名單，包括了四名新民主同盟成員及四名區政聯盟成員），劍指大埔區議會，以圖取得過半議席。建制派方面，民建聯派出7人參選，其中有4人為爭取連任。而工聯會、新民黨及經民聯也有派員參選，其餘數名鄉事派議員亦競逐連任。
投票結果顯示，民主派在大埔區奪得61.2%的選票，合計為82,172票，而建制派則取得52,081票。大埔民主聯盟中有16人當選，其餘所有席位亦由非建制派勝出，大埔區議會十九個民選議席悉數由民主派掌握，親建制派只能依賴當然議席保住兩席，使大埔獲得「大黃埔」之稱。值得一提的是，今屆區議會第一大黨民主黨於大埔區並無派人參選，亦因此未取得任何議席。
- 頌汀（P02）、大埔中（P03）選區

去屆選舉，民建聯譚榮勳於頌汀以不足一百票優勢成功連任，至於大埔中則由1994年起一直由民主派控制，去屆由民主黨區鎮樺以五成票數險勝兩名對手連任。今屆選舉，兩名議員繼續尋求連任，去屆落敗的梅少峰於大埔中捲土重來，挑戰於2018年脫離民主黨、改組區政聯盟的區鎮樺；而譚則遇到區鎮樺助理、去屆於宏福選區落敗的文念志挑戰。在11月2日維園民主派區議會選舉集會中，文念志被警方以非法集結罪名拘捕，使其備受關注。選前不足兩星期，警方亦多次於大埔太和路（屬大埔中選區）及安祥路（屬頌汀選區）施放大量催淚彈，嚴重影響附近居民健康及安全狀況，有分析指此情況使當區民主派得票率上升。結果在超過七成的投票率下，文、區二人均以逾六成得票壓倒民建聯的對手，雙雙取得議席。
- 富亨（P05）選區

去屆選舉，創新大埔的任萬全以7成得票大勝原任議員、受貪污醜聞纏身的民建聯王秋北，成功當選區議員。2017年，時任業主立案法團主席重新任命舊管理公司高層、又解僱八位不聽命的委員，引起居民不滿。有指居民當時曾向任萬全求助，而任卻以區議員於法團事務中立原則而婉拒。一直活躍邨內事務的亨翠樓互助委員會主席何偉霖遂組織居民，再度推翻法團。今屆選舉，得到大埔民主聯盟支持的任萬全繼續競逐連任，遇上何偉霖，以及去屆於將軍澳環保南選區慘敗的民建聯胡綽謙挑戰。因為何任二人政治光譜同屬民主派，此區的選情一直備受關注。選前何任二人的支持者一直爭論不休，任萬全被居民指責工作懶散，對法團事務亦漠不關心，使富亨居民對其不滿；而何亦被蒙上「𠝹票」之名。最後，何偉霖以4成得票壓倒其餘兩名候選人成功當選，使民主派於「撞區」的情況下仍然力保不失。而任萬全則成為民主派爭取連任的區議員當中唯一落選者。
- 西貢北（P19）選區

西貢北為全港陸地面積最大的選區，幅員廣闊，村落分散。上屆選舉，西徑村原居民、經民聯成員李華光以20票之差，擊敗西貢北鄉事委員會副主席李貴有，成功由連任七屆後退下來的何大偉接棒。是屆李華光競逐連任，對手是西貢鄉民譚爾培，由於譚參加戴耀廷的風雲計劃，被建制派媒体文匯報稱為「港獨」分子。譚爾培並無政黨背景，卻很集中關注連結社區，改善交通擠塞，與及提倡可持續發展環境生態等議題。最後譚爾培以2730票擊敗獲1964票的李華光當選，令泛民主派首次在該區取得議席。

### 西貢區
扣除鄉郊選區及由鄉事委員會主席擔任的當然議席，民主派加上中間派專業動力後能夠與建制派抗衡，使建制民主兩派在將軍澳新市鎮一帶選區爭持激烈。繼專業動力上屆派員參選鄉郊選區後，今屆亦有親民主派素人參選，使全部選區都可以投票。基於人口增加，今屆本區增加兩席，然而其中一席卻分配到人口沒有上昇的將軍澳北範圍內，使得以將軍澳南起家的中間派專業動力派人參選相關選區。另一方面，將軍澳南民主連帶本土陣營因多區參選問題內訌（尤其是以民主黨黨內，原有前綫派柯耀林為首的將軍澳民生關注組和立法會議員林卓廷之間的矛盾最為嚴重），其中屬原有前綫派的民主黨員於2018年退黨，其後成立區政聯盟，成為繼新民主同盟之後第二個以新界東為基地的民主派組織。投票結果顯示民主派在西貢區奪得26席，合計約11.8萬票，建制派獲得6.4萬票但一無所獲，而中間派候選人則取得約1.6萬票共保住3席。
- 西貢市中心（Q01）選區、白沙灣（Q02）選區、西貢離島（Q03）選區

西貢市中心及鄰近的兩個鄉郊選區，自1982年成立以來均為鄉事派及建制派所壟斷，上屆選舉曾有專業動力的候選人章士傑及浦偉明，分別挑戰西貢市中心及白沙灣選區的現任民建聯議員吳仕福及邱戊秀，但結果失敗；至於西貢離島選區，上屆民建聯現任議員李家良則在無對手情況下自動當選。是屆選舉，得到泛民主派支持的素人梁衍忻及陳嘉琳，分別於西貢市中心及西貢離島選區，挑戰角逐連任的吳仕福及李家良；白沙灣選區方面，由本身是原居民、曾參與2013年葵青貨櫃碼頭工潮的工黨成員何偉航，挑戰接棒邱戊秀的民建聯前委任議員陳權軍。梁、陳及何三人更與參選大埔區議會西貢北（P19）選區的素人譚爾培，組合為「西貢鄉民」組織，以便聯合拉票。結果民建聯於西貢此三個選區全數宣告落敗，梁、陳及何三人同以過半數得票率勝出，三人均成為所屬選區自成立以來首位非建制派區議員，也令工黨首次取得西貢區議會議席，亦打破由首屆區議會，鄉事派和建制派壟斷西貢鄉郊達37年的局面。
- 彩健（Q06）選區

由2004年起已經在該區連任三屆的現任議員何民傑，上屆區選以超過六成得票率擊敗民建聯的吳東河而連任。2016年，何民傑獲林鄭月娥邀請出任競選顧問，政治立場亦由中間派漸變成建制派。是屆他爭取四度連任，遇上多名對手，其中泛民主派有兩名候選人，包括將軍澳民生關注組黃炳雄（前何民傑議員助理）及將軍澳青年力量陳緯烈，民建聯戴家柱再次上陣，加上黃恩琪參選，形成五人混戰。最後陳緯烈以55%得票率（4724票）勝出，何、戴兩人則分別得近二千票和千三票。
- 海晉選區（Q10）、寶怡（Q11）選區

港鐵將軍澳站以南的地區，在2010年代開始，不同的屋苑陸續落成。2018年選舉管理委員會因應因應原有寶怡選區在2019年的預計人口均會超出法例許可的上限，故此需要增加新選區以吸納超出的人口。當中原區界內唐賢街、翠嶺路、寶邑路、唐俊街、至善街以南位置劃出新的海晉選區。是屆選舉，出現五人大混戰的局面，當中包括無黨派劉偉卓、將軍澳民生關注組趙志民、新民主同盟黎煒棠、無黨派何金榮以及專業動力林樂儀均有參選。最後新民主同盟黎煒棠以2099票，大勝另外四名對手而當選，投票率更高達84%，為是次區選投票率最高的選區。
至於原有的寶怡選區，已退出民主黨、後加入區政聯盟的謝正楓競逐連任，連續兩屆競逐失敗的工聯會改派朱琳參選，同時區內智庫組織專業動力派出黃向賢參選，希望擴闊該組織於將軍澳南的版圖。最終謝氏奪得4121票，擊敗工聯會及專業動力的對手，成功連任。
- 尚德（Q14）選區

工聯會簡兆祺於2012年起出任該選區議員，上屆區選他擊敗「福建幫」尚美樓互助委員會蔡乾正（獲前民建聯區議員陸惠民支持）及人民力量黃輝而連任。今屆區選，將軍澳民生關注組原本擬派出葉嘉榮參選，被現任區議員簡兆祺多番控告及與其官司不斷的情況下，葉最後被判敗訴以及耗盡財產無法向簡賠償及支付官司費用，被法庭宣布破產而無緣是屆區選，令其組織改為派出年僅21歲的李嘉睿挑戰爭取連任的簡兆祺。由於區內長大的年輕票源逐漸形成，在2016年立法會新界東補選，該區為本土派候選人梁天琦唯一勝過泛民主派候選人楊岳橋的區，使區議會層面的競爭也非常激烈。結果在投票日，尚德票站的投票率高達68％，而最終李亦以5585票，即61％得得票率，擊敗尋求連任的簡兆祺，其得票量亦遠高簡氏2085票，成為自該區自創立以來，首位非建制派當選人。由於工聯會在西貢區議會選區的其餘候選人全數落敗，是次選舉結果象徴工聯會於西貢區議會「全軍覆沒」。
- 廣明（Q15）選區

2011年區選，民建聯莊元苳在選區出現六大人混戰情況下，以五成半得票擊敗時任議員、民主黨的柯耀林而當選。2015年區選，莊以六成四得票，擊敗柯支持的蔡明禧（是屆他於翠林選區擊敗時任議員譚領律而當選）及舒孝傑成功連任。2017年中，廣明苑業主立案法團因應現有管理公司合約完結，將管理服務再次招標，法團公布僅3間公司入標。屋苑10月31日召開業主大會，在約70戶代表出席、其餘以授權票湊夠法定人數下通過聘用置佳。雙方隨即於數日內簽約。惟香港01於同年11月揭發，招標過程中原來共有7間公司入標，廣明苑法團管委會透過預審，將其中4間以規模不足、聲譽不佳、無提交「無訴訟證明」等理由篩走，然後在僅約70戶代表出席的業主大會上，通過改聘置佳，並於數日內完成洽談條款和簽約，做法引起居民質疑。居民隨即聯署要求召開特別業主大會。不過大會舉行前，管委會12名成員突然宣布辭職，柯耀林在部分業主支持下，於特別業主大會上獲選組成新的業主立案法團管理委員會，並當選為新任法團主席，令莊失去重要的支持。這時已退出民主黨的柯，以區政聯盟召集人、將軍澳民生關注組主席兼廣明苑業主立案法團主席，重返廣明選區出戰。最終柯以5240票，即57%得票率擊敗尋求連任的莊元苳，成功重返議會，報回8年前敗選之仇，從民建聯手中重奪此選區。
- 運亨（Q21）選區

此選區自1999年成立至今一直由原民主黨，後創立新民主同盟的范國威擔任區議員。范於2012年及2018年兩度當選立法會議員。今屆區選其選區在2019年的預計人口超出法例許可的上限，原區界內茵怡花園遭劃走，與鄰近的康景選區的慧安園、富麗花園、旭輝臺等組成慧茵選區，使各選區人口調整到法例許可幅度之內。由於新增席位並非劃到人口有所增加的日出康城或者選區範圍交錯的坑口站周邊，而是重劃沒有人口變動的選區，改動後三個選區每區約一萬四千人，較標準人口基數下限的一萬二千五百人相差不遠，有關劃界被指破壞社區連繫。而且運亨選區正是時任立法會議員范國威的選區，被質疑是政治打擊。
今屆區選范國威繼續在此區爭取連任，遇上親中派支持的楊聰及另外兩名獨立人士劉志成和戴卓然的挑戰。縱使本區人口因重劃選區而下降，范最終得到3755票（約六成五得票率），本區史上最高得票成功連任；楊則得1859票；劉及戴則僅得106票和43票，被沒收選舉按金。
- 景林（Q22）選區

上屆選舉，民建聯温啟明（為同黨資深議員温悅昌之子）以100多票之差擊敗時任民主黨議員林咏然當選。是屆選舉，二人再次在此選區對決（此時林已退出民主黨），另有將軍澳青年力量成員張偉超加入角逐。張於2017年起積極於區內服務，而林於過去4年未有具體地服務此選區（而林的Facebook專頁更自從上屆選舉完結後，發帖表示自己會在是次選舉中捲土重來後，其後數年內則未有作出更新）、受反對逃犯條例修訂草案運動效應影響，引發大量選民投票，而截至投票日投票時間完結時，此選區的票站仍有大量選民在門外排隊等候入內投票等各種情況影響下；最終由張獲得逾半數的得票率，擊敗只獲不足四成得票率的溫當選；而林則更只獲得不足800票，得票率更不足一成。連同在彩健選區擊敗現任議員何民傑而當選的陳緯烈，令將軍澳青年力量於是屆選舉一舉奪得兩席，成為西貢區議會的新興非建制勢力。
- 環保北（Q28）、環保南（Q29）選區

上屆專業動力方國珊以超過八成選票擊敗其前助理、轉投自由黨的崔定邦，第二度成功連任；其助理張美雄則於由環保選區分拆出來的環保南選區，同樣以八成選票擊敗民建聯胡綽謙首次當選。在311新界東補選中，方氏在環保南、北區一舉拿下近過半票數。今屆方、張二人爭取連任，方面對前民主黨成員，後加入區政聯盟的陳展浚（亦是將民關成員），以及政治素人何梓聰的挑戰；張則受到將軍澳民生關注組新人姜新華及獨立人士吳可淇挑戰。選舉期間，陳展浚遭前立法會議員劉小麗批評其個人處事作風及誠信有嚴重問題。最後方國珊以2998票、僅以170票之差壓倒2828票的何梓聰而勝出，陳展浚則僅得943票；張美雄則以3577票壓倒2063票的姜新華及1139票的吳可淇，二人成功連任。

### 沙田區
上屆基於民主派表現突出，民選議席與建制派打成十九對十九平手，最終憑沙田鄉事委員會主席莫錦貴的當然議席，建制派保住過半主導權，今次選舉區議會主席及副主席同時退休，選後形勢未能預料。今屆本區加添三席，雙方不單在新區派出人選爭奪，更在原有選區繼續對壘，當中民主派更在上屆自動當選選區派人參選，以分散建制派戰線，建制派則在上屆失利選區改派新人，力圖挽回失地。
民主派最終在沙田區奪得40席，建制派僅取得1席，其中民建聯只靠帝怡選區在泛民協調失敗之下險保一席，而最大黨新民黨及公民力量慘遭清檯，民主派在沙田區奪得18.5萬，建制派則獲得11.9萬票。
- 瀝源（R02）選區

上屆選前加入新民黨的黃宇翰擊敗再次參選的社民連副主席黃浩銘成功連任。今屆黃宇翰繼續尋求連任，但於2018年退出新民黨，維持公民力量身份。而黃浩銘因佔中被判入獄無法參選，社民連於是改派民陣副召集人陳浩桓繼續服務瀝源區，唯選前亦放棄參選，改由因反對逃犯條例修訂運動揚名的民陣召集人岑子杰參選。最後在投票人數大升情況下，岑子杰以3,283票當選，社民連繼2011年全軍覆沒後，再次取得區議會議席。
- 禾輋邨（R03）選區

上屆民建聯余倩雯以不足一半票數，擊敗人民力量李煒鋒及前經民聯成員李德華成功連任。今屆余本欲交棒予其助理劉鍏霖參選，但後來仍尋求連任，劉則退黨參選，遇上利安選區區議員麥潤培助理李志宏參選。格局有如上屆選舉翻版，出現「二建制對一泛民」局面，最後李志宏當選，但其得票比兩位建制派合共得票還要高。
- 第一城（R04）、愉城（R05）選區

現任議員黃嘉榮及梁家輝自2007年起擊敗民主派對手，當選第一城兩區區議員至今。其中黃更於2011年擊敗公民黨時任立法會議員湯家驊連任。上屆二人在無對手下自動當選。因應2016年立法會新界東補選及2016年立法會選舉，公民黨楊岳橋於第一城區得票最高，因而派出當區居民黃文萱挑戰黃家榮。愉城選區方面則由王屋選區區議員黎梓恩助理石威廉挑戰梁家輝。最後黃嘉榮及梁家輝二人雙雙落敗，由黃文萱及石威廉當選，令民主派繼2003年後再次取得第一城兩區議席。
- 沙角（R07）、博康（R08）、水泉澳（R09）、乙泉（R10）選區

前民主黨及新民主同盟成員丘文俊自2011年起已當選乙明選區區議員。上屆他成功連任之餘，更帶領兩名助理陳兆陽及趙柱幫於沙角及博康選區當選，從此「沙乙博」三區成為民主派的根據地。三人2016年立法會選舉當天倒戈為鄭家富助選，最終范國威連任失敗，令新民主同盟失去在立法會唯一議席。倒戈的三人於9月6日被革除會籍。2017年12月沙田區內無黨派泛民主派區議員組合沙田區政加強合作，三人亦有加入。在上屆選區前，位於三區選區範圍內的水泉澳邨第一期正式入伙（當時被納入乙明選區）。及後因應第二至四區相繼入伙，選管會於是因應人口增長情況下，將屬乙明選區範圍的水泉澳邨第一、三、四期，劃成新設的水泉澳選區，而第二期則保留在乙明選區，改稱為「乙泉」選區，並把原有的曾大屋鄉村範圍改劃至博康選區。兩度在新界東選區立法會選舉敗陣（2016年、311新界東補選）的工聯會兼民建聯成員鄧家彪為在新界東建立勢力，遂放棄在離島區爭取連任，轉到此區服務。由於水泉澳選區內的所有範圍由上屆的乙明選區（現稱乙泉選區）分拆而成，因此當區區議員丘文俊自上屆成功連任後，便立即於水泉澳邨設立第二個辦事處，派出其助理盧德明開展在此區的工作，服務時間遠比鄧家彪為長。至提名期時，曾參選311新界東補選但慘敗的趙佩玉突然殺出﹐形成三人混戰的格局。後來報稱獨立的雷奕芳也參選，但趙佩玉後來因提名人數不足而被取消資格，所以最終三人角逐。結果盧德明得票3101票，以32票之差壓倒鄧家彪當選，而「沙乙博」三區議員亦成功連任。
- 顯嘉（R14）、徑口（R17）選區

主要由顯徑邨組成的兩個選區，除2007-2011年外，自1994年起，都由建制及民主各佔一個選區，上屆分別由新民黨的林松茵及民主黨的吳錦雄成功連任。後來林松茵退出新民黨，但維持公民力量身份；而吳錦雄亦聯同其於顯嘉選區服務的助理張宇添退出民主黨，並加入沙田區政。今屆二人將尋求連任，而張宇添則參選顯嘉選區，新民黨亦派出張柏源出選徑口選區。提名期結束前，報稱獨立的謝玉梅、倫國輝及陳運通報名參選顯嘉選區，形成五人混戰；而徑口選區則有無黨派的駱松佑加入戰團。民主黨立法會議員林卓廷於自己的Facebook專頁回應有關帝怡選區（R38）撞區問題時指出，去年59名成員退出民主黨，根據「民主動力」的協調機制，退黨人士當時經營的選區，民主黨仍有優先參選權利。於大埔中選區參選的區鎮樺於退黨記者會上亦承認這點。林卓廷續稱，基於「道義」，民主黨已「讓出」於新界東八個選區給退黨人士繼續參選（大埔中、頌汀、大元、宏福、顯嘉、徑口、烏溪沙及錦英）。然而在選前兩星期，林卓廷夥同民主黨前主席劉慧卿，在顯嘉選區為候選人謝玉梅拉票，劉慧卿更於自己的Facebook上載與謝的合照。據顯徑邨居民透露，謝玉梅跟在徑口選區參選的駱松佑為民主黨在該區的義工，由於顯徑邨業主立案法團一直由民主黨控制（主席為前顯嘉區議員莫偉雄），分析指民主黨為維持在顯徑邨的勢力，寧願「攬炒」亦不想將議席讓給退黨人士。至今民主黨仍未就相關事件作公開回應，再次引發「撞區」疑雲，完全與林卓廷所言「讓出八區」背道而馳，甚至是「假讓區」。最終在顯嘉選區，陳運通在被同為民主派的候選人分薄票源下，仍以3,101票，力壓主要對手、爭取連任的林松茵（2,547票），以554票之差當選；徑口選區方面，吳錦雄以超過六成選票擊敗兩名對手成功連任。
- 海嵐（R25）選區

因應原有的頌安及鞍泰選區人口超出法定上限，選管會將原有兩個選區範圍的觀瀾雅軒、天宇海、海典灣、嘉華星濤灣及嵐岸，劃成新設的海嵐選區。曾參選2012年鞍泰選區補選、大水坑選區區議員容溟舟助理陳珮明，退出新民主同盟後加入公民黨後復出在此選區參選。報稱獨立的俞卓君，亦早於2018年開展在此區的服務。後來，有地區人士揭發，俞為今屆東區樂康選區參選人、報稱獨立實為港島聯李進秋的女兒，她亦曾跟隨鞍泰選區參選人民建聯的招文亮一同落區，此外俞卓君於同年十月遭街坊質問反送中運動引起的「警暴」問題，她卻支吾以對，因此被指為「假獨立、真建制」。最後，陳珮明以3,019票，近一倍差距擊敗只得1,615票的俞卓君當選。
- 頌安（R26）、錦濤（R27）選區

上屆選舉結果有如2003年的翻版，工黨傷殘人士葉榮於頌安選區擊敗爭取連任的民建聯立法會議員葛珮帆，以及獨立民主派人士陳國強擊敗同樣爭取連任的民建聯沙田支部主席楊文銳當選。及後地區區情出現極大變化，二人皆被指地區工作表現欠佳。其中陳國強不滿利安選區時任議員獨立民主派麥潤培於2016年立法會選舉超級區議會提名他人，逐漸與區內其他民主派區議員交惡，亦被街坊指「4年唔見人」、「只識做漂書」。
今屆葉榮爭取連任，而陳國強本亦有意再參選，但早前曾服務並有意參選耀安選區，但因讓路予同樣有意派員參選該選區的民主黨而放棄參選該選區的民主派人士許立燊，在選舉提名期前夕以組織「馬鞍山守護線」名義，聯同另一成員蘇艷梨開始在此選區展開社區服務，隨即遭陳國強批評，指此舉是受與許關係密切的麥潤培所指使，指麥暗中已轉投建制派陣營，目的是派員向其以及頌安選區時任議員葉榮「鎅票」，協助建制派使其能在是次選舉中得利。其後，陳國強於提名期最後一日在其Facebook帳戶發文表示，不滿身為泛民主派的許與麥等人，為著議席不惜攻擊理念相近的人士，遂於同日放棄參選。另一方面，陳國強的兒子 - 香港浸會大學學生會前會長陳天俊，亦於選舉提名期前夕開始在此選區展開社區服務，並且報名參選，因此坊間質疑陳天俊此舉是接替於任內兩度被選舉主任認為支持香港獨立而遭取消立法會選舉及補選參選資格的父親參選，甚至世襲議席，而陳天俊亦獲沙田區政大部份區議員、「佔中」發起人戴耀廷、香港眾志秘書長黃之鋒以及香港專上學生聯會前副秘書長岑敖暉支持。
有當區街坊有鑑於此選區同時有兩位民主派人士報名參選，擔心建制派漁人得利，遂於11月2日舉辦「防止攬炒」民意調查，冀望兩位民主派候選人能藉此調查結果而決定應否繼續競選工程。；而該民調結果顯示，在約630名受訪者當中，陳天俊只獲42%支持率（即264人支持）；許立燊以55.3%支持率（即348人支持）勝出。而陳天俊於民調結果公佈後表示，因較早前未能就民調門檻及舉辦時間等細節與各持份者達成共識，並冀望能夠於投票日之前舉辦一個細節上獲各方認同的民調，暗示將繼續選舉工程。雖然蘇艷梨最後沒有報名參選頌安選區，但在許立燊的所有競選活動及宣傳品上仍然發現其名字及身影。蘇聲稱會擔任所謂「副議員」，但二人參選策略確實與過往參選兩區的同一陣營參選人極為相似，足見蘇確有意參選頌安選區。
親中派方面，民建聯改派社區主任龔美姿及吳啟泰參選，圖奪回兩區議席。另外，獨立候選人吳志雄亦在是次選舉中報名參選錦濤選區。選舉期間，許、陳二人各獲民主派重量級人物支持，許獲民主黨立法會議員林卓廷、鄺俊宇等站台，陳亦有沙田區政大部份區議員、「佔中」發起人戴耀廷、香港眾志秘書長黃之鋒支持。選前一星期，曾表示支持陳天俊出選錦濤選區的黃之鋒表示「順應初選結果」，改為支持許立燊，而葉榮亦開始與許一同進行競選活動。在投票日當日，於2000年上旬曾任錦濤選區區議員的前民主黨成員何淑萍，稱不滿民主黨打壓陳天俊而為其站台。最後，葉榮以4,665票，壓倒得2,993票的龔美姿連任；錦濤選區則由許立燊以62票之差壓倒吳啟泰當選，而陳天俊亦得2,023票。
- 馬鞍山市中心（R28）選區

馬鞍山市中心區有5位候選人，除了現任議員建制派李子榮及屬民主思路社區幹事的李啟雄外，有三位非建制派的候選人：前學民思潮成員、於馬鞍山土生土長的鍾禮謙、工黨吳惠靈、沙田區議員陳國強的前助理邱文勁。為免三位非建制派的候選人因票源重疊而發生互相「鎅票」使建制派漁人得利，所以民主動力於2019年11月13日在區內舉行初選以作出協調，鍾禮謙及吳惠靈均有參加，但邱文勁拒絕參加初選，並以公務繁忙為由取消與鍾禮謙的會面。鍾禮謙在初選獲勝後，吳惠靈即時停止拉票活動，而邱文勁則繼續拉票活動，未作出協調。最後鍾禮謙以4,744票當選，結束李子榮20年區議員生涯，成為該區成立以來首位民主派區議員。
- 錦英（R32）選區

上屆民主黨丁仕元有4人混戰下擊敗爭取連任的經民聯湯寶珍重返議會。唯丁一直未有在錦英苑設立其議員辦處，有指原因為錦英苑業主立案法團顧問，本區前議員黃國雄（2006年因貪污罪成而失去議席）否決丁申請於屋苑範圍內開設辦事處，而錦英商場亦沒有出租鋪位給丁。反而租給其「對手」，早於2013年服務此區、但上屆未有參選的民建聯前沙田區議員蔡亞仲（利安選區）及黃戌娣（耀安選區）之子蔡惠誠開設服務處。丁仕元曾向民主黨投訴，指身為立法會議員的林卓廷，明知錦英苑業主立案法團否決其開設辦事處的申請，仍聯同前主席劉慧卿出席法團活動；卻被民主黨批評「破壞黨內團結」。丁其後於2018年聯同其他沙田區獨立民主派議員成立沙田區政並擔任召集人，並於同年底隨多名昔日「前綫系」成員等59人退出民主黨。及後更於2019年加入區政聯盟並任副召集人。今屆丁競逐連任，對手分別為民建聯及工聯會聯合推薦的蔡惠誠、上屆參選的錦英居民羅兆冲及被指與黃國雄關係密切，前沙田區議員李浩輝之子李健行，形成「兩建制對兩泛民」局面。最後丁仕元以4,775票，壓倒得3,401票的蔡惠誠，成功連任。丁當選後亦向街坊承諾，今屆任期內必會爭取於錦英苑開設辦事處。
- 耀安（R33）選區

耀安選區自1994年成立以來，除2004-2007年外，議席一直由民建聯控制。上屆李世榮以近千票差距擊敗當區居民張碧霞成功連任。利安區議員麥潤培自上屆成功連任後，便立即派出其助理許立燊服務此區。同時，上屆落敗於中西區堅摩選區的民主黨冼卓嵐，亦於2017年空降此區服務。至今屆提名期開始前，許立燊宣布不參選耀安，並改到錦濤選區服務，冼卓嵐正式代表民主派參選耀安選區，挑戰尋求連任的李世榮。最後冼卓嵐以5,953票，擊敗得3,727票的李世榮當選。為民主派自2003年後再次奪得耀安選區的議席。
- 恆安（R34）選區

民主黨資深議員鄭則文自1999年起每屆均於此區以大比數擊敗民建聯及工聯會聯合推薦的候選人。今屆區選，此區選民人數增至15,819人，成為該屆全港最多選民的選區，鄭則文第五度尋求連任，遇上工聯會方浩良挑戰。最終以6,824票大勝方的3,970票成功連任之餘，更創下多項紀錄：今屆最年長當選人、今屆「票王」（得票最高當選者）、得票為區議會選舉史上最高。
- 鞍泰（R36）選區

鞍泰選區自2003年成立以來，除首屆由前民主黨成員李立航擔任外，議席一直由民建聯把持。上屆招文亮以大比數擊敗民主黨二度參選的游月華連任，成為民建聯於馬鞍山僅存的兩名議員之一（另一位為耀安的李世榮）。鄰近的大水坑選區議員容溟舟助理陳珮明（已於今屆在海嵐選區當選），自上屆選舉後，一直在鞍泰區一帶服務。直至加入公民黨及選管會正式劃出海嵐選區後，便轉到海嵐選區服務。2018年5月，沙田區政湯子霈曾在鞍泰區服務。至提名期開始前，朱經緯事件受害者鄭仲恒在得到利安區議員麥潤培支持下，宣布參選。提名期開始時，湯、鄭二人以收集提名方式舉行初選，最後鄭勝出，湯隨即宣布不報名參選。但至提名期結束前，鄭仲恆的參選資格仍未被確認，湯子霈於是如期報名參選以作「Plan B」。及後鄭被確認成為參選人，湯其後宣布「棄選」。招文亮尋求連任，惟一直被批評「出賣居民」，先是任期內未有爭取保留錦泰商場內的唯一酒樓，更被指於今屆選舉期內「篤灰」，讓警察進入錦泰苑範圍內施放催淚彈，引起居民強烈不滿，最後鄭仲恆以4,419票擊敗只有3,163票的招文亮當選。民主派繼2003年後再次取得該區的議席；另外由於李世榮亦於耀安選區連任失敗，亦為民建聯自2003年再次在馬鞍山「全軍覆沒」；連同新界社團聯會所支持的李子榮於馬鞍山市中心連任失敗，令馬鞍山12個議席全由民主派奪得。選後馬鞍山因而獲得「黃馬」的稱號。值得一提的是，招文亮落敗之餘，其得票更比上屆少了近600票，為今屆少數得票下跌的建制派。
- 帝怡（R38）選區

此為本屆新設立的選區，包括於年初入伙的碩門邨第二期以及原屬廣康選區的帝堡城。議席由民建聯成員林港坤、任職王屋選區時任議員黎梓恩助理的沙田區政成員謝潔泳、以及民主黨成員劉青競逐。其中謝早於2018年11月，房屋署開始預先編配碩門邨第二期住宅單位時，開始在此選區展開社區服務；而劉則於翌年春季，碩門邨第二期入伙後才開始在此選區展開社區服務，且表現有欠積極，而謝所屬的沙田區政亦曾就同時有兩位民主派代表有意參選此選區一事，尋求民主動力以及劉所屬的民主黨進行協商，但不得要領；故此沙田區政聯同部份民主派沙田區議員曾先後多次發表聲明，促請民主動力及泛民主派各大政團能積極介入協商，以至要求泛民主派能基於反對逃犯條例修訂草案運動的政治局勢下，支持謝成為民主派出選此選區的唯一代表。而民主黨則駁斥沙田區政未有按民主動力既定的協調機制派員參選、謝的師父黎梓恩支持黃嘉浩參選北區祥華選區與其成員陳旭明對撼，以及沙田區政及其聯盟組織區政聯盟是次選舉中在新界東的參選規模遠超越其黨，堅持應由劉代表民主派出選此選區。直到提名期展開時，劉率先報名參選，沙田區政亦邀請民主黨，希望能仿效較早前鞍泰、愉城及馬鞍山市中心三個選區的安排，雙方能共同參與民主派候選人初選，由當區支持民主派的選民決定誰能代表民主派出選此選區，惟民主黨方面卻未有理會。
最終林以約四成四的得票率，一千九百多票當選；謝和劉則分別得千六多票和八百多票，民主派兩人的得票數合計比林的還要高。由於其他於是次選舉中參選沙田區議會各選區的建制派候選人均告落選，林更因此成為該屆沙田區議會任期中，唯一一位屬建制派陣營的民選議員。

### 葵青區
上屆基於建制派集中資源針對民主派，結果建制派首次在民選議席上多於因應人口增加民主派，其中東北葵涌一帶更只有一名民主派代表連任，建制派則全取青衣島11個議席(但是其中一個任期內轉投中間派)。因此建制派完全壟斷相關主席席位。本屆增加兩席，一席位於葵聯邨、一席位於大白田附近，兩者皆由民主黨與民建聯對壘。民主派最終取得27席（葵涌區19席，青衣區8席），而建制派取得4席（葵涌區1席，青衣區3席），其中工聯會及經民聯全軍覆沒。以總得票計，民主派於葵青區取得123,325票，而建制派則取得90,864票。
值得一提，二十世紀八十年代扎根於葵青區的七名時任民主派區議員（即「葵青七子」），今屆仍有4人角逐（周奕希、黃耀聰、單仲偕及梁耀忠），惟其中兩人（周奕希、黃耀聰）政治立場已變成建制派，結果二人雙雙在選舉中落敗，其中黃耀聰更被另一名「葵青七子」單仲偕擊敗，只有梁耀忠仍以街坊工友服務處身份繼續成功連任。
- 石蔭（S08）、大白田西（S09）、大白田東（S10）、石籬北（S12）選區

自從1994年以來，東北葵涌(S08-S13範圍)一向都是民主派的重地，因此相關的選區大多數都由民主派區議員出任，然而上屆選舉，在建制派的針對之下，民主派在東北葵涌遭到慘敗。當中在上述選區擔任區議員超過10年的民主黨尹兆堅（石蔭選區）、徐生雄（大白田選區）以及林紹輝（石籬北選區）三人之中，僅有林紹輝以六成得票成功連任，而尹兆堅及徐生雄均敗於民建聯的李世隆及郭芙蓉。不過尹兆堅卻在2016年香港立法會選舉循新界西地方選區當選為立法會議員，為民主黨重奪新界西議席。便隨即派人服務東北葵涌一帶，力求報回上屆選舉慘敗之仇。
2018年，選舉管理委員會因應原有石蔭、大白田及石籬北選區的預計人口均會超出法例許可的上限，故此增加選區吸納超出的人口。當中大白田原區界內和宜合道以東的位置劃出新增選區大白田東，並吸納石蔭選區石蔭路以東的樓宇及石籬北的石籬(二)邨石歡樓、祥樓及石富樓到大白田東內，使各選區人口調整到法例許可幅度內，而大白田選區則改名為大白田西。
民主派方面，上屆落敗的尹兆堅於「石蔭」選區捲土重來，林紹輝則於「石籬北」爭取連任，同時派出林紹輝的妻子劉貴梅出戰「大白田東」選區，至於任職蘋果日報記者的司徒港燊以及獲得民主派區選聯盟認可的獨立民主派人士何卓威則同時出戰「大白田西」選區。
至於建制派，由於大白田西選區接收原大白田選區大部分範圍，上屆擊敗徐生雄的民建聯時任區議員郭芙蓉出戰「大白田西」選區爭取連任，同時派出郭玲麗出戰「大白田東」，無申報政治聯繫的劉衍銘也同時出戰「大白田東」。
結果，在「石蔭」選區，尹兆堅以1160票之差擊敗上屆的對手，成功重返議會並報回四年前敗選之仇，成為雙料議員。在「大白田東」選區，劉貴梅以近五百票之差擊敗郭玲麗勝出。在「大白田西」選區，在兩位民主派人士互相競爭下，郭芙蓉以不足一半得票率險勝連任。連同在「石籬北」選區連任成功的林紹輝以及成功重奪鄰近的安蔭以及石籬南選區，再加上葵涌區其他選區均由民主派人士勝出，郭芙蓉成為東北葵涌，以至整個葵涌區唯一的親中派區議員。
- 葵芳（S14）選區

「葵青七子」之一的梁耀忠於1985年以「新青學社」的名義於當時的「葵涌中」選區則開始擔任該區區議員，自從1998年香港立法會選舉當選為新界西立法會議員以來，一直保持雙料議員的身份，更成為目前連續任期最長的雙料議員。上屆選舉以三分二得票打敗勞聯的陳萬聯應。翌年立法會選舉從過往一直參與的新界西選區轉戰區議會（第二）功能界別參加立法會選舉，成功連任立法會議員。然而在2016年立法會主席選舉中，因放棄主持會議並間接導致建制派的梁君彥當選為立法會主席，受到猛烈批評。
本屆選舉，梁耀忠繼續爭取連任，結果成功擊敗民建聯成員林映惠及獨立民主派人士曾子麟，順利連任。並保住翌年立法會選舉在區議會（第二）功能界別的出選資格。也成為目前四位連續任期最長的區議員之一。
- 興芳（S15）、葵聯（S02）選區

1999年區議會選舉，當時在葵涌邨選區擔任區議員的民主黨成員吳劍昇轉戰此區，並落戶成功。此後吳亦於連接四屆的區議會選舉（2003年、2007年、2011年及2015年）成功連任。其中於2007年、2011年區議會選舉及2015年區議會選舉，分別只以265、117及72票之差，三度擊敗民建聯候選人梁嘉銘連任成功，惟兩人得票差距一直收窄。及至2018年，選舉管理委員會因應原有興芳選區在2019年的預計人口會超出法例許可的上限，故增加新選區以吸納超出的人口。原興芳區界內之葵聯邨、芊紅居及葵興選區內的新葵興花園及葵康苑因而被劃出，組成新選區葵聯（S02）。
是屆選舉，曾三度交手的吳劍昇及梁嘉銘均不再在興芳選區競選。前者轉戰葵聯選區爭取連任，而原區則交棒給助理唐皓文出戰；後者則轉戰青衣盛康選區，接手其父梁偉文的議席，民建聯隨後改派鄧麗玲在該選區經營，代替梁嘉銘出戰是次選舉。葵聯選區方面，新界社團聯會派出曾為 民建聯社區主任的駱小鸞參選本區，另有一名獨立人士吳璧龍加入戰團。
最後，於興芳選區，唐皓文以逾900票之差擊敗民建聯鄧麗玲勝出；吳劍昇以逾800票之差勝出成功連任，吳璧龍則得到34票。
- 華麗（S16）選區

「葵青七子」之一的黃耀聰早於1985年於當時的「葵涌南」選區，以「公共房屋政策評議會」名義首次當選，選區後來先後改組成「麗華」、「麗瑤」及現今的「華麗」選區，黃則一直連任八屆至今，其間他先後轉投民協、港同盟（即現今 民主黨），直至2000年退黨，先後加入葵青民生動力和經民聯（2012年起）。今屆選舉，已退下火線的 民主黨元老、居於選區內的華景山莊的前立法會議員及區議員單仲偕（亦為當年「葵青七子」之一），在選前數月決定復出參選，挑戰角逐第九度連任的黃耀聰，以填補民主派「白區」，被視為兩名「葵青七子」的「同室操戈」對決，惟黃此時已經轉投建制派。選舉當日，有市民拍到黃耀聰除了以旅遊巴接載選民到票站，更加在車頭放置自己的名牌。結果單以接近500票之差擊敗黃重返議會，並親手結束同為「葵青七子」的黃耀聰36年的區議員生涯。
- 荔景（S19）選區

「葵青七子」之一的周奕希於1991年於當時的荔祖選區，以香港民主同盟身份在無對手情況下自動當選區議員，1994年於分拆後的荔景選區，以民主黨身份連任至今，其中1999、2003、2011及2015年四屆均在無對手下自動當選，2011年的自動當選，當時更是全港唯一一位自動當選的民主派候選人。其後周於2015年2月退出民主黨，同年加入中間派的新思維，同年區選自動當選後，更獲選為葵青區議會副主席。其後周氏成為新界社團聯會顧問，被視為正式加入建制派。今屆選舉，周遭受獨立民主派、藝術家兼荔景邨居民王天仁挑戰。結果王以2836票、166票之差擊敗擊敗周奕希，結束周氏28年的區議員生涯。
- 偉盈（S22）選區

麥美娟於1993年獲港英政府委任為區議員，成為當時最年輕的區議員。翌年，麥競選葵青區議會亨偉選區議員成功當選，自此以獨立身份擔任民選葵青區議員，並多次成功連任，2008年立法會選舉前加入工聯會，並於2012年香港立法會選舉當選立法會議員（新界西），上屆區選更在無對手情況下自動當選。今屆區選，曾與郭家麒一同參選2016年立法會選舉的公民黨青衣地區發展主任冼豪輝參選挑戰麥美娟。2019年6月，網上流傳立法會議員張華峰的錄音，指行政長官林鄭月娥於對外公布暫緩逃犯條例修訂草案立法工作前，於禮賓府會見立法會建制派議員，席間麥美娟用粗言穢語責罵行政長官，麥美娟雖然沒有正面回應有關事件，但已經令其形象受損。結果冼豪輝以5194票，擊敗得票的3480票麥美娟，終結其長達26年的區議會生涯。由於同屬工聯會的兩名議員劉美璐及梁子穎均告連任失敗，工聯會在葵青區議會全軍覆沒。

### 離島區
基於東涌一帶人口增加，其他離島人口變動不大之下，最終由兩席民選議席長洲調配一席到東涌新市鎮，引起長洲居民不滿。然而鄉事委員會主席擔任的當然議席佔據八席，民主派以往只能在新市鎮一帶發展，使建制派長期佔據離島區議會。今屆有民主派素人參選多個居民不多的離島選區，使全部選區都可以投票，更希望透過投票形成對「明日大嶼」工程的變相公投。最終民主派在離島區民選議席奪取七席，建制派只得三席，其中工聯會及新民黨全軍覆沒。投票結果顯示民主派候選人於離島區合共奪得32,395票，而建制派候選人則取得23,938票。
- 滿逸（T02）、逸東邨北（T03）選區

因應滿東邨於2018年入伙，而逸東邨南選區吸收滿東邨後人口過多，逸東（一）邨清逸樓、康逸樓劃入逸東邨北選區，原選區亦改名為「滿逸」選區以反映有關改動。上屆以民主黨身份當選、於2017年退出民主黨的現任區議員郭平爭取連任，遇上 工聯會及 民建聯聯合提名的王俊傑挑戰，在投票人數及投票率均大幅提升下，郭平以超過3,000票之差大比數擊敗王俊傑成功連任，郭平亦成為本屆選舉在離島區得票最高的候選人。
至於逸東邨北選區方面，在任 工聯會區議員鄧家彪為了在新界東選區鋪路出戰2020年香港立法會選舉，決定放棄連任，改為參選沙田區議會水泉澳選區。於是， 工聯會及 民建聯聯合提名上屆選舉於葵青區上大窩口選區落敗的劉展鵬參選，同時在任逸東邨南區議員郭平亦派出其助理方龍飛挑戰，在投票人數及投票率均大幅提升下，方龍飛取得5,376票，以超過2,000票之差大比數擊敗劉展鵬當選，民主派首次在此區勝出，而郭平亦於毗連的滿逸選區成功連任，亦令民主派首次於逸東邨全面執政。至於在任區議員鄧家彪，亦在沙田區水泉澳選區落敗。
- 東涌南（T04）選區

周浩鼎上屆只以二百餘票擊敗傘兵王進洋（組織東涌人的發起人）由委任議員變身民選議員，其後更代表民建聯參選2016年香港立法會新界東地方選區補選落敗，結果在建制派組織配票下，終在2016年立法會選舉中經區議會（第二）功能界別成為立法會議員，不過其表現不濟，更在調查前特首梁振英收取UGL酬金未有申報的專責委員會中，被指收取梁振英指示，企圖影響調查方向，引起公眾不滿。加上其未能處理港珠澳大橋落成後，遊客於東涌區內聚集及消費影響居民生活的問題，觸發光復東涌活動。今次周王二人再戰，可謂本土派與建制派的正面對決，除周王二人外，更有獨立人士黎永安及劉永賢參選。另外因選區重劃，原東涌北選區（是屆改稱東涌中選區）的海堤灣畔被劃入此選區。於選舉日，王進洋獲得女歌手、前Hotcha成員張惠雅支持，張主力批評周的地區工作不足和欠缺效率。最終王進洋以5049票勝選，擊敗獲3619票的民建聯區議員周浩鼎，意味著周不能再循「超級區議會」參選2020年香港立法會選舉，成為本屆選舉唯一一位落選的超級區議員，更是首位建制派超級區議員因為落選而失去來屆立法會選舉有關界別的參加資格（2016年立法會選舉失去參選超級區議會資格的陳婉嫻並沒有參與2015年區議會選舉）至於黎、劉二人則分別只得183票及87票。由於建制派於東涌其餘選區（滿逸、逸東邨北、東涌中、東涌北）相繼落敗，民主派全取東涌新市鎮所有議席。亦意味著，在1980代發展的新市鎮（將軍澳、天水圍、馬鞍山、東涌），建制派全面失守，議席全由民主派及中間派人士包攬。
- 東涌中（T05）、東涌北（T06）選區

由於東涌新市鎮內人口持續上升，選管會將東涌選區重新劃界，原先的東涌北選區改稱東涌中。而東涌南選區內位於迎禧路以北的東環、昇薈、迎東邨及海珀名邸劃入此新選區，區內的海堤灣畔則劃入東涌南選區。原區議員新民黨傅曉琳今屆轉往新選區東涌中參選爭取連任，原選區則招來三位候選人角逐：上屆於葵青區大白田選區爭取連任失敗的民主黨成員徐生雄空降此區參選，面對兩名建制派對手，分別為民建聯葉培基以及實政圓桌潘俊恩，外界被認為此狀況有利民主派選情。其中後者於本年10月11日以肢體和語言襲擊當時在東涌纜車站進行選舉工程的徐生雄，後來他向事主致歉，被外界質疑潘擔心因為有兩名相同政治陣營的候選人在同一選區參選，建制派陣營會被分薄票源因而有較激進行為令對家受嚇。最終民主黨徐生雄獲得1,332票，以近300票擊敗民建聯葉培基以及實政圓桌潘俊恩而當選。至於東涌中選區，角逐連任的新民黨傅曉琳遇上公民黨李嘉豪挑戰，最終李以三百多票差距擊敗傅，公民黨收復當區失落一屆的議席。
- 長洲（T10）選區

2018年，選管會因應東涌新市鎮內多個屋苑入伙帶動人口增加，而離島區未有增加議席之下，將原有長洲南、北個選區合併為長洲選區，以騰出席位到東涌。時任長洲南北區議員雖組織居民反映反對意見，要求保留兩個選區，然而基於未能有其他可行方案，諮詢結果維持原有計劃，落實長洲單一選區。是屆選舉，原長洲南北兩區的現任議員鄺官穩及民建聯李桂珍雙雙退休，由民建聯郭慧文接棒上陣，對手為長洲居民、上屆曾敗於鄺官穩的籃球裁判梁國豪。最後梁國豪獲5142票，擊敗民建聯郭慧文所獲的3229票，成為長洲首位民主派區議員。

## 選舉總結
投票率創香港史上新高下，泛民主派在452個直選議席奪得389席，當中一些政治素人亦成功當選。直選區議會席次中，泛民主派在全港18區全數過半。算上当然议席，除了離島區議會外，泛民主派於17區取得過半議席，其中大埔區議會和黃大仙區議會直選議席，全由泛民主派取得。與此同時，除了出戰大埔富亨選區連任失敗的任萬全外，其餘爭取連任的泛民主派區議員均成功連任。建制派亦在西貢區議會全軍覆沒，一席未拿。
泛民主派於區議會選舉取得大勝，也影響2020年立法會選舉及2022年香港特別行政區行政長官選舉，由於泛民主派在區議會取得大多數，預期可獲得由區議員互選的立法會區議會（第一）功能界別席位，以及117席分別由港九及新界區議會互選而成的特首選舉選委。
而建制派於多區區議會大敗，當中包括不少具份量的候選人，如身兼行政會議、立法會及區議會的「三料」議員張國鈞、立法會超級區議員周浩鼎、工聯會副理事長麥美娟、身兼全國人大代表的田北辰、南昌北選區爭取連任的鄭泳舜和屯門樂翠選區競逐連任的何君堯。由於大量建制雙料議員墜馬，令他們循區議會（第二）功能界別晉身立法會的機會減少，甚至能否提名2至3人也成問題。
建制派大敗的戰果也令中國政府大感吃驚，儘管在投票前已經得知選情對建制派不利，但沒想過會輸得如此「慘烈」。2020年1月，原香港中聯辦主任王志民被解除職務，由駱惠寧接任。2020年2月，原港澳辦主任張曉明被降職為副主任，由夏寶龍接任主任，駱惠寧同時兼任副主任。

## 特色

### 無人自動當選
在提名期結束當日（2019年10月17日），選舉事務處指出，全港十八區選舉主任共接獲1104份提名表格，452個選區均多於1人參選。意味著如無參選人被取消提名資格，全港所有合資格選民均有機會參與本屆選舉，並打破歷年區選均有部分選區在缺乏競爭對手下自動當選，而選民無需參與投票的現象。最終1096人確認為正式候選人，452個選區均多於1人參選，所有選民都需要投票。

### 引入確認書制度
是次選舉是自2016年於各級選舉引入確認書制度後的首個區議會換屆選舉，候選人必須令選舉主任信納其擁護《基本法》及效忠特區政府，否則會被取消參選資格。
有數名候選人接獲選舉主任要求補充資料，以決定是否符合參選資格。惟至提名期結束當日，被視為被取消資格高危人士黃之鋒及朱凱迪均仍未獲確認資格，二人均啟動後備方案提名其助理參選。
至10月24日簡介會舉行當日，全香港僅餘黃之鋒一人仍未獲確認資格，其時當局突然宣佈該區選舉主任馬周佩芬因病休假，由油尖旺民政事務專員蔡亮兼任有關職位。由於黃之鋒參選的南區海怡西選區仍未確認候選人名單，當局表示原定於簡介會進行的抽籤將稍後另行安排。10月29日，選舉主任確認黃之鋒提名無效，特區政府表示支持選舉主任決定。2020年1月，馬周佩芬被調離民政事務專員一職，由鄭港涌接任，惟當局沒有交代馬周佩芬的新職務。

### 「正選」「替補」同時入閘
截至提名期結束前，由於多區出現已報名的民主派參選人的選舉資格仍未獲確認，所以下列選區都有「Plan B」（替補）人選。直到「Plan A」（正選）的選舉資格獲確認的時候，因根據規定，候選人不得在提名期結束後退出選舉，故此形成「Plan A、B」同時入閘的情況。而各「Plan B」候選人亦於得悉其「Plan A」的參選資格獲確認後，終止一切競選工程；縱使他們完全不進行任何競選工程，亦難以阻止選民向其賜票，變相「Plan A、B」兩者撞區。
| 選區             | 「Plan A」候選人 | 「Plan B」候選人 | 來源         |
| ---------------- | ---------------- | ---------------- | ------------ |
| 中西區觀龍       | 梁晃維           | 周世傑           | [ 199 ]      |
| 中西區西環       | 彭家浩           | 黄美𡖖           | [ 199 ]      |
| 荃灣海濱         | 岑敖暉           | 陳宇希           | [ 199 ]      |
| 荃灣馬灣         | 譚凱邦           | 倫智偉           | [ 200 ]      |
| 元朗水邊         | 黎國泳           | 潘倩敏           | [ 199 ]      |
| 元朗元龍         | 張秀賢           | 周樂寧           | [ 201 ]      |
| 元朗屏山南       | 梁德明           | 黃頌銘           | [ 199 ]      |
| 元朗洪福         | 陳樹暉           | 潘茜甄           | [ 195 ]      |
| 元朗盛欣         | 區國權           | 吳嘉駿           | [ 202 ]      |
| 元朗天恆         | 王百羽           | 陳嘉進           | [ 203 ]      |
| 元朗宏逸         | 巫啟航           | 關嘉麗           | [ 204 ]      |
| 元朗八鄉南       | 朱凱迪           | 徐卓然           | [ 199 ]      |
| 北區聯和墟       | 周錦豪           | 江美婷           | [ 205 ]      |
| 沙田沙角         | 陳兆陽           | 張婉盈           | [ 199 ]      |
| 沙田翠嘉         | 李世鴻           | 盧俊文           | [ 來源請求 ] |
| 沙田馬鞍山市中心 | 鍾禮謙           | 吳惠靈           | [ 206 ]      |
| 沙田鞍泰         | 鄭仲恒           | 湯子霈           | [ 207 ]      |
| 離島大嶼山       | 馮小燕           | 何恩清           | [ 208 ]      |

### 停止選舉工程
除了以上的「Plan B」人選外，以下人士在選舉期間，已宣佈停止選舉工程︰
| 區議會       | 選區                 | 候選人 | 日期     | 原因                                                                                              | 來源            |
| ------------ | -------------------- | ------ | -------- | ------------------------------------------------------------------------------------------------- | --------------- |
| 深水埗區議會 | 南山、大坑東及大坑西 | 徐駿楠 | 10月28日 | 為平息坊間指其曾任職建制派立法會議員梁美芬助理， 質疑其參選目的實為向民主派「鎅票」所引發的爭議。 | [ 209 ]         |
| 觀塘區議會   | 油翠                 | 梁家聲 | 11月2日  | 於選舉期間所舉行的民主派初選中落敗                                                                | [ 210 ]         |
| 荃灣區議會   | 汀深                 | 宏荃麟 | 11月3日  | 避免「攬炒」                                                                                      | [ 211 ]         |
| 觀塘區議會   | 栢雅                 | 陳宇明 | 11月18日 | 於選舉期間所舉行的民主派初選中落敗                                                                | [ 212 ]         |
| 九龍城區議會 | 土瓜灣南             | 黃綺婷 | 11月20日 | 在居民自發民調支持度較低，以及全力投身抗爭運動                                                    | [ 213 ] [ 214 ] |

### 多名前區議員再次參選
因應戴耀廷發起的風雲計劃鼓動，多名民主派前區議員重出江湖轉區參選，亦有部分為其所屬政團所安排。
| 區議會       | 選區   | 候選人       | 政黨                   | 過往代表選區 |
| ------------ | ------ | ------------ | ---------------------- | ------------ |
| 九龍城區議會 | 太子   | 黃國桐       | 民主黨                 | 黃大仙彩雲東 |
| 九龍城區議會 | 紅磡灣 | 任國棟       | 民主黨                 | 九龍城紅磡   |
| 九龍城區議會 | 愛俊   | 陳麗君(落敗) | 民主黨                 | 九龍城愛民   |
| 黃大仙區議會 | 彩雲東 | 廖成利       | 民協                   | 九龍城啟德   |
| 黃大仙區議會 | 瓊富   | 莫嘉嫻       | 民主黨                 | 九龍城馬頭圍 |
| 黃大仙區議會 | 彩雲西 | 陳利成       | 民主黨                 | 黃大仙彩雲南 |
| 屯門區議會   | 掃管笏 | 馬旗         | 民主黨                 | 深水埗荔枝角 |
| 北區區議會   | 粉嶺南 | 李立航(落敗) | 無黨派（前民主黨成員） | 沙田鞍泰     |
| 北區區議會   | 盛福   | 黃良喜(落敗) | 新民主同盟             | 北區華明     |
| 葵青區議會   | 華麗   | 單仲偕       | 民主黨                 | 葵青華峰     |
| 離島區議會   | 東涌北 | 徐生雄       | 民主黨                 | 葵青大白田   |

### 超級區議會議席之爭
與上屆一樣，各大政團為取得2020年立法會選舉超級區議會議席，均派出重量級人物出選，當中5名現任超級區議員亦在自己所屬選區尋求連任，而上屆立法會選舉超級區議會各名單首位除工聯會王國興外皆尋求連任。
至於曾表示有意參選翌年立法會選舉超級區議會議席，擬於屯門三聖或掃管笏選區披甲的新民黨主席、立法會議員葉劉淑儀，最終未有報名參選。
在葵青華麗選區，民主黨單仲偕復出參選挑戰前黨友、經民聯黃耀聰。而在附近的石蔭選區，上屆在該區競逐連任失敗的民主黨現任立法會議員尹兆堅，今屆再度參選，並與上屆對手、擬競逐連任的民建聯李世隆碰頭。

### 保護選舉過程

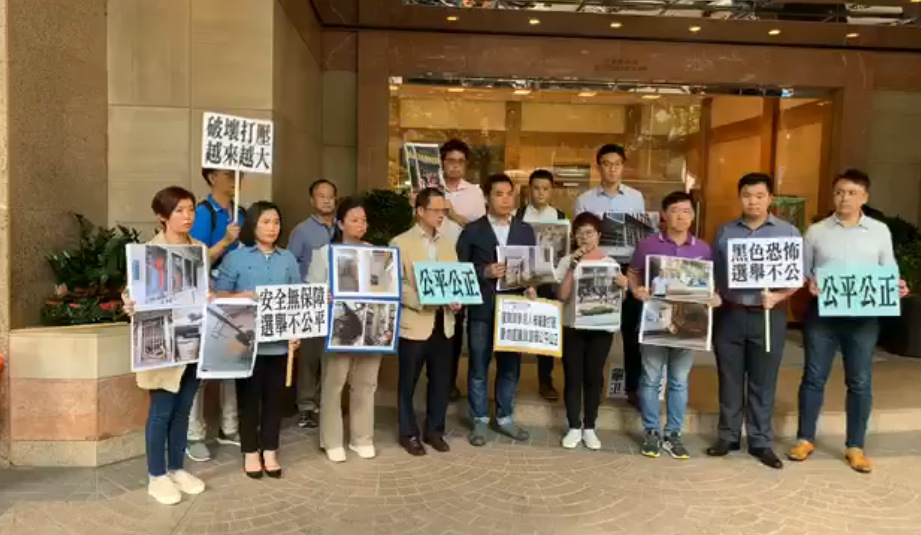
2019年10月9日，「新界跨黨派受打壓參選人苦主」到灣仔向選舉管理委員會主席馮驊請願，要求選管會及政府確保區議會選舉公平公正

2019年10月9日，由建制派組織的「新界跨黨派受打壓參選人苦主」10多名成員到灣仔向選舉管理委員會主席馮驊請願，聲稱因反對逃犯條例修訂草案運動被追擊、圍堵和恐嚇，要求選管會及政府確保區議會選舉公平公正。與此同時，陸續有多名民主派的候選人先後遇到襲擊，包括仇栩欣、鄺俊宇、梁凱晴、岑子杰、葉子祈、趙家賢、甄霈霖及蔣旻正。
11月初，香港故事成員李宇軒以個人名義邀請英國、加拿大、斯洛伐克等10國的19名外國專家抵港監察2019年區議會選舉以確保選舉能公正進行。
11月6日，屯門區議會樂翠選區時任區議員兼參選人，立法會議員何君堯亦在擺街站時受襲。同日，建制派和政府都譴責暴力行為，建制派表示擔心本屆區議會選舉未能在安全、公平、公正的環境下順利舉行。民主派會議召集人陳淑莊希望政府能積極努力確保選舉能按時舉行，讓大家可以展示公民權利。
11月7日，行政會議成員、民建聯葉國謙稱，如投票前一周衝突持續，政府應劃下死線，押後選舉。
到11月8日，有人以「港九新界市民」名義，在《星島日報》和《文匯報》報章頭版刊登廣告，指「暴亂未止」、「選舉須停」，呼籲叫停區議會選舉。

### 首次有防暴警察於投票站內戒備
本屆區議會選舉正值香港發生反修例運動，香港警務處在評估過風險後決定每個票站派駐2名防暴警察戒備，並在票站周邊作高姿態巡邏，此措施首次出現。消防員、民安隊隊員亦會在票站當值。保安局長李家超指此舉可讓選民安心投票，張建宗指可營造安全的環境，令市民不會感到惶恐，其他保安措施包括擴大禁止拉票區範圍。。由多國專家及議員的「獨立選舉監察小組」認為警方的角色不應該牽涉在選舉當中，警察在票站監視市民的行為已超出其職能範圍，屬非民主操作。

### 外國監察員赴港監察選舉
「我要攬炒」團隊邀請來自英國、丹麥、瑞典、澳洲、日本等多國專家組成的「獨立選舉監察小組」，到港島、九龍和新界多個票站監察區議會選舉，而每個小隊會視察最少十個票站。瑞典政黨成員Olle Johnsson擔心政府會想辦法操縱選舉。

### 投票人數破歷屆紀錄
這次選舉選民投票的踴躍度遠超上屆，選舉氣氛熾熱。單計首1小時的投票率，便即較2015年時的區選急升3倍，多區票站在早上已經出現大排長龍的情況。
全日共有2,943,842人投票，總投票率為71.23%。投票人數和投票率都遠超2015年香港區議會選舉和2016年香港立法會選舉，成為香港歷史上最多人投票的一次選舉。

## 爭議

### 候選人立場
提名期結束前，突然有多人打著支持五大訴求等類似民主派口號來參選，但當中有人被查出本身是建制派團體的一員，例如：參選葵青區議會大白田東的劉衍銘被發現曾經是建制派團體新界青年聯會旗下「葵青青年團」的執委。而且更出現提名選民對提名人毫不認識的情況，例如：參選深水埗區議會李鄭屋的林浩楠，有居民指從沒打算提名林浩楠，反而曾以「李鄭屋居民協會」會員身份，簽署提名當區經民聯候選人陳鏡秋的提名名單，陳亦是該會會長，懷疑是李鄭屋居民協會將其提名「過戶」給林浩楠，幫助他出選，造成民主派被「鎅票」的效果。
| 所屬區議會   | 選區     | 候選人 | 事件                                       | 參考            |
| ------------ | -------- | ------ | ------------------------------------------ | --------------- |
| 中西區區議會 | 堅摩     | 林雪迎 | 多個提名字迹與馮敬彥相似                   | [ 233 ]         |
| 中西區區議會 | 寶翠     | 馮敬彥 | 曾出席中聯辦酒會，多個提名字迹與林雪迎相似 | [ 233 ] [ 234 ] |
| 油尖旺區議會 | 富榮     | 黃惠達 |                                            | [ 232 ]         |
| 油尖旺區議會 | 大南     | 蔡其隆 | 曾是親中社團成員                           | [ 232 ]         |
| 深水埗區議會 | 長沙灣   | 葉智豪 |                                            | [ 232 ]         |
| 深水埗區議會 | 南昌北   | 王曉聖 |                                            | [ 232 ]         |
| 深水埗區議會 | 蘇屋     | 林佩雯 | 有建制派選民不知道自己提名了他             | [ 235 ]         |
| 深水埗區議會 | 李鄭屋   | 林浩楠 | 有建制派選民不知道自己提名了他             | [ 232 ]         |
| 九龍城區議會 | 馬頭圍   | 林天恩 | 有工聯會義工提名                           | [ 232 ]         |
| 九龍城區議會 | 馬坑涌   | 陳曉威 | 背景不明                                   | [ 236 ]         |
| 九龍城區議會 | 常樂     | 吳嘉輝 | 背景不明                                   | [ 236 ]         |
| 九龍城區議會 | 何文田   | 莊曉盈 | 背景不明                                   | [ 236 ]         |
| 九龍城區議會 | 太子     | 譚杰文 | 背景不明                                   | [ 236 ]         |
| 九龍城區議會 | 鶴園海逸 | 李浩培 | 背景不明                                   | [ 232 ]         |
| 九龍城區議會 | 紅磡灣   | 林紫欣 | 背景不明                                   | [ 236 ]         |
| 九龍城區議會 | 家維     | 李進龍 | 背景不明                                   | [ 232 ]         |
| 葵青區議會   | 葵聯     | 吳璧龍 | 葵青區多人互相見證                         | [ 231 ]         |
| 葵青區議會   | 葵盛東邨 | 黎頌欣 | 葵青區多人互相見證                         | [ 231 ]         |
| 葵青區議會   | 葵涌邨北 | 郭三全 | 葵青區多人互相見證                         | [ 231 ]         |
| 葵青區議會   | 大白田東 | 劉衍銘 | 曾是親中社團成員，多人互相見證             | [ 231 ]         |
| 葵青區議會   | 興芳     | 王翰智 | 葵青區多人互相見證                         | [ 231 ]         |

### 媒體點名不支持涉違法
於選舉前夕，《香港01》發表兩篇評論，點名不支持203名候選人引起爭議，更疑違反《選舉（舞弊及非法行為）條例》。《香港01》至少114名編採人員於投票日發表實名聯署聲明，質疑有關評論有欠公允、有失專業，更可能影響選舉的公平公正，以示遺憾和強烈不同意。其後大律師龔靜儀表示，《香港01》做法涉違選舉例，廉政公署和選管會應跟進事件。

### 駐港特派員公署发布影片
於2019年11月23日，即選舉前一日，中華人民共和國外交部駐香港特別行政區特派員公署Facebook專頁上載了一條由40多位藝人拍攝的片段，內容主要目的是呼籲用選票向暴力說不。藝人包括陳小春 、成龍、王祖藍、容祖兒、惠英紅、陳雅倫、莫華倫、吳啟華、肥媽、洪祖星、周海媚、陳浩民、翁虹、關禮傑、林俊賢、劉錫明、李國祥、梁烈唯（梁競徽）、黃子揚、洪天照、莫鎮賢、梁家仁、湯寶如、李霖恩、李耀景、楊明、張柏文、區靄玲、陳柏宇、彭敬慈、文佩玲、蔡淇俊、陳國坤、林漪娸、李美慧、吳毅將、黎瑞恩、何婉盈、黃銘健、莊思敏、莊思明、陳秀麗、顏光興、顏仟汶、林迪安、黃竣鋒、鍾少雄。分析指大陸想藉此意圖影響明天的選舉。
民主派在區議會選舉大勝後，此影片立即被收起，未有再播出。反映此影片並未有令選民轉變立場，反而令他們更痛恨政府及建制派。

### 票站疑讓長者優先投票
因應投票率創新高，多個票站在大排長龍期間，被批評自行開設「長者隊」，讓長者優先投票，惹不少排隊的市民不滿，質疑長者有投票優先權。選管會主席馮驊回應說，沒有人有優先權，指有關「長者隊」爭議，是因為票站內發票枱按香港身分證號碼英文字母分開（該字母主要反映選民年齡層，如A至E的選民屬1949年至1969年間獲簽發香港身分證人士），若一個時段內選民分佈不平均（如太多年長選民），便會造成有些發票枱大排長龍，有些無人排隊的問題，票站職員為靈活安排，便會因應情況採取疏導人流的安排，如到站外請相關選民先入內領票，而這是過往一貫做法。

### 暨南大學疑濫用學生資料拉票
據《蘋果日報》報導，有於廣州暨南大學就讀的香港學生投訴，指該校多間學院都被學系教職員或輔導員要求單獨見面。會面期間，對方可清楚說出學生所屬選區，及該區建制候選人名字，要求港生投票予親北京派候選人，甚至提供包車，免費接載港生回港投票，報導質疑校方濫用個人資料作選舉動員。

### 建制派被指提供旅遊巴接載選民
據蘋果日報報導，華麗選區經民聯候選人黃耀聰，涉提供旅遊巴接載選民，報導當中亦包括清晰片段，旅遊巴上張貼了黃耀聰的宣傳海報。根據《選舉條例》，在投票期間向市民提供免費車輛接送，而車上有任何候選人的宣傳品，或有人進行拉票活動，企圖誘使選民投票，有可能違反《選舉條例》。
立場新聞則報導，在屯門富泰選區，有人出動旅遊巴「義載」市民到票站，有使用「義載」服務的長者表示，今日是從「（工聯會候選人）陳文偉嗰到嚟」，她被呼籲要投票予陳文偉。另一名長者則向記者表示：「是陳文偉先生擺輪椅，叫義工推我們」。
民主派屯門三聖候選人巫堃泰表示，他上午在各投票站觀察時，發現超過三十名福建口音人士，大部分是由掛著「中港車牌」的車輛載來投票，路人還爆料指福建口音人士在禁拉票區內發送印有QR碼的卡片，疑涉及利益交易。

### 投票站內拍照上傳社交網
曾任惠州市政協委員的藝人陳小春於下午上載一張於投票站內投票間拍攝的選票照片到微博，疑違反《選舉管理委員會（選舉程序）（區議會）規例》當中不准許任何人在投票站內拍影片、拍照、錄音或錄影的規定罪。他在半小時後刪去照片。
藝人劉俐於下午上載一張於投票站內投票間拍攝、展示印有投給民建聯候選人的選票照片到Instagram，同樣被質疑違反《選舉管理委員會（選舉程序）（區議會）規例》。不到15分鐘，照片被自行刪除。
2019年香港區議會選舉投票進行期間，香港無綫電視男藝人曹永廉在船灣選區投票後，曾在其Facebook個人專頁上載個人照片，並以粵語繁簡兩文混用寫上「攪掂！黃屍食屎啦」（完成！黃屍吃糞便吧），並附上拍有候選人蘇達良字樣的區選簡介相片上作圖片加工，寫有「食屎」（吃糞便）兩字。其公然引導性及辱罵泛民主派的言論惹來不少批評，指其言論純粹為求增加個人知名度，毫無口德。結果他所支持的候選人落選，惹來網民大肆批評和恥笑，令其選區成為投票日其中一個受關注的選區。
另外，曾經奪得「金茶王」冠軍的沖奶茶師傅葉達生亦於票站內拍下自己給工聯會候選人的選票照片到Facebook，涉嫌違反《選舉管理委員會（選舉程序）（區議會）規例》。

### 多名民主派當選人被抹黑
於結果公佈後，有多名民主派當選人疑似被微博等一些社交網站傳聞有不良行為或生理缺陷。其中在深水埗南昌北選區擊敗民建聯鄭泳舜的公民黨男性當選人劉家衡，就被指是「著名援交女」、「AV天使」；在油尖旺佐敦南選區擊敗民建聯葉傲冬的民主動力陳梓維被傳為「庇護工場的弱智人士」、「庇護中心的弱智青年，自理能力差少少」；而出戰北區清河選區的註冊社工袁浩倫則被指為「剛從戒毒中心完成療程」、「剛從戒毒中心出來」。其後有求驗傳媒指此類改圖是不實指控，劉家衡則回應「沒想過有一天連自己的性別也需要澄清」。

### 民建聯陳學鋒涉嫌違規拉票
民建聯副主席陳學鋒於是次選舉被民主派代表黃健菁挑戰。於投票日，黃炮轟陳學鋒疑親自駕駛貼上候選人宣傳海報的私家車駛進禁止拉票區及在禁區內貼宣傳海報，並向選舉事務處投訴，惟處方未有答覆如何處理投訴，而陳亦得到疑似黑幫的白衣人現身護航。

### 「光頭警長」謠傳有一百六十多萬廢票
選舉日後一天，「光頭警長」劉澤基於微博提出要求全港所有選區重新點票，所持的理據是「全港所有候選人總得票約1,253,647，但全港總投票人數係2,943,842人，仲有160幾萬票去咗邊？超過57%票係廢票？（全港所有候選人總得票約1,253,647，但全港總投票人數是2,943,842人，還有160多萬票去了哪裏？超過57%票是廢票？）」。然而在隔天，選舉事務處即在社交網站發文澄清相關謠言；求驗傳媒則指出Microsoft Excel是不會將「有*的數據」和其他數據一併加起來，懷疑「光頭警長」草草將所有數字直接用程式加起來，未有注意「有*的數據」並沒有加入去，導致其得出「有一百六十多萬廢票」的結論（選舉官方網站的「選舉結果」頁面內，各選區當選人的票數旁均加註了「*」號表示其當選）。

## 各方對選舉結果回應
在土瓜灣北勝選的民建聯主席李慧琼於開票後會見傳媒時，承認民建聯敗選是綜合原因造成的，不希望找藉口，日後會謙卑檢討工作。她表示已向民建聯中委會提出請辭，但被對方挽留。她稱個人去留微不足道，接下來將落區聆聽市民聲音，做好檢討工作，亦期望政府檢討、檢視過去數月處理《逃犯條例》修訂及恢復社會秩序工作的不足。至於會否支持成立「獨立調查委員會」，她表示選區市民的意見很明確，之後會公布總結及結果，目前的工作是先團結支持者。工聯會會長吳秋北指出，選舉在非常不公平不正常，充滿「暴亂」及「黑色恐怖」的氛圍下進行，期間多位候選人遭受各種不公平對待，議員辦事處及服務站被破壞40多次，多位議員及社區幹事擺街站時遭到衝擊及被圍堵，無法正常接觸街坊市民及支持者，另外一些恆常地區服務都受影響。認為這次選舉落敗是「非戰之罪」，是政治大環境使然。不過他表示工聯會尊重選舉結果及選民表態，及後會深刻檢討及提升工聯會各方面的工作，同時期望政府可以之後推出實際措施解決暴亂問題，修補社會撕裂、回復社會秩序，推出「止暴制亂」的有效措施，否則全香港都會是輸家。
於沙田瀝源選區擊敗建制派公民力量黃宇翰贏得議席的社民連成員、民陣召集人岑子杰表示，這次勝選並非個人的勝利，也不是因為自己配得，而是香港人的勝利，體現民眾對青年人的支持。他希望各區民主派都能成功取得過半數議席，林鄭月娥順應民意落實五大訴求。
在此次选举结果公布后，正在访问日本期间的中国外交部长王毅在接受记者提問時表示：“無論選舉結果怎樣，香港都是中國的一部分”。他还指出，企圖搞亂香港或者破壞香港繁榮與穩定的圖謀，都不會成功。同日，中国外交部发言人暨新聞司副司長耿爽就接受记者对外媒报道香港区议会选举民主派大获全胜的相关提问时表示，止暴制乱、恢复秩序是香港当前最紧迫的任务。他还表示：“香港是中国的香港，香港事务纯属中国内政。中国政府维护国家主权、安全、发展利益的决心坚定不移，贯彻“一国两制”方针的决心坚定不移，反对任何外部势力干涉香港事务的决心坚定不移”。
11月26日，香港特首林郑月娥在出席行政会议前会见记者时表示，此次区议会选举“被视为对港府表达不满”，因此结果对建制派有一定影响，也没有就区选结果收到国务院要求问责的指示。她在回应是否会顺应选举结果回应民意，成立独立调查委员会，甚至为建制派大败负责的提问时表示，市民争取诉求不能诉诸暴力，升级行动只会令香港受挫。
投票結果公佈后，中國傳媒對選舉的報道甚少，僅新華社發表新聞通稿，簡要提及「18個選區452個區議會議席全部產生」，未提及席次的具體分配情況。文章指過去5個多月，「亂港暴力分子」與「外部勢力」遙相呼應，不斷製造、升級暴力活動，造成香港社會政治氛圍對立、社會情緒撕裂、經濟民生發展受挫。持續數月的社會動盪，嚴重干擾了選舉進程。選舉當日，有亂港分子對愛國愛港候選人進行滋擾。文章最終強調止暴制亂、恢復秩序仍是香港當前最緊迫的任務。《環球時報》總編輯胡錫進的評論指出西方國家近期製造《香港人權與民主法案》、郑文杰失踪事件及中國「特工」王立强向澳洲媒體投诚等事件，加上最近幾個月肆虐全港的暴力行為，共同轉化為非理性的政治能量，直接影響選舉進程，給包括建制派候選人及其支持者造成壓力。他安慰落選的建制派，認為雖然建制派的席位大幅縮小，泛民獲得452個民選席位中的多數席位，但從雙方所獲得的實際票數看，差距比席位差距要小很多，希望香港的建制派和愛國愛港的民眾不要灰心，因為國家永遠不會放棄香港和愛國愛港人士及力量。香港親中媒体《大公報》的報道未提到民主派大勝，但指出建制派本屆共獲得123.5万票，较2015年增加逾44.1万票，增幅55.5%。《人民日报》评论称，“让‘政治挂帅’、不理民生的人成为议员，让煽暴纵暴、罔顾民生的政棍占据议席，让言过其实的口号代替造福于民的实干，这无疑是社区居民的一场噩梦。”观察者网采访的建制派候选人称，“很多选民是依据政治立场投票，而不是看候选人有没有在社区实实在在地做事。”
然而美國《外交政策》雜誌披露中國多家官方媒體內部人士的消息，他們在結果公布之前便提前收到通稿草稿，預測何君堯等建制派將會獲勝，只需根據勝出結果填寫具體數字即可，然而選舉結果出人意料地反轉，令北京的編輯部「驚慌失措」，努力尋找角度令輿論呈現出支持中共的導向。
雖然當地媒體鮮少提及選舉結果，但在一些社交媒體中不乏中国大陆网民就此热议，觀點主要分爲肯定及否定選舉結果的兩個派別。据德国之音摘录的网友评论，部分網民认为選舉結果反應香港社會民意，中聯辦港澳辦应自我反省；但是另一部分網民则認為总票数之比与议席之比證明了香港的選舉制度存在问题，还有人懷疑选举中存在「作弊」的情况，并建議建制派查核選舉結果。其中光頭警長劉澤基在得知選舉結果後，利用Microsoft Excel计算选票，得出有160多萬、造成超過57%的破紀錄廢票，進而要求所有地區重新點票，然而選舉事務處隨即澄清絕無此事，指出全港總廢票只有 12,097 張，比率約為 0.4%。同時他對選舉結果的看法並不樂觀，推測未來數年香港的情況一定更差，希望警察兄弟們要有身心準備，另外形容香港人「針不刺到肉不知痛」，呼籲中央政府停止幫助香港人，讓「攬炒」發生，給大家自我反省的之前中央政府如何愛心愛護香港人的。值得注意的是，選舉結果公佈當天，新浪微博熱搜榜並沒有區議會選舉或相關關鍵詞，與香港問題相關且排名最高的話題，是新任香港警務處處長鄧炳強接受央視專訪。另據中央社摘錄的網友評論，部分觀點激進的中國大陆網友得知選舉結果，驚訝之餘大呼「一國兩制失敗了」，另一些則對選舉結果表示氣憤，要求中央政府取消對香港、台灣的優惠待遇，對香港進行經濟制裁，同時也有網友認為中央政府應該檢討「一國兩制」20年來的運用成效。
在台灣，高雄市市長韓國瑜指明中國大陸在這次選舉中沒有介入，同時寄望香港早日恢復和平。

### 向當屆落選的建制派區議員或候選人派發公職
曾經有消息指出林鄭月娥將會向當屆落選的建制派區議員或候選人派發公職，不久後政府召開記者會受訪時並未正面回應此說法。銀髮族就曾為此在12月21日發動遊行反對政治酬庸。
雖然政府並未證實會派發公職；但在12月24日，政府委任落選的候選人林梓鴻擔任青年廣場管理諮詢委員會委員，林梓鴻在東區西灣河選區輸給麥德正，麥德正批評這個任命難免令市民覺得是「派公職」；12月31日，政府再委任落選的候選人鄧銘心擔任食水安全諮詢委員會成員，令「派公職」說法不脛而走。
| 日期           | 選區                     | 落敗建制派候選人 | 政黨       | 委任公職                   | 參考文獻 |
| -------------- | ------------------------ | ---------------- | ---------- | -------------------------- | -------- |
| 2019年12月6日  | 油尖旺區議會佐敦南       | 葉傲冬           | 民建聯     | 旅遊業監管局成員           | [ 292 ]  |
| 2019年12月6日  | 觀塘區議會平田           | 姚柏良           | 創建力量   | 旅遊業監管局成員           | [ 292 ]  |
| 2019年12月24日 | 東區區議會西灣河         | 林梓鴻           | 新民黨     | 青年廣場管理諮詢委員會委員 | [ 290 ]  |
| 2019年12月31日 | 油尖旺區議會尖東及京士柏 | 鄧銘心           | 獨立建制派 | 食水安全諮詢委員會成員     | [ 291 ]  |
| 2020年2月5日   | 離島區議會東涌南         | 周浩鼎           | 民建聯     | 大嶼山發展諮詢委員會委員   | [ 293 ]  |
| 2020年2月5日   | 葵青區議會偉盈           | 麥美娟           | 工聯會     | 大嶼山發展諮詢委員會委員   | [ 293 ]  |
| 2020年2月5日   | 離島區議會東涌中         | 傅曉琳           | 新民黨     | 大嶼山發展諮詢委員會委員   | [ 293 ]  |
| 2020年5月30日  | 觀塘區議會栢雅           | 何啟明           | 工聯會     | 勞工及福利局副局長         | [ 294 ]  |
| 2020年6月1日   | 油尖旺區議會佐敦西       | 陳少棠           | 經民聯     | 撲滅罪行委員會成員         | [ 295 ]  |

此外，據《蘋果日報》報導，民政事務處會在轄下全港共63個分區委員會，每個委員會新增5個委員席位，並打算委任建制派的落選候選人出任有關席位。2020年7月，民政事務處公佈了新一屆分區委員會名單，與上屆相比大幅縮減人數（202人）至1395人。同時在沙田、觀塘、九龍城新增4個分區至67個分區。根據媒體統計，共有112人為去年區選的落敗者被委任為分區會委員。而根據媒體報道，1395名分區會委員亦全部被視為建制派成員。

### 中共中央對改選後的區議會極度不滿 斥從事「反中亂港」活動
2020年底，全國人大常委會傳出要取消民主派區議員資格，而建制派認為泛民主派奪得議席，會影響行政長官選舉和意圖推翻中央管治。
2021年1月27日，中共中央總書記習近平在聽取香港行政長官林鄭月娥工作匯報時，強調「愛國者治港」是一國兩制的根本原則。同年2月22日，國務院港澳事務辦公室主任夏寶龍形容習近平總書記對改選後的區議會極度不滿，說「區議會選舉中出現一些『黑暴』、『攬炒』、『港獨』分子進入區議會，把原本為社區和基層服務的公共機構變成了高度政治化的鬥爭場所，搞得『烏煙瘴氣』。」同時認為他們利用區議會這個平台，散播『港獨』主張，抗拒中央管治，煽動對內地的不滿情緒。他不點名批評有議員的辦事處貼上「藍絲與狗不得入內」的標語。同時批評現時的區議會肆意阻撓特別行政區政府施政，損害香港市民福祉，不惜讓全香港社會付出沉重代價。有政壇高人更形容《基本法》並無規定香港一定要設立區議會，可以研究取消區議會，將區議會改為委任制或地區的分區委員會取替，制止區議會的“亂象”。不過事實是政府多次拒絕向泛民首次主導的區議會提供協助。民政處亦禁止多區區議會採購口罩和拒批防疫撥款，民主派批評民政處說法誤導和「諸多阻撓」。
2021年3月5日，全國人大常委會副委員長王晨就有關完善香港特區選舉制度的草案議案內容作出解說。他批評2019年發生反修例運動後，反中亂港勢力與本土激進分離勢力通過特區選舉平台，立法會和區議會議事平台或公職人員身分，肆無忌憚從事反中亂港活動，癱瘓立法會運作，阻撓特區政府依法施政，策劃並實施所謂預選，妄圖通過選舉掌控香港立法會主導權，奪取香港管治權，並認為這「反映出香港選舉制度出現缺陷，有必要完善」。
2023年10月31日，政務司司長陳國基出席「完善地區治理，共創美好社區」研討會指2019年區選是因絕大部分區議員都是透過直選成為區議員，結果出現了一些偏差情況，所以大大减低了直選比例，并加入直接委任。

## 選舉呈請
共有9名落敗的參選人入稟提出選舉呈請，申請推翻選舉結果。
| 選區           | 呈請人 | 所屬政黨   | 備註及結果                                                                         |
| -------------- | ------ | ---------- | ---------------------------------------------------------------------------------- |
| 觀塘翠屏       | 鄭強峰 | 公屋聯會   | 高等法院於2021年2月2日裁定呈請人勝訴答辯人洪駿軒於上訴期限內決定上訴，最終放棄上訴 |
| 東區錦屏       | 洪志傑 | 民建聯     | 高等法院於2021年8月31日裁定呈請人敗訴                                              |
| 元朗屏山北     | 羅庭輝 | 獨立民主派 | 於2021年9月28日裁定呈請人勝訴 答辯人楊家安承認自己非妥為當選                       |
| 沙田廣康       | 王虎生 | 民建聯     | 因呈請人未有採取進一步行動，於2021年3月被高等法院法官頒令撤銷呈請                  |
| 沙田大圍       | 董健莉 | 民建聯     |                                                                                    |
| 西貢維景       | 陳繼偉 | 專業動力   |                                                                                    |
| 九龍城土瓜灣南 | 林博   | 西九新動力 | 高等法院於2021年3月25日裁定呈請人勝訴 答辯人李軒朗於上訴期限內放棄上訴             |
| 深水埗石硤尾   | 陳國偉 | 經民聯     |                                                                                    |
| 荃灣祈德尊     | 古揚邦 | 民建聯     | 高等法院於2021年2月11日裁定呈請人敗訴                                              |

## 相關傳媒報導
- 無綫電視翡翠台《區選快訊》：11月24日07:30、11:30、15:30、22:30
- 港台電視32《2019區議會選舉直擊》：11月24日22:25起
- Now新聞台、ViuTV《區議會2019選舉》：11月24日22:30／23:00至25日04:00
- 有線新聞台、香港開電視《2019年區議會選舉》：11月24日全天（香港開電視在常規新聞時段內播放）

## 外部連結
- 2019年區議會選舉官方網站 （页面存档备份，存于）
- 頭條日報－區議會選舉2019專頁 （页面存档备份，存于）
- on.cc東網－2019年區議會選舉結果專頁 （页面存档备份，存于）
- 香港01－2019年區議會選舉互動專頁 （页面存档备份，存于）
- 立場新聞－2019年區議會選舉專頁 （页面存档备份，存于）